# Coran
Pour les articles homonymes, voir Coran (homonymie).
Le Coran (en arabe : القُرْآن, al-Qurʾān, « la récitation ») est le texte sacré de l'islam. Pour les musulmans, il reprend mot pour mot la parole d'Allah (Dieu),. Œuvre de l'Antiquité tardive datant du VIIe siècle, le Coran reste le premier et le plus ancien livre connu en arabe à ce jour. La tradition musulmane le présente comme le premier ouvrage en arabe clair, avec le caractère spécifique d'inimitabilité dans la beauté de sa structure et dans ses principes moraux et éthiques.
Pour les musulmans, le Coran regroupe les révélations d'Allah transmises par l'archange Gabriel (جبريل, Jibrīl) au dernier prophète et messager de Dieu, Mahomet (محمد, Muḥammad, « le digne de louanges »), de 610–612 jusqu'à sa mort en 632.
Le Coran est parfois appelé al-kitāb (« le Livre »), adh-dhikr (« le Rappel ») ou encore al-furqān (« le Discernement »). Pour les musulmans sunnites, il est l'expression d'un attribut incréé de Dieu adressé à toute l'humanité.
La tradition musulmane considère que le texte canonique du Coran remonte au troisième calife, Uthmān. Ce point fait néanmoins toujours l'objet de recherches et de débats parmi les historiens du XXIe siècle. Pour ces derniers, le Coran est un « ensemble composite de textes compilés ou rédigés par des auteurs différents, fixé dans les dernières années du VIIe siècle, sous le règne du calife omeyyade Abd al-Malik (685-705), véritable organisateur de l'empire et qui fit de l'islam sa religion officielle ». Ce texte rassemblerait des éléments venant de la prédication de Mahomet, mais aussi des textes d'origine chrétienne voire païenne.
Le Coran serait donc l'héritier de sources multiples rassemblées par la première communauté des « croyants » qui se reconnaissait dans l'enseignement de Mahomet. La date de fixation du texte coranique suscite des débats chez les historiens.

## Étymologie
Qurʾān est le terme le plus utilisé par le Coran pour se désigner lui-même. Mais à l'origine, au VIIe siècle, il ne désigne pas encore le livre comme un texte fixé comme cela sera le cas par la suite,.
Le mot arabe قُرْآن, qurʾān, dérive, pour la tradition musulmane, du verbe َقَرَأ, qaraʾa, qui signifie « lire, réciter ». Des érudits musulmans lexicographes, spécialistes du vocabulaire du Coran, ont expliqué qu'on pouvait trouver différentes origines à ce terme : par exemple, le sens « rassembler/collecter », ou celui de « lire/réciter ». Pour Anne-Sylvie Boisliveau, dans l’emploi coranique, seul le second est possible. Le terme, qui est un nom d'action, est donc interprétable comme « Récitation ». Le terme va être utilisé pour désigner le Coran, le livre sacré de l'islam.
Pour William Graham, le sens premier du mot Qurʾān renvoie à une « réalité fondamentalement orale et certainement active et continue, plutôt qu'à un codex écrit et fermé tel qu'il servira par la suite en désignant les masahifs  ». L'auteur insiste sur l'originalité du terme qui « n’est pas attesté avant le Coran lui-même » et qui renvoie au « titre "propre" de la récitation (arabe) du Livre céleste contenant la Parole de Dieu [...] une récitation donnée par Dieu à Mahomet, tout comme les précédentes écritures avaient été données à d'autres prophètes pour qu'ils les récitent. ».
Pour A.-S. Boisliveau également, le terme qurʾān contient les idées d'oralité et de transmission. Il est employé dans trois situations et « désigne ce qui, du Coran, est récité et transmis par Dieu […] ce qui, du Coran, est récité et transmis par Mahomet, […] une récitation liturgique ». Le premier usage se rapproche du statut du texte biblique, le deuxième est surtout lié à un contexte polémique qui voit utiliser un vocabulaire similaire au premier, le troisième (plus rare) assimile le Coran à une « Écriture Sainte ». La définition exacte de l'objet désigné par ce terme est encore incertaine et il n'est pas non plus certain que les trois usages désignent le même objet.
De nombreux chercheurs, ont fait le lien entre le mot qurʾān et le terme syriaque qeryânâ qui signifie « le fait de réciter les Écritures ou bien une partie de cette Écriture, une leçon sur les Écritures ou encore le lectionnaire utilisé pour cela »,. Certains concluent à un emprunt direct au syriaque. D'autres voient là une « possible influence chrétienne syriaque sur la richesse totale de la sémantique arabe » plutôt qu'un emprunt direct car l'usage du terme qeryânâ n'est attesté qu'à partir des manuscrits liturgiques syriaques des VIe et VIIe siècles.
Anne-Sylvie Boisliveau explique que « si la langue arabe avait emprunté directement le mot syriaque (qeryānā), elle lui aurait vraisemblablement donné le schème de nom d’action fi’lān, soit qiryān, plus proche du mot syriaque ». Pour elle, le mot qurʾān provient de la racine arabe q-r-’ « sur un schème arabe, et non syriaque », terme inventé par l'auteur du Coran « inspiré par les termes proches qui en syriaque ou en hébreu signifient "récitation d’une Écriture sainte" ». Cette création servirait à « faire penser aux récitations pratiquées par les communautés juives ou chrétiennes » afin de donner à la nouvelle récitation une « connotation de sacré, de religieux, d’élément lié à Dieu et donc d’élément possédant mystère et autorité ».
Pour certains auteurs, le terme « Coran » est à mettre en relation avec les termes qerīʾā et miqrāʾ (possédant la même racine q-r) utilisés dans le judaïsme rabbinique et qui signifie à la fois « le fait de lire à voix haute un passage des Écritures saintes » et « le passage lui-même ». Le second terme est ainsi utilisé par le Talmud pour désigner la Bible. Pour A.-S. Boisliveau, l'influence de ces termes (et du terme syriaque qeryânâ) est « indéniable » sans pour autant conclure à un emprunt direct à l'hébreu et au syriaque mais plutôt à une création d’un terme qui n'existait pas avant qu'il ne serve à désigner exclusivement la récitation coranique.

## Description
Le Coran est divisé en chapitres, appelés « sourates », au nombre de 114, dont la première est appelée Al Fatiha (parfois traduite par « la liminaire », « le prologue », « l'ouverture », ou encore « la mère du livre »). Ces sourates sont elles-mêmes composées de versets nommés āyāt (pluriel de l'arabe āyah, qui signifie « preuve », mais également « signe », et que l'on retrouve notamment dans le mot « ayatollah »).
Les versets sont au nombre de 6 236 pour le hafs (lecture orientale) et le warch (lecture occidentale).

### Ordre des sourates

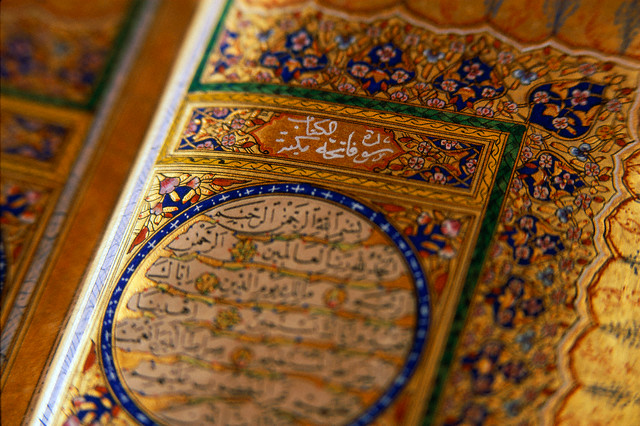
Coran datant de 1867 à Istanbul, en Turquie. Il s'agit de la première sourate nommée traditionnellement Al-Fatiha (« l'ouverture »).

Selon la tradition musulmane, à la suite de la mort de Mahomet, c'est sous le calife Othman que le texte a été fixé et qu'il est devenu la version officielle du Coran entre 644 et 656 de l'ère chrétienne. Othman aurait ressenti le besoin de fixer le texte après la mort de beaucoup de compagnons du Prophète (Sahaba) experts en récitation (les qurraʾ ou récitateurs du Coran). Tous les exemplaires connus de recensions divergentes (quant aux sourates ou à l'ordre de celles-ci) furent alors détruits pour ne garder que la « vulgate d'Othman »,.
Les sourates sont assemblées dans un ordre de longueur assez sensiblement décroissant, et non dans l'ordre chronologique des révélations. Cet ordre aurait été fixé dans la recension othmanienne selon la majorité des savants musulmans tandis que d'autres l'attribuent à Mahomet lui-même. Toutefois, cette question d'ordonnancement ne prend son sens que lors de la mise par écrit du texte,.
Certains des manuscrits de Sanaa montrent des ordonnancements de sourates différents de la version de Othman. Selon Moezzi, « 22 % des 926 groupes de fragments étudiés présentent un ordre de succession de sourates complètement différent de l'ordre connu. », il précise en outre que l'ordre des sourates rappelle les recensions d'Ubay Ibn Ka'b et d'Abdullah Ibn Mas'ûd.
Diverses tentatives ont été faites pour reconstituer l'ordre chronologique des sourates, y compris par des orientalistes européens tels que Blachère. Des critiques font remarquer toutefois que cet ordre chronologique est trop dépendant de la biographie de Mahomet.

### Chronologie de la rédaction

#### Vision musulmane traditionnelle

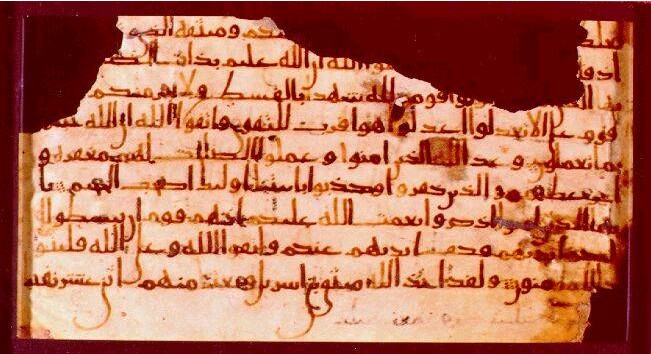
Un manuscrit contenant les versets 7 à 12 de la sourate Al-Ma'idah (La table servie). Non daté et graphie non classée.

Les sourates ont été classées très tôt en "médinoise" ou "mecquoise" par la tradition musulmane. Ainsi, l'édition du Caire, l'édition de référence du coran (édition "receptus") datant de 1924, présente une approche chronologique des sourates. Cette séparation en deux parties tente de les distinguer par des différences de style (vocabulaire, longueur des versets et sourates) et de thèmes abordés. Ce classement chronologique des sourates remonteraient à Ibn Abbas (mort en 688).
Néanmoins, la recherche historique a montré que des versets d'un groupe sont intégrés dans des sourates de l'autre,.
De plus, la division proposée par la tradition musulmane est moins géographique que temporelle. Il est significatif que les sourates médinoises qui correspondent à l'An I de l'islam soient associées à la période où Mahomet devient un chef politique. La période mecquoise antérieure à l'Hégire est en effet selon la tradition musulmane le début de la prédication de Mahomet.
Cela n'empêche pas, toutefois, des « désaccords au sein de la tradition musulmane » et une absence de consensus. Il existe en effet des listes contradictoires jusqu'au XVIe siècle. Stefanidis rappelle qu'au cours des premiers siècles, ces listes sont reçues avec prudence et méfiance. Cette classification chronologique n'est pas fixe au sein même de la tradition musulmane et elle varie selon les auteurs. Ainsi, plusieurs sourates sont placées, selon les auteurs, dans l'une ou l'autre des catégories. Pour certains exégètes musulmans minoritaires, par exemple, la sourate 102 est médinoise. Les autres la considèrent comme mecquoise.

#### Recherche historique
Depuis le XIXe siècle, « les chercheurs européens développèrent leur propre système de datation qui ne se voulait dépendant que du Coran sans faire appel à la tradition ». Plusieurs historiens restèrent et sont encore restés attachés à une vision proche des traditions musulmanes alors que d'autres considèrent que la chronologie musulmane n'est pas fiable. Gustav Weil fut l'un des premiers auteurs à effectuer cette recherche, suivi par Theodor Nöldeke, Richard Bell. Cette méthode était basée sur le texte, à travers son style et son contenu et sur les allusions à des événements connus et elle avait pour but de subdiviser la période dite mecquoise en plusieurs sous parties. La recherche contemporaine insiste plutôt sur le fait que le Coran a été vraisemblablement rédigé par des scribes érudits après la vie de Mahomet. Le Coran, selon eux, serait la combinaison d'éléments venant des discours de Mahomet, mais aussi de traditions chrétiennes ou païennes. Il n'est pas possible selon eux de penser que le Coran aurait été « révélé » pendant deux grandes phases : une période médinoise et une période mecquoise. Guillaume Dye remarque que l'approche chronologique traditionnelle ne prend pas en compte certains aspects du texte, comme des ajouts tardifs dans le texte. Pour celui-ci, « le Coran est ainsi un texte composite et composé, qu'il faut comprendre selon une diachronie plus large que la chronologie entre sourates mecquoises et médinoises ».
De plus, Sabrina Mervin fait remarquer que les résultats obtenus par Weil et ses successeurs ne sont « curieusement pas très éloignés de ceux de la tradition islamique ». Reynolds constate aussi que ces auteurs en sont restés largement dépendants car Nöldeke pensait que certains éléments de la Sîra avaient une valeur historique, « À la fin de son analyse, Blachère fait une allusion à son manquement à la promesse d’éviter une dépendance envers les récits traditionnels. Il explique qu’un classement des passages du Coran seulement selon leurs qualités littéraires, sans aucun lien avec la biographie du Prophète, nécessite un abandon de l’idée traditionnelle que les sourates sont – en général – des unités, proclamées dans leur ensemble par le Prophète. »
Selon Gabriel Said Reynolds « l’idée de cette chronologie divisant les sourates médinoises et mecquoises est loin d’être un fait bien établi. ». Pour lui, « l’idée que nous pouvons réorganiser le Coran, suivant l’ordre chronologique selon lequel le Prophète Muḥammad l’aurait proclamé est courante dans les études sur le coran. Mais cette idée repose sur les convictions que le Coran n’a qu’un seul auteur (Mahomet), qu’il n’a aucun rédacteur (car il viendrait directement de la "Révélation" de Dieu à Mahomet), et qu’il reflète uniquement l’expérience d’une communauté ayant existé autour de Muḥammad, à la Mecque et à Médine, entre 610 et 632 » comme si le Coran n'avait pas subi des modifications importantes après cette date.
Nicolai Sinai (de), partisan d'une vision proche de la tradition musulmane, explique que si l'hypothèse d'une évolution littéraire unilinéaire est la seule explication plausible et bien développée qui a été avancée pour expliquer la covariance qui a été observée entre les sourates, « alors on peut très bien soutenir que cette dernière [l'approche diachronique] peut compter comme raisonnablement bien établie ». Pour l'auteur, l'idée d'un développement stylistique et littéraire qui a permis d'ordonner chronologiquement les sourates n'est pas « une excentricité née de la Siîa ».
Il reste que les tentatives de définir l’ordre chronologique du Coran se basent sur des traditions qui sont en majeure partie de nature tardive et spéculative sont problématiques. Aucune chronologie interne ne fait actuellement consensus.

### Contenu et thématiques

#### Genres littéraires
Selon Viviane Liati, une « unité apparente » se dégage du Coran en raison des formules rhétoriques sur l'omnipotence de Dieu, qui parsèment le livre. Pour elle, « le texte coranique dans son ensemble, constitue un genre littéraire original, celui d’une prédication prophétique exprimée au nom de Dieu qui est le seul locuteur ». Pour Sabrina Mervin, le genre littéraire du Coran est unique et son style « se distingue à la fois de la prose et de la poésie : il s'agit de prose assonancée (saj‘), qui n'a ni mètre ni rime systématique, et comporte çà et là des répétitions, des refrains ». Hichem Djaït de son côté précise que le style coranique n'est « pas comparable à la prose et aux textes poétique du IIe siècle », à la Sîra d'Ibn Ishaq ou encore aux hadiths. Pour Alfred-Louis de Prémare, « la cohésion de l’ensemble est assurée par la rhétorique et la thématique doctrinale. » Guillaume Dye souligne que plusieurs procédés littéraires et herméneutiques ont été utilisés pour appuyer l'idée d'une unité du texte coranique. L'auteur voit ainsi dans l'ajout de l'impératif "dis !" une « technique éditoriale » pour transformer le texte humain en « texte d'origine divine ».
La question des genres littéraires a particulièrement été étudiée par Prémare, qui voit le Coran comme un corpus d’écritures hétérogènes, et Karim Samji,. Ce dernier divise les genres en cinq catégories : prière, liturgie, sagesse, narration, proclamation.
G. Dye souligne aussi que le Coran est un corpus de textes de genres variés. Pour lui, certains de ceux-ci relèvent de la tradition orale tandis que d’autres relèvent « d’une composition proprement littéraire ». Ces différences de style se retrouve dans des sourates à l'intérieur de celles-ci,. Pour V. liati, le Coran est un « texte morcelé » puisqu'on y trouve des récits mêlés aux exhortations, aux prescriptions légales, aux annonces eschatologiques sans lien apparent
Le coran est un corpus de textes appartenant à des genres littéraires différents provenant de sources, d'auteurs et de contextes historiques spécifiques. Parmi ces genres, on constate que « les exhortations, les
menaces eschatologiques et les rappels apologétiques constituent l’essentiel » des 6 236 versets du Coran. Viennent ensuite les règles de conduite pour 500 à 600 versets comme « la prescription sur le jeûne, la prière ou le pèlerinage, tout
comme les règles des partages successoraux qui apparaissent plus spécifiquement juridiques », soit moins de 10 % du total. Par ailleurs, sur les 228 « versets légaux » de contenu juridiques qui servent de base au droit musulman, seulement 80 versets sont unanimement incontestés par la tradition musulmane.
Un des genres principaux du Coran est celui de la prière. Caractérisés par une adresse initiale à Dieu (rabbana « mon Seigneur » par exemple), ces textes peuvent être des prières communautaires (sourate al-Fatiha) ou personnelles, bien qu'il ne soit pas toujours facile de déterminer la frontière entre les deux. Celles-ci peuvent être à but de supplication, apotropaïque, de louange.... Ces dernières rejoignent le genre de l’hymne. La sourate 55 est même considérée comme un « psaume coranique ». Un sous-genre des hymnes est celui de la profession de foi. Le second genre - peut-être le principal - est celui de la narration. Ces récits mettent en valeur des éléments saillants d’une histoire supposée connue de l’auditoire. Les « histoires du châtiment divin » ont une valeur particulière d’ « exhortation et [d’] avertissement ». En cela, ils appartiennent au genre plus large, celui du sermon. Ces textes sont à rapprocher des textes d’instruction. Ceux-ci se trouvent dans le Coran et sont, souvent, introduits par « Ô vous qui croyez ». Muhammad Ahmad Khalafallah distingue, au sein du genre narratif, plusieurs genres de récits. Dans le Coran, se trouvent aussi d’autres genres littéraires, comme les proclamations oraculaires, les malédictions, les polémiques...
La mise en avant d'une spécificité du genre coranique est, en particulier, le discours de certains musulmans pour qui associer un concept de technique narrative à ce qu'ils considèrent comme une parole divine pourrait être une forme de banalisation. Par exemple, un ouvrage sur le sujet, paru en 1947, « a été perçu comme une provocation, à la limite du blasphème et de l'apostasie ». Pourtant, A.-S. Boisliveau souligne que cette distinction, au sein du Coran, de genres littéraires différents est affirmée par le Coran lui-même, selon qu'il se désigne comme un Kitab, une écriture ou un qur'an', une récitation. Claude Gilliot voit, quant à lui, dans la tradition des sept ahruf coraniques une tentative ancienne de classer les genres contenus dans le Coran.
En ce qui concerne les versets de nature guerrière ou violente, Alfred Morabia avance que « sur les 35 versets où apparaît le mot jihâd, 22 sʼappliquent à un effort dʼordre général, 10 à la guerre et 3 ont une tonalité spirituelle ». Quant à la racine du mot qtl (tuer, combattre), elle est utilisée « 170 fois dans le Coran, que ce soit pour évoquer la guerre ou le statut juridique du meurtrier ou la question de la prohibition du meurtre ».

#### Personnages
Mahomet est de manière explicite ou implicite le personnage central du coran même si le nom Muhammad n'est cité que quatre fois dans le corpus coranique. Ce nom signifie celui "digne de louange" ou le "bien aimé" : il s'agit donc d'un adjectif employé comme nom et d'un nom courant ou bien établi. Muhammad semble donc être un surnom et l'étude de la signification exacte a une longue histoire. Néanmoins, Muhammad est implicitement omniprésent car il est interpelé 332 fois avec le terme « Dis » (« qul »). En particulier ce qui est des sourates 1 à 70 qui représentent plus du 9/10e de la totalité du Coran, seule la sourate 55 (Le Miséricordieux) ne contient aucun verset renvoyant explicitement ou implicitement à Mahomet. Ces mentions « Dis ! » seraient pour certains chercheurs parfois des ajouts des éditeurs ou scribes. Elles sont un procédé rhétorique de construction du Coran en contre-discours. Elles permettent d'affirmer qu'une phrase est d'origine divine et d'« asseoir l’autorité prophétique de l’allocutaire coranique » c'est-à-dire de la personne à qui la "Révélation" serait destinée. La formule "dis!" constitue un discours qui vise à transformer le réel lui-même (performativité).La question de savoir si le terme coranique de Muhammad désigne le nom du messager de l'islam connaît un regain d’intérêt : « Une partie des chercheurs occidentaux a depuis longtemps considéré que lorsque le Coran emploie Muhammad, il le fait dans un sens adjectival et non nominal ».
Dans le Coran, ne se trouvent que 35 noms de personnages humains en majorité bibliques : 6 personnages (Abu Lahab, Ahmed (identifié à Mahomet), Dhû-l-Qarnayn, Muhammad (Mahomet), Tubbaʿ et Zayd), 5 prophètes arabes (Hûd, Idris, Luqman, Sâlih et Shuʿayb) et 24 personnages bibliques.
Les femmes évoquées dans le Coran le sont principalement par des périphrases comme « l'épouse d'Adam ». Maryam est le seul nom féminin dans le Coran, mais elle est plus souvent citée que Mahomet lui-même. De plus, Jésus est présenté comme le fils de Maryam et non comme le "fils de Dieu". De plus, des auteurs musulmans donnent une identité à la femme de l'intendant pharaonique (Zulaykha) ou encore à la reine de Saba (Bilqîs).
Seuls deux contemporains du Coran sont cités nommément. Il s'agit, selon les interprétations traditionnelles, de l'oncle de Mahomet Abu Lahab et de son fils adoptif Zayd (ibn Hâritha). Pour ces identifications, l'historicité de ces personnages a été remise en cause par plusieurs chercheurs.
Néanmoins, Emmanuel Pisani met en garde les lecteurs et considère que les figures prophétiques mentionnées dans le coran ont été réinterprétées a posteriori par les traditions musulmanes. Certains courants de l'islam ont, par exemple, défendu que les prophètes avaient été préservés de tous péchés et de toutes fautes. Mais selon Pisani « le Coran rapporte le péché d’Adam, de Moïse, de David, et les fautes de Muhammad ». De même, Jacqueline Chabbi considère que cela vaut aussi pour Gabriel car le Gabriel coranique étant très éloigné du Gabriel des traditions musulmanes ou pour Ismaël qui a fait l’objet d’une relecture postérieure au texte coranique.

## Théologie et rôle dans la piété musulmane

### Le statut "créé" ou "incréé" du coran: mise en place d'une doctrine
Selon le courant sunnite qui est démographiquement majoritaire, le Coran est considéré comme "incréé". Il serait comme la parole parfaite et absolue de Dieu, « Kalâm » qui parle avec des « nous » de majesté. Coran, parole de Dieu, est, serait "incréé", "éternel" et "inimitable". Mais cette vision des choses est le résultat d'une longue histoire et de débats au sein du monde musulman. En effet, la doctrine de l'incréation du Coran n'a jamais été acceptée par tous. Certains courants de la théologie musulmane ont insisté sur le fait que le coran était une réalité créée par Dieu comme toutes les autres choses. Ainsi, Ibn Taymiyya (XIVe siècle) rejeta l'éternité du Coran « Un certain nombre de penseurs musulmans modernes […] estiment que [l]a disparition [du mu'tazilite] fut le plus grand malheur qui ait frappé la pensée religieuse de l’islam. »
Pour Jacques Langhade, « sur ce problème de la Parole de Dieu, de sa nature, et de son caractère créé et incréé, la discussion se poursuivra longtemps et jusqu'à aujourd'hui en Islam ».
Par exemple, les Qadarites, après la mort de Mahomet, adhérent à l'idée que le coran était créé et qu'il n'avait pas existé de toute éternité faisant ressortir le libre-arbitre de l'homme. Cette théorie, sans doute influencée par la pensée hellénique, vit le jour sous le califat des Omeyyades, dont deux des califes se convertirent à cette doctrine.
Les Qadarites furent les précurseurs des mu'tazilites. L'École des Mu'tazilites (fondateur : Wasil ibn Ata). Pour eux, le Coran est créé, c'est-à-dire distinct de Dieu et contrairement à Lui, survenu dans le temps. Le mouvement Mu'tazilites — ardent défenseur de l'unicité divine — défendait que le Coran était une création pour défendre l'immutabilité de Dieu et pour éviter que ne soit associé quoi que ce soit à Dieu, tandis que l'autre thèse (celle de l'incréation) « pose de grosses difficultés à une perspective favorisant l'exercice de la raison ». De même, pour ces penseurs, la présence de mentions, dans le Coran, d'événements à valeur historique implique que, si le Coran est incréé, l'ensemble des actions humaines ne peut être que fixé par prédestination. « Selon les mu’tazilites, attribuer à Dieu une parole éternelle, c’est postuler un éternel à côté et distinct de lui, et donc se rendre coupable de lui associer un autre être, alors que le premier principe à défendre est celui de l’unicité absolue de Dieu ».
Pour le courant de l'ibadisme, le Coran est également considéré comme créé. De même, pour les alévi chiites, le Coran n'est pas la Parole de Dieu mais celle de Mahomet, il est donc créé,.
- En revanche, il existait un autre courant au sein de l'islam qui pensait que le coran était incréé[Note 14] avec à leur tête Ibn Hanbal, d'une des quatre écoles de fiqh (jurisprudence). Pour eux, le Coran est incréé car il participe de la substance de Dieu, il en est inséparable, intemporel et au-dessus de la raison. Pour Ibn Battah, cette intemporalité s'applique à chaque mot et chaque lettre du Coran[67]. « le Coran est littéralement Parole de Dieu. Il est donc éternel, et incréé ; et, ajoutaient les plus ardents, est incréé même ce qui se trouve écrit entre les deux plats de la couverture du livre, c’est-à-dire les exemplaires écrits du Coran, avec les lettres, l’encre et le papier »[65].

Ainsi, les Jabrites (Al-jabriyya) étaient aussi partisans d'un Coran "incréé" faisant prévaloir le pouvoir absolu de Dieu, sur le concept d'incréation du Coran apparaissent au VIIIe siècle, sous le califat d'Harun al-Rashid. A.-L. de Prémare, qui associe plutôt la controverse au califat abasside d'Al Ma’moun, l'associe au contexte intellectuel marqué par le rationalisme et la présence à Bagdad d'ouvrages de philosophie grecque, perse ou indienne.
Le calife abbasside Al-Ma'mūn (VIIIe – IXe siècles), par intérêt politique, voulut contrer cette école, ce qui conduisit notamment à l'emprisonnement de Ahmad Ibn Hanbal, avant de s’être, selon Al-Ya’qubi, « laissé convaincre de dire, au moins de façon formelle, ce que le calife ordonnait de dire ».

#### Mise en place du dogme
Si une auto-justification du Coran est présente dans le texte coranique, le terme iʿjâz utilisé pour définir l'inimitabilité de celui-ci n'est attesté qu'à partir du IXe siècle et aucun traité ne lui est consacré avant le Xe siècle. L'inimitabilité apparaît dans « sa pleine expression défensive littéraire [...] à la fin du Xe siècle dans les mains du théologien / grammairien al-Rummåni (d. 996) »,. Marie-Thérèse Urvoy cite trois étapes définies par Claude-France Audebert de mise en place de ce dogme, allant d'une inimitabilité linguistique pendant la première, à une seconde privilégiant l'inimitabilité thématique tandis qu'à partir du IXe siècle, le dogme se positionnerait davantage dans le domaine stylistique. Plusieurs auteurs du IXe siècle, comme Al-Gâhiz, ont ainsi défendu la « suprématie de la langue arabe ». Pour V. Liati, « on constate que le dogme de l’inimitabilité formelle du coran est tardif et qu'il ne s'est imposé que contre des résistances très vives ». Le IXe siècle voit, en effet, des réactions contre une possible inimitabilité stylistique, qui ruinerait « le caractère divin du texte coranique qu'il prétend établir », chaque œuvre pouvant stylistiquement être dépassée. Selon l'historien Maxime Rodinson, ce dogme de la perfection du style coranique fut remis en cause, y compris dans l'islam : « il n'a pas manqué d'esprits libres en Islam pour mettre en doute cette incomparabilité du texte coranique ». Le caractère inimitable du Coran va permettre de fixer la langue arabe. Il n'encourage pas la traduction du Coran dans d'autres langues.
Les partisans de la théologie du "coran incréé" prit sa revanche sous le califat de son successeur Jafar al-Mutawakkil qui, pour des raisons de politique intérieure, persécuta les partisans du premier mouvement qui disparurent peu de temps après. La mise en place de cette doctrine de non-création entraîna celle de l'éternité du Coran,. De même, pour Pierre Lory, « ce « tournant » aboutit à une sur-valorisation du rôle du Prophète Muhammad dans le sunnisme courant. ». Cette doctrine ne reçut une « consécration califale officielle » qu'au XIe siècle lors de la lecture de la Qadiriyya,.
Pour Louis Gardet, ces discussions ont été influencées par les débats avec les théologiens chrétiens de Damas et la doctrine chrétienne du Logos. Le conflit, parfois violent, autour de la création ou de la non-création de celui-ci se cristallise autour de deux principales écoles :
La doctrine des attributs (sifa) a été, historiquement, refusée par certaines écoles. Pour les « Gens de l'Unicité divine », cette doctrine entraîne le risque d'association et de multiplicité en Dieu. Ainsi, les traditionnistes « attribuent à Dieu des qualités […] qui seraient éternelles mais distinctes de l'essence divine ». Ils ont été accusés par les Mu'tazilites et les Acharites de créer une vision anthropomorphique de Dieu.

La disparition du mouvement défendant un Coran créé occasionna des compromis entre les écoles. Certains, en particulier l'école asharite, défendirent un Coran incréé mais « encre, écriture et papier » créés. « Ce genre de compromis fut toujours combattu par les tenants de la tradition sunnite stricte ». Les thèses traditionalistes, dans leur formulation la plus étroitement littéraliste, se verront confortées avec les enseignements d'Ibn Taymiyya au XIVe siècle jusqu'à Ahmad ibn 'Abd al-Wahhâb (le wahhabisme actuel).

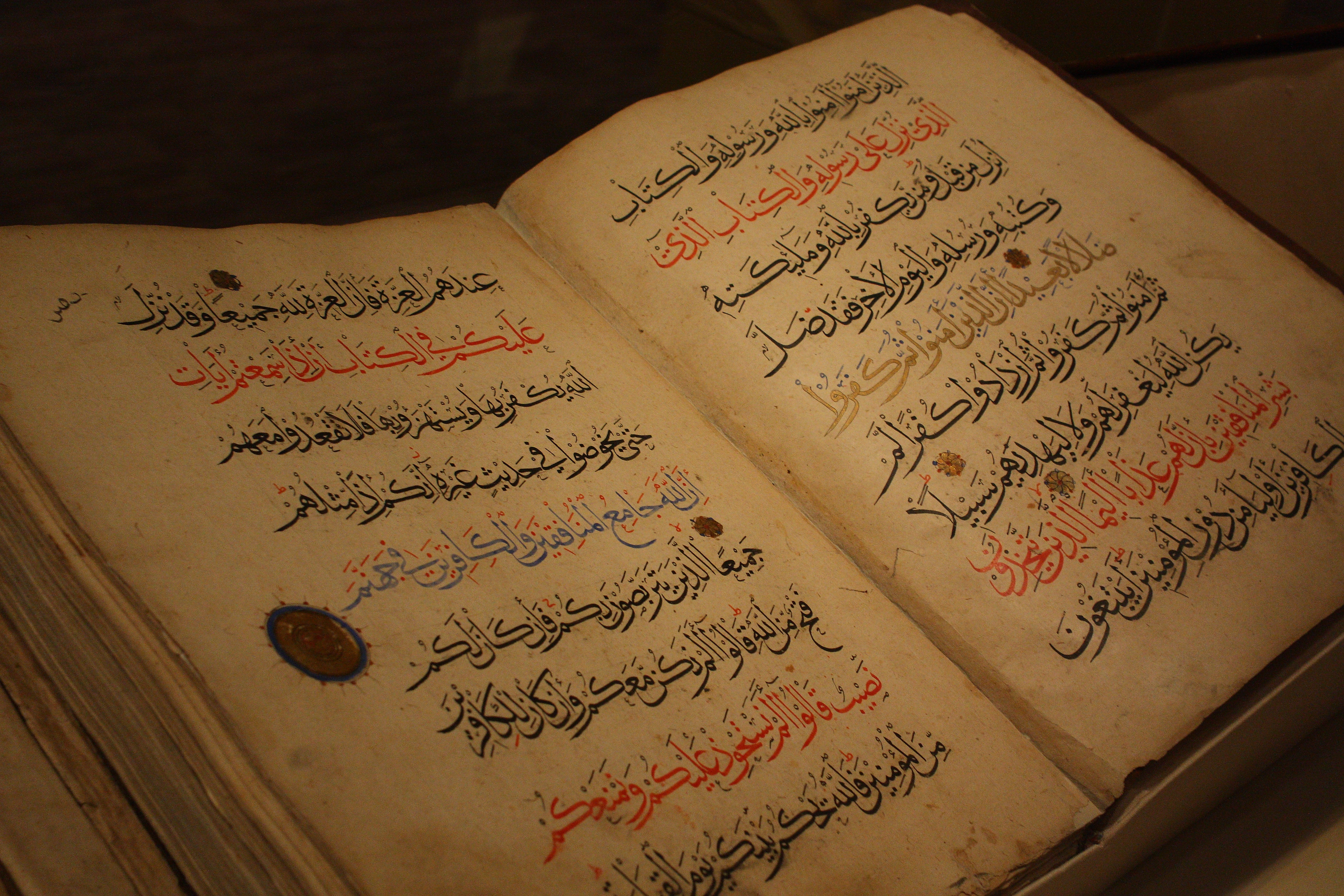
Manuscrit écrit en style kufi (de Koufa) datant du XII.

#### Un livre-mère
Du point de vue ésotérique, le Coran matériel ne serait que la représentation physique, une sorte de réplique, d'un Coran supérieur, occulté aux yeux du profane, un Coran enregistré sur une Table gardée (لوح محفوظ). S'appuyant sur une interprétation du Coran, l'ange Gabriel (Jibril) aurait eu pour mission de faire descendre le contenu du Coran céleste, original dont le Coran matériel est la transcription partielle, le livre mère (Oumm El Kitāb , أُمّ الكتاب), et de le transmettre à Mahomet[réf. nécessaire].

« Ceci est, au contraire, un Coran glorieux écrit sur une table gardée ! »

— Le Coran, « Les Signes célestes », LXXXV, 21-22, (ar) البروج
.
Néanmoins, cette mention d'une « tablette gardée » ou de « livre mère » est absente des discussions concernant l'incréation du Coran. Les liens entre cette doctrine et ces versets coraniques sont, en cela, tardifs. Malgré un certain nombre de hadiths le citant, ce terme reste « énigmatique » et signifie, selon les auteurs, le prototype du Coran ou des différents livres révélés au ciel, le crayon divin, la Connaissance divine, l'« essence de toute écriture », ou même, pour Ibn al-Arabi, le « point sous le bâ de la basmallah »,.

### Dogme de l’"inimitabilité" du Coran
Dans la religion musulmane, le Coran est vu comme parfait (car œuvre divine), et donc absolument inimitable dans son sens comme dans sa forme. C'est à partir du IIIe siècle de l'hégire que ce concept est devenu un dogme. C'est le dogme de l'inimitabilité du Coran.

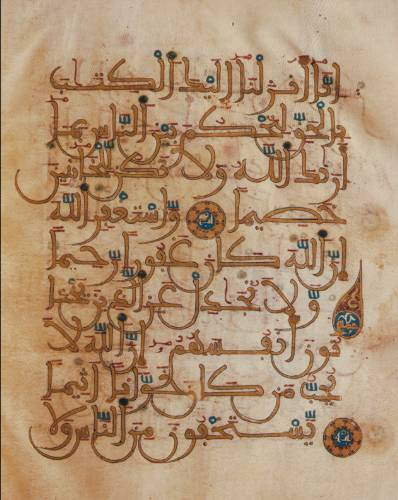
Vieille page du Coran en script maghribi datant du, exposée à la Bibliothèque Chester-Beatty à Dublin en Irlande.

#### Sources coraniques
Les bases du dogme sont présentes dans le texte coranique où plusieurs versets évoquent l'incapacité des hommes à frustrer la volonté de Dieu. Dans le texte coranique, l'inimitabilité du Coran est défendue par le fait qu'aucun homme ou esprit ne serait capable d'imiter le Coran. Cette affirmation crée une rhétorique du défi, présente dans les sourates 17 (v.88), 11(v.13), 2 (v.23)... Ces défis datent de la période mecquoise et sont absents de la période médinoise. Marie-Thèrèse Urvoy associe cette évolution à celle de Mahomet, de prophète à chef politique. Ce défi serait la preuve de l'aspect miraculeux du Coran. Pour Abü Qatâda, ce défi concerne la vérité du texte coranique tandis que pour Tabari, celui-ci concerne le style, les thèmes du Coran étant pour lui inimitables par essence. Tabari cite ainsi comme spécificités de la langue arabe et du texte coranique, la concision, l'usage de l'atténuation ou parfois de l'amplification, de la litote, de l'itération… C. Gilliot voit dans cette défense de l'inimitabilité du Coran un raisonnement circulaire,. Le défi coranique s'inscrit dans le contexte d'émulation et de compétition poétique de l'Arabie pré-islamique. Si les traditions évoquent plusieurs cas de personnes ayant tenté de relever le défi, les « révélations » conservées sont « en leur quasi-totalité […] inventées par les musulmans eux-mêmes » pour critiquer ou ridiculiser les auteurs attribués ; le but de ce défi et du dogme est de prouver l'aspect miraculeux du Coran et ainsi d'attester de Mahomet comme prophète mais aussi d'assurer une incontestabilité à la doctrine musulmane.
Concernant le contenu, le thème de l'inimitabilité du Coran est évoqué en lien avec l'histoire de Loth par Geneviève Gobillot pour qui la vérifiabilité est un aspect de la rhétorique du Coran. Le Coran, pour l'auteur, « rectifie ou précise certains détails des textes bibliques dans le but d’en améliorer la lecture, non seulement du point de vue de la clarté et de l’exactitude, mais aussi de celui de l’efficacité pédagogique », fait preuve d'une cohérence prouvant la connaissance de la région évoquée. La volonté d’être vérifiable faisant partie de la rhétorique du Coran, « dans le cadre de leur vraisemblance par rapport au contexte historique du pays de Canaan et à l’emplacement de Sodome connu par la tradition, seuls éléments actuellement à notre portée, le défi de l’inimitabilité, au sens de perfection dans l’exactitude des « signes » (āyāt, au sens d’indices), a été pleinement relevé par le Coran ».

#### Approche de chercheurs

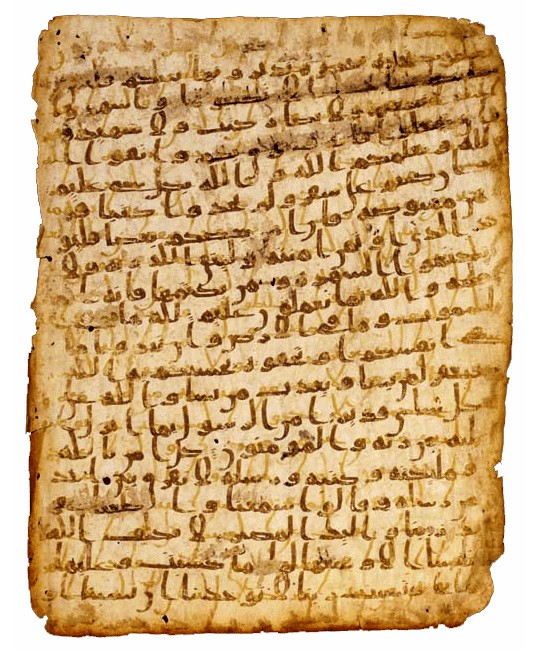
Manuscrit datant du VIIe siècle, écrit sur du vélin en script hijazi.

Pour Claude Gilliot, « Le recours à la soi-disant « inimitabilité » linguistique ou thématique du Coran ne vaut que pour qui adhère à ce theologumenon. Aux yeux du linguiste ou du traducteur, d’inimitabilité, point n’est ! » Pour Maxime Rodinson, cette perfection serait culturellement ressentie par les musulmans, comme pour tout « texte dont on a été bercé depuis l'enfance ». « La beauté du style coranique a été contestée par ceux qui, pour une raison ou une autre, échappaient à l'envoûtement collectif ». Theodor Nöldeke a écrit un article sur ce qui lui paraissait être des défauts stylistiques (rimes, styles, composition…) dans le Coran « dont sont exempts les poèmes et les récits de l'ancienne Arabie » ainsi que des irrégularités grammaticales. Mais pour Jacques Berque, beaucoup de ce que Theodor Nöldeke impute à des vices rhétoriques n'est en fait qu'une spécificité stylistique propre au discours coranique. Pour ce qui est des irrégularités grammaticales ou ce que l'on pourrait prendre comme telles, il en admet quelques-unes comme « incontestables » mais préfère plutôt les nommer « spécificités grammaticales ». Un ouvrage islamique de résolution des « erreurs grammaticales » du Coran a été écrit par Fahr al-Din al-Razi au Moyen Âge. Pour Michel Lagarde, l'argumentation dogmatique et idéologique, dans celui-ci, l'emporte « sur les faits », les arguments étant « fréquemment forgé[s] […] pour les besoins de la cause ». Quant à Michel Cuypers, il récuse l'affirmation de Nöldeke selon laquelle le fait de passer d'un sujet à un autre avant de revenir au premier sujet serait une faiblesse stylistique. Il reconnait plutôt une structure non linéaire que l'on appelle la « rhétorique sémitique ». Cette rhétorique n'est pas non plus une spécificité qui est propre au Coran comme le pensait Jacques Berque, bien qu'il pourrait être un représentant éminent des textes composés sous cette forme particulière.

### Le Coran dans la pratique religieuse
Cité et récité dans de nombreux événements et circonstances de la vie (prières quotidiennes, Ramadan, fêtes familiales…), le Coran occupe une place importante dans la vie de tout musulman. Lors de simples lectures et des prières comme dans les mosquées, il n'est pas seulement récité mais aussi psalmodié. En effet, en citant le Coran, l'imam est censé citer une parole venue de Dieu : il n'est alors plus acteur utilisant sa voix mais instrument de la parole divine. Tel qu'interprété par les oulémas, ou « docteurs de la foi », ce texte est aussi à l'origine du droit musulman. L'exégèse du Coran et les conflits d'interprétation entre les divers courants de l'islam sont ainsi à la base de plusieurs types de compréhensions possibles de notions telles que la charia (loi de l'islam) ou encore le djihad.

#### Usage liturgique du Coran
Pour Michel Cuypers et Gobillot, « La meilleure manière d'envisager le Coran, pour y ajuster sa lecture, est sans doute de le considérer pour ce qu'il est en réalité : un lectionnaire liturgique, recueil de textes destinés à être lus au cours de la prière communautaire publique. C'est ce qu'exprime son nom lui-même, puisque le mot Qur 'ân, d'origine syriaque (qeryânâ), désigne, dans cette Église, le texte destiné à la lecture liturgique ». Pour Angelika Neuwirth, le Coran est conçu pour un usage liturgique et à des fins de récitations.
Dans son usage liturgique, le Coran est toujours utilisé en langue arabe. L'usage liturgique de traduction est autorisé par l'école hanafite mais n'est pas usité. Dans la liturgie, le Coran n'est pas cité sur le mode parlé, autrement que pour des courtes citations dans le cadre de sermons. Le mode liturgique de proclamation du Coran est la psalmodie.
Le statut particulier des sourates 1, 113 et 114, commençant et finissant le Coran, fait penser davantage à « un encadrement liturgique » absent du Coran primitif qu'à des sourates de révélation.

#### Divisions du texte en vue de la récitation
En vue de sa récitation, le Coran a été divisé en fractions de longueur identique. Deux d'entre elles sont devenues plus populaires, la division en trentièmes juz' (جُزْء [juz’], pl. أَجزاء [ajzā']) et celle en soixantièmes hizb (حِزْب [ḥizb], pl. أَحْزاب [aḥzāb]). Chaque hizb est divisé à son tour en quatre quarts ou rub‘ (رُبْع [rub‘], pl. أَرْباع [arbā‘]). Ces subdivisions peuvent être marquées en marge des Corans. Elles ont permis la publication de Corans en autant de volumes.

#### Usages talismaniques et magiques
« À diverses époques dans toutes les parties du monde musulman », le Coran s'est vu attribuer une action efficace. Certaines traditions remontent un tel usage à Mahomet. La condamnation coranique de la notion de sihr (magie-sorcellerie) est amoindrie « à cause d’une absence totale de définition et de délimitation ». Une distinction est ainsi faite par Ibn Khaldûn entre magie et science des talismans.

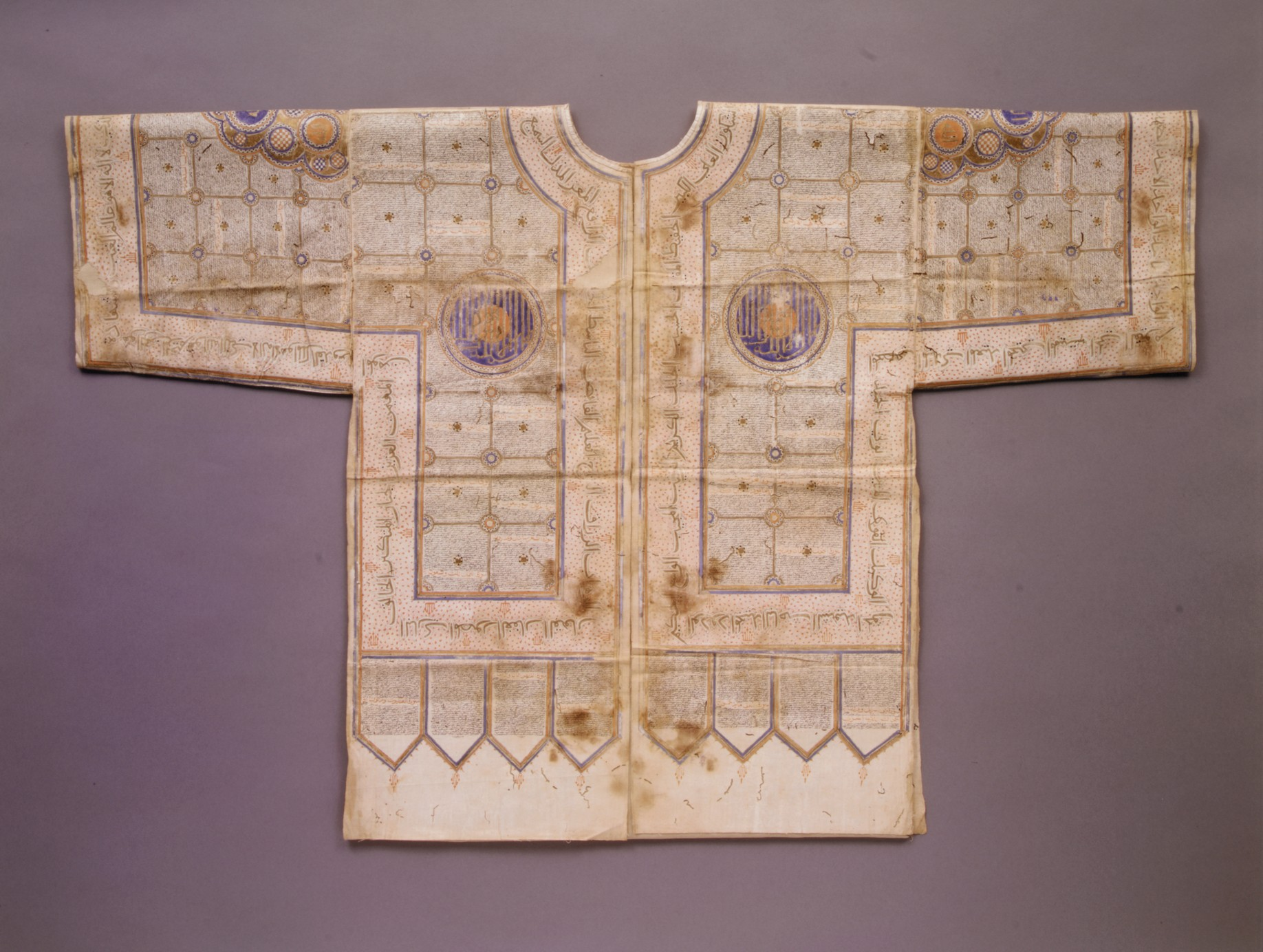
Tunique talismanique,, Nord de l'Inde-Deccan, Metropolitan Museum.

L'idée de magie est déjà dans le Coran et des références coraniques servirent à la légitimation des traités de magie. On trouve déjà dans la biographie de Mahomet « l’incantation thérapeutique (ruqiya), l’imprécation (licân), le rite de propitiation, de guérison ou d’ensorcellement (sihr), les techniques de divination (fa’l), la croyance en des esprits supérieurs efficaces (jinn) ». Cette magie est née dans le fonds de pensée arabe mais connait des évolutions. La ruqiya, technique de guérison par récitation de versets coraniques, connaît, par exemple, un renouveau dans les années 1990. Le contact avec le monde hellénistique va faire pénétrer, à partir du IXe siècle, l'astrologie dans le monde musulman avant un recul à partir du XIIe siècle. À partir de cette période, les pratiques magiques utilisent davantage le texte coranique. Cette magie, connue par sa présence en Afrique, est « d’inspiration islamique [et] passe obligatoirement par le canal de la langue arabe, surtout écrite ».
Une pratique « légitimée par le Prophète » est la création de talismans contenant des formules coraniques. De nombreuses formes de talismans et d'usage magique du Coran, va de tuniques talismaniques du Sénégal à des coupes magico-thérapeutiques conservées dans une mosquée au Yémen. Cette tradition semble s’être développée à des fins politiques dans les milieux aisés ayant accès à l'écriture avant une démocratisation sociale. Le choix de la sourate utilisée peut dépendre d'un champ lexical ou d'une thématique particulière présent dans celle-ci. Ces extraits sont généralement encadrés par les noms de Dieu et de Mahomet. Le texte fait l'objet de transformation aussi bien dans la forme (répétition, calligraphie...) que dans le sens (usage d'une sourate liée à la pluie pour contrer des pertes sanguines, association de sourates). La performativité du talisman est aussi liée à celui qui copie le texte coranique.

### Interprétations du Coran et sciences coraniques
L'étude du Coran, possédant plus de 6 000 versets, a donné naissance aux sciences coraniques qui consistent non seulement en sa mémorisation mais aussi dans la connaissance des clés de lecture du texte et en son exégèse. Dalil Boubakeur, recteur de la Grande Mosquée de Paris, conseille : « Il faut des clefs du Coran, on n'entre pas dans son monde comme cela. » Parmi les disciplines constituant les sciences coraniques figurent l'ʼIʻrāb (analyse syntaxique des versets), le tabyîn (l’explicitation du sens « littéral »), ou encore le tafsir (exégèse ou interprétation).
Pour Viviane Liati, « le Coran n’est pas lisible en dehors d’une tradition, c’est-à-dire d’un ensemble d’écrits qui lui fournissent un contexte. » Ce contexte, présenté différemment selon les courants de l'islam ou les époques, a donné lieu à diverses méthodes d'interprétation du Coran.

#### Interprétations et exégèses du Coran

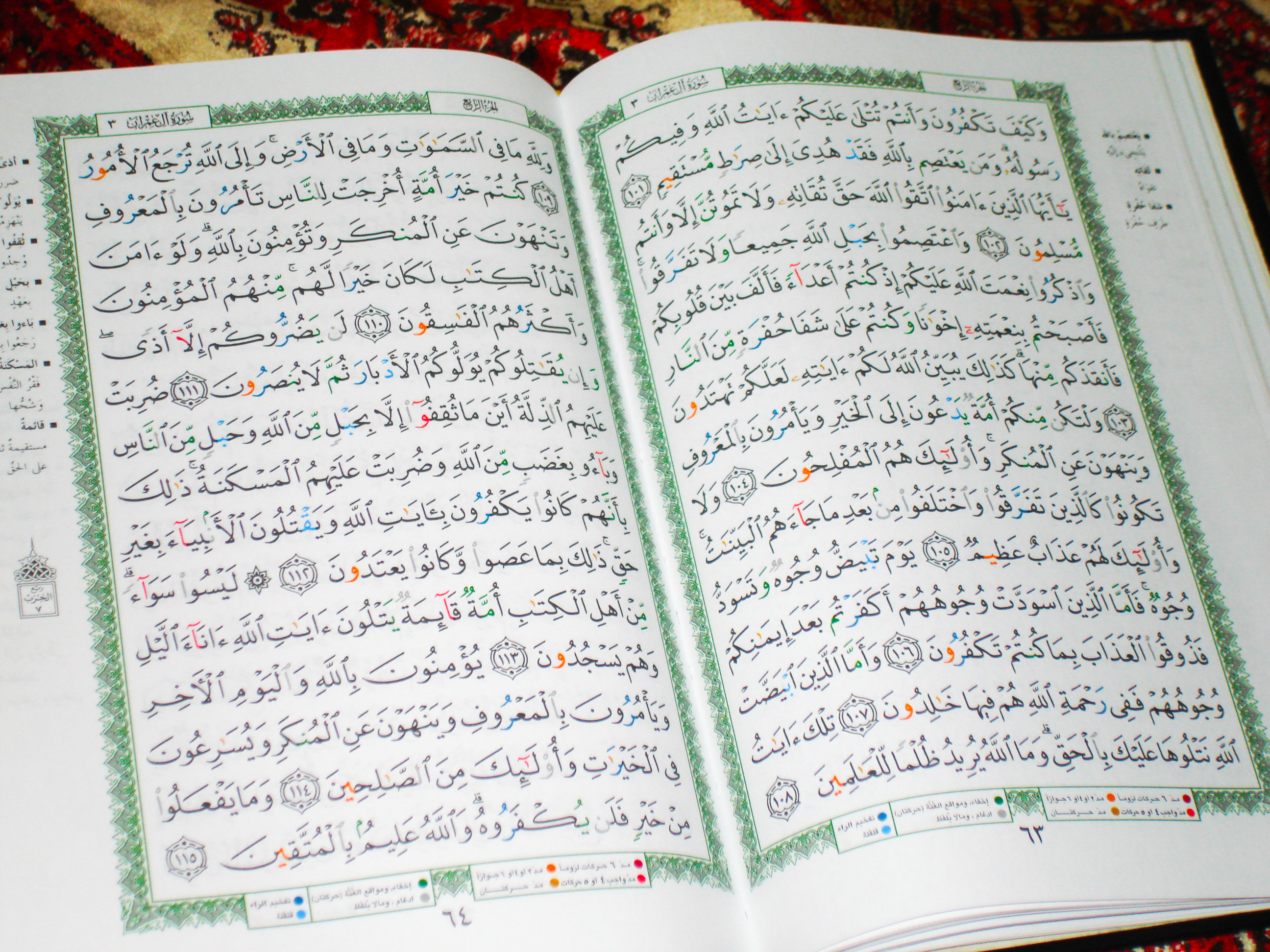
Un Coran avec lettre colorée afin de mettre en évidence les règles de tajwid et faciliter la récitation.

Selon l'époque ou le courant de l'islam, le Coran fait l'objet de modes d'interprétation différents. Un même verset peut être interprété selon des modes d'interprétation variés. Ainsi, le verset dit de la lumière (verset 35, sourate 24) a fait l'objet d'une interprétation philosophique par Ibn Sīnā, d'une interprétation symbolique par Gazālī et une dernière souﬁe par Ibnʿ Arabī. Si toute exégèse islamique se base sur le Coran, Meir Bar-Asher cite, à son propos, les mots de Werenfels : « Chacun cherche à recueillir des dogmes du Livre saint, chacun y trouve ce qu'il y cherche ».
Les musulmans non-réformateurs considèrent que le Coran « ne légifère pas en fonction d’une époque ou d’une société donnée, mais en fonction de toutes les époques et de toutes les sociétés ». Pour M. Cuypers, « pendant des siècles, on a surtout répété les commentaires des premiers siècles, y ajoutant
peu de choses nouvelles ». Les mouvements fondamentalistes défendent aussi une décontextualisation du Coran dans « une interprétation atemporelle et anhistorique ». Cette interprétation fondamentaliste « peut être classée comme proche de l’exégèse traditionnelle », par le refus des sciences historiques et l'acceptation des traditions prophétiques mais innove dans la volonté de mener une exégèse thématique et dans l'approche politique. Pour Sambe Bakary, « En tout cas, en affirmant clairement que l’islam a deux sources canoniques (Coran et Sunna), dans son avant-propos, Viviane Liati privilégie une lecture particulière des faits islamiques, celle-là même que l’on reproche à ceux qu’elle appelle les « intégristes musulmans ».
Dans le monde chiite, s'appuyant sur un hadith prophétique, un principe est que seuls les imams (les descendants d'Ali) peuvent interpréter le Coran. Dans ce courant, « l'allégorie, la typologie et le vocabulaire ésotérique » sont prépondérants. Ainsi, ce courant comprend le récit du voyage nocturne comme une allégorie de l'élévation spirituelle auprès de Dieu.
Les mouvements mystiques, le soufisme, ont une approche symbolique du Coran. Les versets juridiques ou se voulant historiques sont compris comme une « réalité de l'ordre dans la voie spirituelle ». Ainsi, si la sortie d'Égypte et la montée du mont Sinaï sont acceptées comme événements extérieurs dans le soufisme, elles sont aussi l'image de la montée de l'âme vers la vérité divine. De même, les versets sur le combat sont compris comme un combat de l'homme contre ses « penchants passionnels ». Initialement chiite, cette exégèse se retrouve dans le courant sunnite dès le IIe siècle de l'Hégire. De nombreux versets du Coran font référence à une « compréhension intérieure du Livre ».
Certains musulmans prônent aujourd'hui une émancipation du tafsir traditionnel et l'acceptation des sciences modernes. Ce principe était déjà celui de Fakhr al-dîn al Râzi qui « incorporait à son tafsir les sciences de son temps ». Héritier du réformisme du XIXe siècle, ce courant peut être considéré comme « moderniste ». Pour celui-ci, il convient de se séparer des « représentations magiques d'un autre âge, comme la croyance dans les djinns ». Ce courant admet que le Coran était destiné à des Arabes du VIIe siècle et qu'il est un témoin de leurs conceptions. Pour M. Cuypers, « Les grands centres de théologie musulmane, comme l’Université al-Azhar, au Caire, restent cependant jusqu’à ce jour très méfiants à l’égard de ces méthodes modernes, jugées trop positivistes et désacralisantes, traitant leur objet comme n’importe quel autre objet des sciences humaines ».

#### L'exégèse coranique sunnite et les «lectures» du Coran
Le terme Tafsir désigne l’exégèse coranique exotérique (linguistique, théologique…). Plusieurs hadiths rapportent le besoin d'exégèse pour découvrir les différents sens du Coran mais aussi sur le texte coranique qui précise que le Coran contient des « versets clairs » et d'autres « ambigus » et qui possède des exemples d'exégèses au cœur même de son texte.
Dès les débuts de l'islam, certains compagnons de Mahomet prônent une exégèse du texte coranique ne prenant pas en compte des éléments extérieurs. La question de l'usage des traditions s'est rapidement posée et l'opinion majoritaire durant les trois premiers siècles est qu'une exégèse personnelle n'est pas valable, ce qui est a contrario, une preuve de l'existence d'un courant défendant ce point de vue.
Un des premiers aspects de l'exégèse coranique fut d'en fixer le texte. La science des Lectures (Qirâ’at) est une science coranique qui s’intéresse aux différentes variantes de lecture du Coran. Ces variantes diffèrent notamment en termes de vocalisations, fins de versets. Jusqu'au VIIIe siècle, cette science des lectures pouvait aller jusqu'à corriger le rasm pour le faire coller à l'« usage de l'arabe ». Tandis que le Coran gagne en précision, la science des Qirâ’at commence à juger les lectures sur la conformité aux rasm présents dans les manuscrits, sur la fiabilité de la transmission et sur le respect de la langue arabe. Le nombre de lectures du Coran évolua et « au Xe siècle, fut limité d'abord à sept, puis à dix, et enfin à quatorze ». La diffusion majoritaire aujourd'hui de la lecture dite de Hafs date du XVIe siècle et de l'empire Ottoman et est accentuée par l'impression d'une édition sur ordre du roi Fouad en 1923.
La période allant d'al-Hajjaj à Ibn Mujahid est appelée "période de l'Ikhtiyar" et se caractérise, bien que limité par le cadre, par une liberté de choix dans les lectures. De nombreux manuscrits de cette période montrent des lectures qui ne seront pas canonisées. Ibn Mujāhid a été le premier à sélectionner sept lectures (Qirâ’at), dans son Kitāb al-Sabʿa, comme représentatifs de l'ensemble de la tradition. Il s'agit de sept écoles et traditions,,, celle de Nāfiʿ (d. 169/785) à Médine, lecture connue à travers les transmissions de Warsh (d. 197/812) et Qālūn (d. 220/835), prééminence en Afrique du Nord et de l'Ouest, celle d'Ibn Kathīr (d. 120/738) à La Mecque, celle d'Abū ʿAmr (d. c.154-6/770-2) à Bassora, celle d'Ibn ʿĀmir (d. 118/736) à Damas, celle d'ʿĀṣim (d. 127/745), à Koufa, lecture connue à travers les transmissions de Ḥafṣ (d. 180/796) et Shuʿba (d. 193/809), actuellement la version standard la plus populaire du monde musulman, celle d'Ḥamza (d. 156/773), à Koufa et celle d'al-Kisāʾī (d. 189/804), à Koufa. Dutton rappelle que cette sélection est le choix d'un seul homme et que d'autres livres contiennent d'autres lectures, qui deviendront "non-canoniques". De manière générale, les variations des lectures canoniques ont tendance à se limiter à des changements de faibles ampleurs (suffixe, préfixe...). À l'inverse, les variantes non-canoniques comprennent des variations aussi orthographiques ou consonantiques, mais « également des écarts évidents par rapport au squelette standard du texte et des formes aiguës d'interpolation exégétique ». En outre, l'étude des manuscrits nuance cette classification puisque pour Déroche, il n'y a « aucune certitude que les qirāʾāt de l’époque omeyyade étaient similaires à ceux que nous connaissons ».
À partir du IIe siècle, une littérature exégétique doctrinale se met en place. Elle reflète alors « différents courants d'idées nés au fur et à mesure de la diffusion de la nouvelle religion ». Ces interrogations concernent l'essence de Dieu, la prédestination,... Plusieurs auteurs anciens ont déjà critiqué le tafsir, comme Ibn Khaldûn.

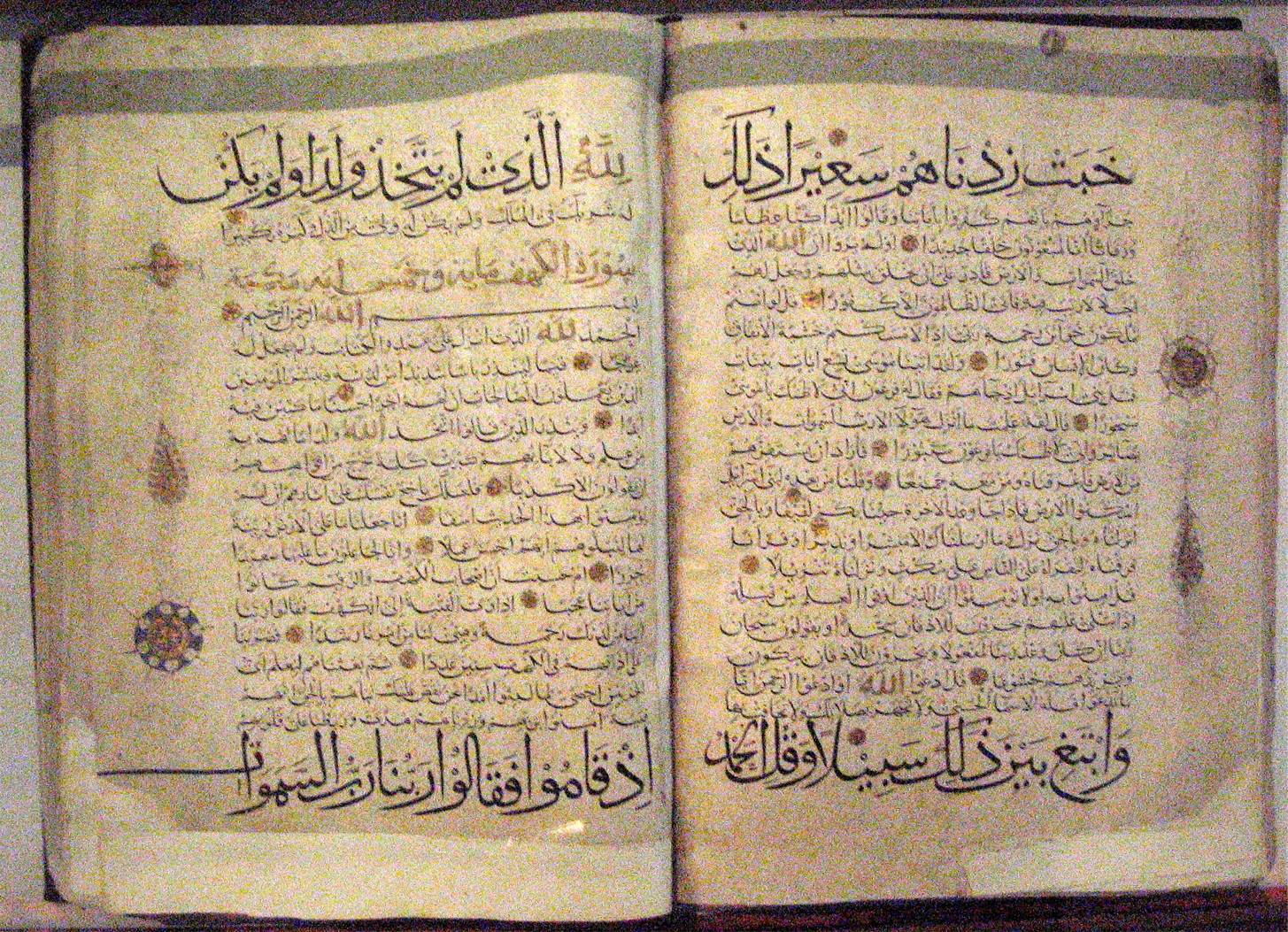
Coran en script Naskh et Muhaqqaq, signé par Mohammad ibn Mas`oûd ibn Sa`d Abhari, calligraphe et enlumineur, datant de 1222, exposé au Musée national d'Iran à Téhéran.

#### Versets abrogés et versets abrogeants
Les contradictions apparentes qui ont pu être relevées au sein du Coran par certains spécialistes sont expliquées par la science islamique soit par la limitation de l'application d'un des textes (certains jugés généraux tandis que d'autres contextuels), soit par le principe de l'abrogation (les versets abrogés (Mansukh) et les versets abrogeants (Nasikh)). Pour cette dernière, les versets les plus récents relatifs à un sujet donné abrogent les versets les plus anciens sur le même sujet. Il y a plusieurs niveaux d'abrogations selon que l'abrogation porte sur le texte ou seulement sur sa prescription tandis que le texte reste inscrit dans le Coran. Le principe de l'abrogation repose principalement sur le verset coranique 2:106. Afin de structurer l'usage de ce principe, l'imam Ash-Shâfi'î (VIIIe – IXe siècle) rédigea le plus ancien ouvrage de méthode jurisprudentielle conservé,.
Le principe de l'abrogation pose une difficulté théologique pour l'islam. Pour le courant majoritaire du sunnisme, la volonté divine est souveraine, immuable et intemporelle. L'abrogation ne serait pas une adaptation aux évolutions du contexte mais ces changements seraient prévus « de toute éternité ». Dans d'autres courants, la fluctuation de la Loi divine y est acceptée comme adaptation au contexte historique puisque le principe de la Sharia est l'« intérêt de la création ».
Globalement, concernant les prescriptions de vie, les premiers versets dictés à La Mecque ont souvent été abrogés par des versets dictés plus tard à Médine, jugés plus « durs ». L'exemple le plus souvent cité de l'évolution des prescriptions du Coran en fonction de la règle de l'abrogation est celui de l'interdiction de l'alcool. Un autre exemple souvent cité est le verset du sabre (Coran 9:5) qui abolit jusqu'à 114 versets antérieurs prônant la tolérance religieuse.

Cependant, cette vision est loin d'être unanime. En effet, de nombreux savants musulmans soutiennent par exemple que le verset « point de contrainte en religion » n'est pas abrogé par le Coran 9:5 comme Mahmoud Cheltout (1893-1963), qui fut Recteur de la mosquée d'Al-Azhar, dans son livre Le Coran et le combat[source insuffisante].
Selon Michel Cuypers, deux interprétations se dégagent parmi les savants musulmans. L'une est majoritaire, affirmant que les versets coraniques les plus récents abrogent les plus anciens sur un même sujet. L'autre qui est minoritaire et d'époque moderne affirme que dans le contexte de la révélation c'était le verset 106 de la sourate 2 qui abroge les révélations antérieures (judaïsme et christianisme). Pour ces derniers, ce verset ne peut donc pas justifier l'abrogation de versets coraniques par d'autres versets coraniques.
M. Cuypers récuse les deux interprétations. Dans son analyse des versets 87 à 123 de la sourate 2 dont on peut rappeler qu'il y est fait référence aux Juifs principalement, il met en évidence d'une part que le Coran répète pas moins de quatre fois qu'il « confirme » les Écritures antérieures, mais surtout qu'il s'agit en fait d'abolir certains des versets de la Bible et non d'abolir purement et simplement toutes les révélations antérieures ; ici, la question de l'élection exclusive des Juifs comme peuple élu « favorisé » (Coran 2,104) est abrogée par le Coran 2,106. Le Coran modifie la lettre de la Torah, pour en exclure l'idée de peuple élu exclusif. En faisant cela, il « améliore » (Coran 2,106) la Torah en la rendant universelle.
L'analyse de Geneviève Gobillot rejoint celle de M. Cuypers. Elle précise entre autres que « le seul passage du Coran qui donne une véritable définition de l'abrogation est, de l'avis unanime des commentateurs et des spécialistes, le verset 2,106. » Et en conclusion de son analyse, elle dit « pour finir c'est donc incontestablement le rationaliste Abu Muslim Ibn Bahr qui a le mieux saisi la question de l'abrogation des Écritures antérieures par le Coran puisque, selon lui, ce n'est pas la totalité de la Bible qui est ainsi abrogée, mais quelques passages bien précis ».

## La transmission du Coran d'après les traditions musulmanes
Pour l'islam, le principe selon lequel le Coran n'a subi aucune altération ou falsification ultérieure à sa Révélation a une valeur dogmatique. Le Coran tel qu'il est aujourd'hui se doit d’être « à tout point conforme au Coran tel qu'il fut « dicté » par l'ange Gabriel à Mahomet, voire à son archétype céleste ». Pour Déroche, « Lorsque l'on analyse les points de vue traditionnels, on y distingue une volonté collective tenace, dont nous pouvons observer le cheminement de ‘Uthmān à al-Bukhāri, en faveur d'une simplification de la situation en ce qui concerne le Coran, ou pour être plus précis, en faveur d'un texte légitimement unique ». C'est ainsi que les récits traditionnels de la composition du Coran, multiples et souvent contradictoires, forment une histoire officielle « devenue quasiment un élément du dogme, au même titre que sa révélation divine ». Pour Viviane Comerro, il y a eu « théologisation progressive de l'histoire du texte canonisé » : les informations transmises en Islam à propos de la manière dont le Coran a été rassemblé et fixé ont été rendues conformes au dogme définissant le Coran ». Les sources anciennes montrent, en réalité, une multiplicité de traditions.
Pour François Déroche, « la tradition musulmane s’est attachée à conserver le souvenir des conditions de mise par écrit, mais les récits qu’elle nous propose soulèvent de nombreuses questions », « Les savants occidentaux ont dans un premier temps traité ces données comme s’il s’agissait de récits historiques, mais cette attitude a fait place à des positions extrêmement critiques dès la fin du XIXe siècle ». Aujourd'hui, de nouvelles approches réétudient les traditions musulmanes. Ainsi, toutes les traditions de compilation sous Abu Bakr et celle d'Othman remontent à Ibn Shihāb al-Zuhrī, comme cela a été démontré par Harald Motzki (en) selon une méthodologie dite « Isnad-Cum-Matin Analysis » qui consiste à reconstituer les chaines de transmission des récits de la tradition, jusqu'au rapporteur principal qui se trouve être le fameux Ibn Shihāb al-Zuhrī mais pour François Déroche, « il n’est pas totalement certain que le récit d’al-Zuhrī ne soit pas le résultat sinon d’une falsification totale, du moins d’une réécriture de l’histoire ».
Ainsi, de nouvelles approches réétudient les traditions musulmanes comme documents anciens pouvant faire l'objet, en eux-mêmes, de recherches historiques. Toutes ces recherches ont permis de mettre en lumière les incohérences et décalages dans ces récits consacrés à la transmission du Coran.

### La révélation

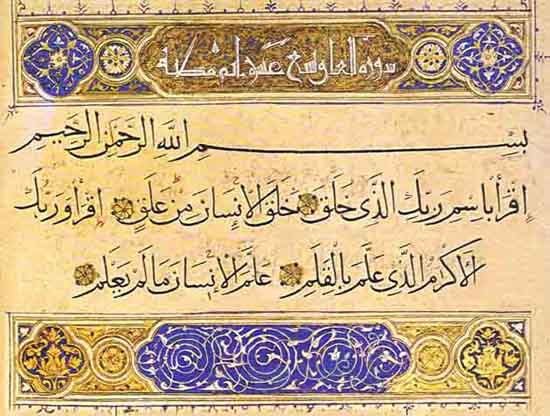
La sourate 96, première révélée à Mahomet, a été classée 96e dans l'ordre traditionnel.

Selon la tradition musulmane, la révélation des sourates coraniques commence dans la grotte de Hira, où Mahomet aurait eu pour coutume de se retirer, vraisemblablement dans un but de méditation. L'archange Gabriel (Jibrïl en arabe) serait apparu, et lui communique les premiers versets du Coran : « Lis ! (ou récite !) Au nom de ton Seigneur qui a créé » (Coran, Sourate 96 : L’adhérence (Al-Alaq), 1). Une révision annuelle du Coran se faisait entre l'archange Gabriel et Mahomet durant le Ramadan. La dernière, en l'occurrence une double révision, est celle qui eut lieu l'année de son décès,.
Selon les traditions musulmanes, au tout début de la révélation, les sourates coraniques ont été d'abord mémorisées. Les traditions parlent même de certains compagnons de Mahomet venant l'interroger sur la manière de réciter tel ou tel chapitre. Durant la vie de Mahomet, la transmission des textes se faisait principalement oralement, fondée sur cette « récitation » qu'évoque précisément le terme qur'ān, même après l'établissement à Médine. Selon Moezzi, le terme « collecte » (jama'a) a été rendu ambigu par les spécialistes musulmans du vocabulaire, les lexicographes, pour y rajouter l'idée de mémorisation. La "collecte" de la "Révélation"  est ainsi devenue peu à peu aux yeux des érudits musulmans comme un processus de rassemblement, mais aussi d'apprentissage des sourates. Cette évolution du sens des mots permet de résoudre des contradictions internes aux traditions et d'occulter les luttes entourant la mise à l'écrit du Coran car elle considère qu'il y a eu apprentissage par cœur après chaque "entretien" entre Mahomet et l'ange Gabriel. Un autre terme, ‘araḍa, rend ambigus les récits sur la compilation du Coran car il désigne à la fois l'enseignement par la mémoire mais possède aussi un sens de collation du texte écrit. En plus de la supposée transmission orale, certains versets ou groupes de versets auraient été occasionnellement écrits sur des omoplates de chameaux ou des morceaux de cuir, par des croyants. Il s'agit de témoignages fragmentaires et rudimentaires de la notation.

### Compilation du texte coranique sous Abû Bakr, le premier calife
Selon certains récits traditionnels, le calife Abū Bakr (r. 632-634) est le premier compilateur du Coran. Celui-ci, conseillé par ‘Umar qu'effraie la mort (au cours de la bataille d'’al-‘Aqrabā en 633), de personnes connaissant par cœur l'intégralité du texte, charge Zayd ibn Thâbit, qui avait été scribe de Mahomet de préparer une copie du texte coranique sur des feuillets (Suhuf). Les biographes (tous écrivant plus de 100 ans après la mort de Mahomet) affirment la mémorisation du Coran en entier par de nombreux compagnons. Le texte a alors été rédigé sur des feuillets (sahifa). Une fois complétés et vérifiés par les compagnons de Mahomet, ces feuillets ont été confiés à la garde d’Abou Bakr. Après la mort de celui-ci, le deuxième calife, `Omar ibn al-Khattab (634–644) les reçut. Ceux-ci auraient été transmis à sa mort à sa fille Ḥafṣa, l'une des veuves de Mahomet.
Les récits font du risque d'oubli du Coran à la suite de la mort de récitateurs lors de la bataille d'al-‘Aqrabā. l'origine de la première compilation du Coran. Ce récit n'est, pour Dye, pas plausible. En effet, d'après les sources musulmanes elles-mêmes, seules deux personnes supposées connaître le Coran sont mortes durant cette bataille. Pour l'auteur, le terme récitateur (qurra) est une incompréhension d'ahl al-qurā, ce qui signifie « villageois ». Pour Schwally, les listes des morts lors de cette bataille fournies par les traditions ne donnent que peu de nom de musulmans susceptibles de connaitre le Coran. « Les inquiétudes que la Tradition attribue à Umar paraissent du coup, moins fondées ».
D'autres compilations ont été faites, notamment le corpus d'Abdullah ibn Mas`oûd, qui perdura trois siècles, mais également de Ubay ibn Ka'b et de Ali ibn Abi Talib. Selon des témoignages tardifs, elles différent en certains points du texte, ainsi que sur le nombre et l’ordre des sourates,. À l'inverse, Al-Qurazi (auteur musulman du IIe siècle de l'islam) aurait comparé les Mushafs utilisés par Ibn Mas'ud, Ubayy, et Zaid b. Thabit, et n'aurait trouvé aucune différence entre eux. Pour Dye, « L'existence même de certains de ces codex me paraît douteuse […] il serait imprudent d'en conclure que ces ṣuḥuf ressemblaient au Coran tel que nous le connaissons et qu'ils correspondaient de près à la description que nos sources font des codex dits « pré-‘uṯmāniens ». Pour François Déroche, « La constitution presque simultanée de recensions concurrentes, celles d'Ubayy ou d'Ibn Mas‘ûd par exemple, fait ressortir les enjeux de cette opération : les recueils sont des instruments de pouvoir ou d'opposition, associés à des groupes dont les intérêts divergent ».

### Universalisation des copies sous Othmân, troisième calife
Selon la tradition musulmane sunnite, un compagnon, Hudhayfah, remarque, sous le califat d'Othmân ibn Affân, troisième calife qui règne entre 644 et 656, différentes prononciations de certains mots du Coran selon l'origine des récitateurs. Le calife, percevant les risques de division, aurait alors décidé de réunir l'ensemble des sourates en un ouvrage (mushaf). Pour ce faire, il demande à Hafsa de lui faire parvenir ses feuillets du Coran qu'elle garde depuis la mort d'Abû Bakr et fait préparer alors plusieurs copies. Cette tâche est confiée à Zayd ibn Thabit, `Abd Allah ibn az-Zubayr, Sa`id ibn al-As, et Abdur Rahman ibn Harith ibn Hisham. `Ali ibn Abi Talib qui détient un manuscrit compilé par lui-même après la mort de Mahomet dont l'ordre des sourates n'est pas le même (celui-ci suit l'ordre chronologique) ne fait aucune objection au mushaf établi par la commission d'Othmân,. À l'inverse, cette recension est critiquée par d'autres compilateurs du Coran comme Abdullah ibn Mas`oûd qui était présent lors de la dernière répétition du Coran par Gabriel en présence de Mahomet.

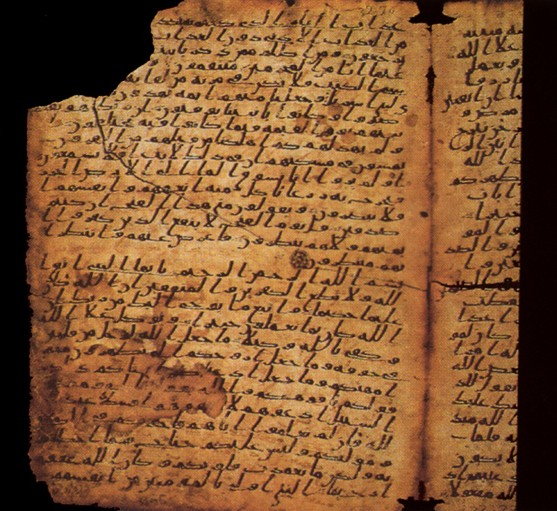
Manuscrit coranique datant de la première moitié du Ier siècle de l'hégire écrit en style hidjazi, actuellement exposé à la Maktabat al-Jami‘ al-Kabir à Sanaa au Yémen. Ici figurent les 20 derniers versets de la sourate As-Sajda (La prosternation) et les 6 premiers versets de la sourate Al-Ahzab (Les coalisés).

Selon l'un des récits d'Al-Bukhari, une fois la tâche achevée en 647, Othmân renvoie le manuscrit original à Hafsa et fait parvenir les copies aux différents points importants du territoire musulman. Le nombre de codices envoyés par ʿUthmān change selon les sources anciennes. Si certaines évoquent l'envoi de sept exemplaires, d'autres limitent les envois à Kufa, Bassora, Damas et Médine. Selon les traditions, quelques-unes de ces copies anciennes existent encore aujourd’hui, telles le Coran d'Othman qui se trouve à Istanbul (Turquie), le manuscrit de Samarcande qui se trouve à Tachkent (Ouzbékistan) et une autre au British Museum de Londres. Il est prouvé que tous ces textes sont en réalité postérieurs de plus d'un siècle. La version d'Uthman met plusieurs siècles à être acceptée par tous les musulmans et a fait l'objet de nombreuses critiques de falsifications de la part d'auteurs principalement chiites mais aussi sunnites,.
Plus tard, Marouane Ibn al-Hakam (m.65H/686), selon un récit d'Ibn Abî Dawoûd, fait détruire les feuillets (souhouf) originaux craignant probablement qu'ils ne deviennent la cause de nouvelles disputes. Pour Guillaume Dye, cette destruction est un topos pour expliquer leur absence. V. Comerro rejoint cette vision et présente ces évocations des feuillets d'Hafsa comme un rajout rédactionnel servant à réunir les récits de compilation sous Abu Bakr et celui sous Othman.
Cette mise en avant du récit de l'universalisation sous Othman est progressive et est, en partie due aux savants musulmans médiévaux. Pour François Déroche, « la mise par écrit de ce corpus de récits relatifs à Muḥammad et aux premiers temps de l’islam a pris place dans le courant du VIIIe siècle, à une date plus haute que ce qui était communément admis par les islamologues, leur transmission initiale s’est faite oralement ». Pour cet auteur, « Lorsque l’on analyse les points de vue traditionnels, on y distingue une volonté collective tenace, dont nous pouvons observer le cheminement de ‘Uthmān à al-Bukhārī, en faveur d’une simplification de la situation en ce qui concerne le Coran, ou pour être plus précis, en faveur d’un texte légitimement unique ».
François Déroche remarque que les traditions liées à la collecte du Coran sous Othman remontent à Ibn Shihāb al-Zuhr, qui connaissant alors des manuscrits plus précis que les premiers manuscrits connus, pourrait avoir « perdu de vue le caractère très défectif de l’écriture de ces manuscrits » et attribué à Othman, dans son récit, « des éléments plus récents qui, de fait, avaient apporté une solution aux nombreux points défectueux ». L'examen de fragments, pourtant censés être postérieurs à Othman, montre que l'écriture manque encore de précision. L'absence de diacritique sur toutes les lettres laisse « la porte ouverte aux divergences », « La nature de l’intervention du calife ‘Uthmān serait donc différente de celle que la tradition lui attribue. » Si son implication dans la transmission du texte coranique ne semble pas remise en cause, son rôle semble davantage « dans la mise en place d’un modèle qui donne une identité visuelle », dans la formation et la sauvegarde d'une vulgate. « La « vulgate ‘uthmānienne » en revanche, soutenue par l’autorité califienne — par ‘Uthmān d’abord, puis par les Omeyyades et les Abbassides, contrôlée et éditée sur la durée, a débouché sur un texte stable dont les manuscrits coraniques contemporains du parisino-petropolitanus contiennent les éléments fondamentaux ».
En restituant diacritique et vocalisation, « on peut admettre que le texte conservé dans les manuscrits les plus anciens, à une exception notable, correspond à celui de ‘Uthmān ». Néanmoins, « Il n’est pas sûr que les copistes et lecteurs de ces copies aient été tous d’accord entre eux — ni qu’ils l’auraient été avec le lecteur contemporain ».

### Guerres civiles et accusations de falsifications du Coran
La période de mise en place du Coran est, d'après des sources musulmanes, une période de grandes violences et de guerres civiles. Guerres civiles, répressions violentes, massacres sont bien attestés jusqu'aux abbassides. Selon Amir-Moezzi, les sources religieuses sunnites ont eu tendance à cacher et atténuer cette violence afin de légitimer l'arrivée au pouvoir d'Abu Bakr.
Dans le chiisme, les sources présentent Ali comme le successeur légitimement désigné par Mahomet selon un schéma classique de successions des prophètes bibliques. Pour Madelung, l'étude des textes sunnites permettrait à eux seuls de prouver le coup d'état illégitime d'Abu Bakr au détriment d'Ali. Des références voire une défense de la famille de Mahomet sont présents dans de nombreux écrits sunnites des premiers siècles. Pour certains auteurs musulmans des premiers siècles de l'islam, principalement alides, le Coran a été falsifié par le pouvoir des premiers califes. Pour les alides, ce Coran non falsifié contient des références claires à Ali ainsi que des noms d'adversaires de Mahomet. Selon les alides (qui deviendront des chiites), cette falsification explique la faible présence de Mahomet comme personnage dans le Coran. La croyance chiite dans un Coran complet sauvegardé par Ali et rapporté à la fin des temps est majoritaire jusqu'au Xe siècle, date à laquelle les chiites ont « été contraints » d'adopter la version officielle sunnite pour des raisons aussi bien doctrinales, politiques (prise du pouvoir par des chiites) qu'historiques (« établissement définitif des dogmes et de l’orthodoxie islamiques » qui ne peuvent plus être remis en cause). « Il y a toujours eu dans le chiisme un courant minoritaire, presque « souterrain » qui va soutenir cette thèse de la falsification, et ce jusqu’à nos jours ». Aussi, selon les alides, la révélation originale qui aurait été censurée dans la version officielle « contenait "tout" : les mystères des cieux et de la terre, la connaissance de toutes choses passées, présentes et futures ». Selon eux, Ali a réussi à cacher la version complète, qui devait être détruite. Ainsi, cette version a été transmise dans le secret jusqu'au douzième et dernier imam qui l'a emportée avec lui. Son contenu ne sera révélé qu'au retour de l'imam caché à la fin des temps.
Selon Amir-Moezzi, le sunnisme a essayé a posteriori d'occulter les polémiques sur le texte coranique des débuts. Toujours selon lui, le codex de Sanaa, au-delà des changements orthographiques et lexicographiques, possède des variations dans l'ordre des sourates ou la découpe des versets qui rapproche davantage ce manuscrit des recensions alides (futurs chiites) que de la vulgate uthmanienne,. Les parties les plus altérées du Coran, pour les chiites, sont celles qui touchent à la famille directe de Mahomet, qui selon certains hadiths, sont avec le Coran, ce que Mahomet a appelé les « objets précieux ». La disparition des noms et donc du contexte des écrits coraniques rend celui-ci muet, silencieux et, pour le chiisme, seul l'imam peut le rendre parlant. Une interprétation du texte devient nécessaire. Cette doctrine mène vers une approche plus secrète de la lecture coranique dans le chiisme. Dès le Ier siècle de l'Hégire, de nombreux livres d'explication du Coran sont ainsi écrits. Ces ouvrages contiennent souvent des extraits du Coran d'Ali, absents du Coran uthmanien. Ceux-ci sont caractérisés par la présence de nombreux noms de personnages. Des auteurs sunnites critiquèrent l'authenticité de la version uthmanienne. C'est notamment le cas des sourates 1, 12 et 114. « Il est significatif de constater qu'un certain nombre de données reconnues comme étant typiquement chi'ites […] ont été pourtant transmises par de prestigieux auteurs sunnites : […] répression et massacre des membres éminents de la Famille prophétique par le pouvoir califal, etc. ». Ces critiques sont encore plus présentes dans le monde chiite. Pour eux, la version originale complète du Coran a été falsifiée et réduite. Moezzi fait remarquer de son côté que toutes les œuvres des imams prébouyides (9e-10e siècle) qui nous sont parvenues, soulèvent directement ou indirectement la question de la falsification de la vulgate ʿuṯmānienne.
Pour Amir-Moezzi, une étude historique ne se basant que sur les écrits sunnites ne correspond pas aux critères d'une recherche scientifique. Bien que teintées d'idéologie (comme les premiers écrits sunnites), les sources chiites concordent davantage avec la recherche historico-critique. Moins connus que les sources sunnites, ces textes ont fait l'objet de moins d'études dans le monde de la recherche. Pour Amir Moezzi, le point de vue des vaincus converge avec les données historiques connues et transparaît dans certains écrits sunnites « malgré la censure ». Pour Amir Moezzi, « cette théorie de la falsification du Coran est appuyée par un grand nombre d’orientalistes qui, se servant de sources sunnites comme chiites, ont montré que pendant les trois ou quatre premiers siècles de l’islam, plusieurs Corans, de forme et de contenu différents, ont circulé sur les terres musulmanes ». Pour l'auteur, « Le Coran officiel mis a posteriori sous le patronage de `Utman », a en fait été établi plus tard, probablement sous le califat de l'omeyyade Imad al-Dawla Abdelmalik (685-705). À suivre ces données, « afin de justifier ces exactions, le pouvoir califal […] altéra tout d'abord le texte coranique et forgea tout un corpus de traditions faussement attribuées au Prophète […] ». « Selon la vision historique du shi'isme, « l'islam » majoritaire officiel, la religion du pouvoir et ses institutions, ont été élaborés par les ennemis de Muhammad […] ».
Face au message apocalyptique incompatible avec un pouvoir installé, les ommeyades ont réagi en réinterprétant la tradition et en infléchissant les textes en vue mise en place de la mémoire collective. Cette réécriture a pu même commencer plus tôt. Celle-ci a permis la mise en avant de la figure du calife, au détriment du prophète de l’islam et de sa famille. La malédiction d’Ali depuis la chaire des mosquées devient alors systématique. Cette évolution inclut la mise en place de corpus de textes conforme à la nouvelle mémoire (Coran, hadith) et leur diffusion. ‘Abd al-Malik est un des jalons majeurs de la naissance de l’islam comme religion impériale. Mahomet est « démessianisé » et son enseignement arabisé.

### Vers un texte canonique: la finalisation omeyyade du texte
Après la mise en codex d'Othman, la lecture du Coran restait problématique. L'absence des voyelles brèves et de certaines voyelles longues, des diacritiques de consonne rend le texte ambigu. Claude Gilliot rappelle que ces manques concernent, pour les fragments les plus anciens conservés, plus de la moitié des lettres du texte. La désambiguïsation du texte est la dernière étape dans la vision traditionnelle de la collecte du Coran. Pour certains, l'initiative provient du gouverneur Ubayd Allah b. Zihâd, son secrétaire aurait alors rajouté deux mille articulations au texte.
Les points diacritiques permettant de différencier certaines consonnes existent de manière ancienne, mais étaient utilisés exceptionnellement jusqu'alors, pour des mots prêtant à des ambiguïtés fortes, comme en témoignent les papyrus PERF 558 (22H/642), le papyrus bilingue P. Mich. 6714 (daté à 22-54H/642-674). Les différences de graphismes entre le Coran rédigé en Warch et celui rédigé en Hafs, témoignent que la finalisation orthographique des versets s'est faite postérieurement à Mahomet. Certains graphismes liés à des flexions casuelles ou encore à la ponctuation ont également été rajoutés au texte primitif, une fois inventés, pour permettre aux non-initiés la bonne prononciation des versets.
L'autre nom associé à cette étape est al-Ḥaǧǧāǧ, « l'homme fort du régime omeyyade ». Selon les sources, il aurait juste corrigé des lectures déficientes ou réordonné les versets et les sourates. Pour d'autres, il aurait perfectionné l'écriture par l'ajout des diacritiques manquantes,. Selon Malik ben Anass et en contradiction avec le récit officiel de collecte othmanienne, al-Ḥaǧǧāǧ est le premier à avoir envoyé des exemplaires dans les centres de l'Empire. Sur cet épisode, les sources musulmanes sont encore contradictoires.
« Pour beaucoup de chercheurs, le codex d'al-Ḥaǧǧāǧ n'est qu'une version améliorée du codex de ‘Uṯmān — mais cette thèse ne fait que répéter les récits de la tradition sunnite. », eux-mêmes peu clairs et enfermés dans un cadre dogmatique. Ces traditions sont nées après la canonisation du Coran lorsqu'il est devenu inconcevable qu'il ait évolué. Amir-Moezzi rappelle que le récit de l'orthodoxie majoritaire d'associer des collectes à Abu Bakr et à Uthman est un moyen de présenter un écrit ayant peu de chance d'être altéré.

### Recherches autour des récits traditionnels
Après la mort de Mahomet se met en place un important corpus scripturaire (Coran, Hadiths...). La mise en place de celui-ci a fait l'objet de débats contrastés entre les chercheurs qui se sont intéressés à la question de l'authenticité mais aussi à celles de la « transmission interculturelle » ou de la « sédimentation historiographique ».
La réunion en un livre d'un corpus de textes ne va pas de soi. Il est donc naturel de s'interroger tant sur le « quand ? » que sur le « comment ? » et le « pourquoi ? » de la compilation de celui-ci. Si la tradition semble fournir de nombreux récits, sa plausibilité est remise en question.

#### Mise en place d'un corpus traditionnel
Si cette tradition canonique de la collecte du Coran est acceptée par de nombreux chercheurs, elle est, pour d'autres, une « version dominante [mais] bien sûr, il en existe d'autres ». Pour A.-L. de Prémare, cette version connaît des contradictions entre les récits. Dans l'histoire de la compilation coranique, « Selon les récits qui seront retenus, on ne fait qu'améliorer le texte existant dans le domaine de la graphie et de la grammaire. Selon d'autres, on reprend presque totalement les choses, et on fait détruire tout ce qui existait antérieurement »[Lesquels ?]. Pour Amir-Moezzi, « la "réalité" historique semble complètement perdue dans les contradictions des textes et la multiplicité des « représentations » que ceux-ci cherchent à donner de la réalité ».
Les sources narratives historiques sont pour la plupart postérieures au IXe siècle et majoritairement écrit hors de l'Arabie. Guilaume Dye remarque la place particulière de l'Irak dans les récits liés à la collecte du Coran, cela pourrait être lié au rôle d'al-Hajjaaj dans la canonisation de celui-ci. Selon Prémare, cette version canonique fut « fabriquée » par Boukhari entre 850 et 870. Sa version, bien qu'en contradiction avec d'autres auteurs contemporains qui, entre autres, associent la collecte à Abd el-Malik deviendra « la base d’une sorte de catéchisme sur le sujet ». Chez Boukhari, la collecte est présentée de manière ininterrompue sous l'autorité des trois premiers califes rachidun, compagnons de Mahomet.
Pour Anne-Sylvie Boisliveau, Viviane Comerro a pu « prouver qu’il y a eu « théologisation progressive de l’histoire du texte canonisé » : les informations transmises en Islam à propos de la manière dont le Coran a été rassemblé et fixé ont été rendues conformes au dogme définissant le Coran ». Ce type de texte avait pour fonction théologique et politique d'assurer une légitimité et une authenticité au texte coranique. Pour Borrut, « ce passé primordial arabo-musulman se donne en effet à lire comme un récit composé a posteriori et visant à légitimer un pouvoir musulman confronté à ses propres divisions... ».

#### Vers une canonisation du Coran
« Si l'on prend en compte la composition du Coran tel qu'il est aujourd'hui, une distinction s'impose entre la rédaction du texte et son processus de canonisation, qui a été progressif. » Cette canonisation du texte « est la reconnaissance par une communauté de l'autorité sacrée d'un texte fixé. » Elle a des bases internes au Coran, mais a fait aussi l'objet d'un processus dans la communauté musulmane. Si la mise à l'écrit du Coran est ancienne, on observe une tendance « à faire remonter la canonisation le plus haut possible afin de se prévaloir d'une authenticité absolue ». L'auteur cite, par exemple, le cas des récits autour d'une dernière récitation par Mahomet.
Les récits autour de la transmission du Coran montrent sont une rétroprojection sur le VIIe siècle d'une vision plus tardive. Ainsi, ils ne sont plausibles que si le Coran avait une place omniprésente dans la vie des musulmans. Or, « rien ne confirme que le Coran était très connu dans la communauté musulmane avant l'époque marwanide ». En effet, le Coran est jusqu'alors peu présent dans les sources musulmanes. À cette époque, il entre dans le corpus de formation des secrétaires, ce qui fut un vecteur de canonisation.
La décision de canonisation, deuxième étape du processus, semble être liée à l'impulsion d'Abd al-Malik et d'al-Hajjaj. Il devient alors un canon normatif. Si le Coran devait avoir une place dans la piété des premiers musulmans, al-Hajjaj fait introduire la récitation du Coran à partir du codex dans les mosquées. La troisième étape est cette de la canonisation effective . Déroche fait durer le processus de canonisation jusqu'au début du Xe siècle, à l'époque abbasside, et la définition des critères de validité d'une lecture coranique. Plusieurs critères permettent de la définir, celle-ci pouvant aller jusqu'à la fin du Xe siècle et l'acceptation de la vulgate uthmanienne par les chiites.
Le Coran a donc subi un processus de canonisation, dont l'une des périodes cruciales est celle du règne d'Abd al-Malik. « On sait que les canons se forment là ou s'entrecroisent des considérations relatives au texte, au pouvoir et à l'identité confessionnelle et communautaire ». Cela prend place dans une période de centralisation du pouvoir, de tentative de contrôle de la mémoire collective.

#### La question de l'authenticité

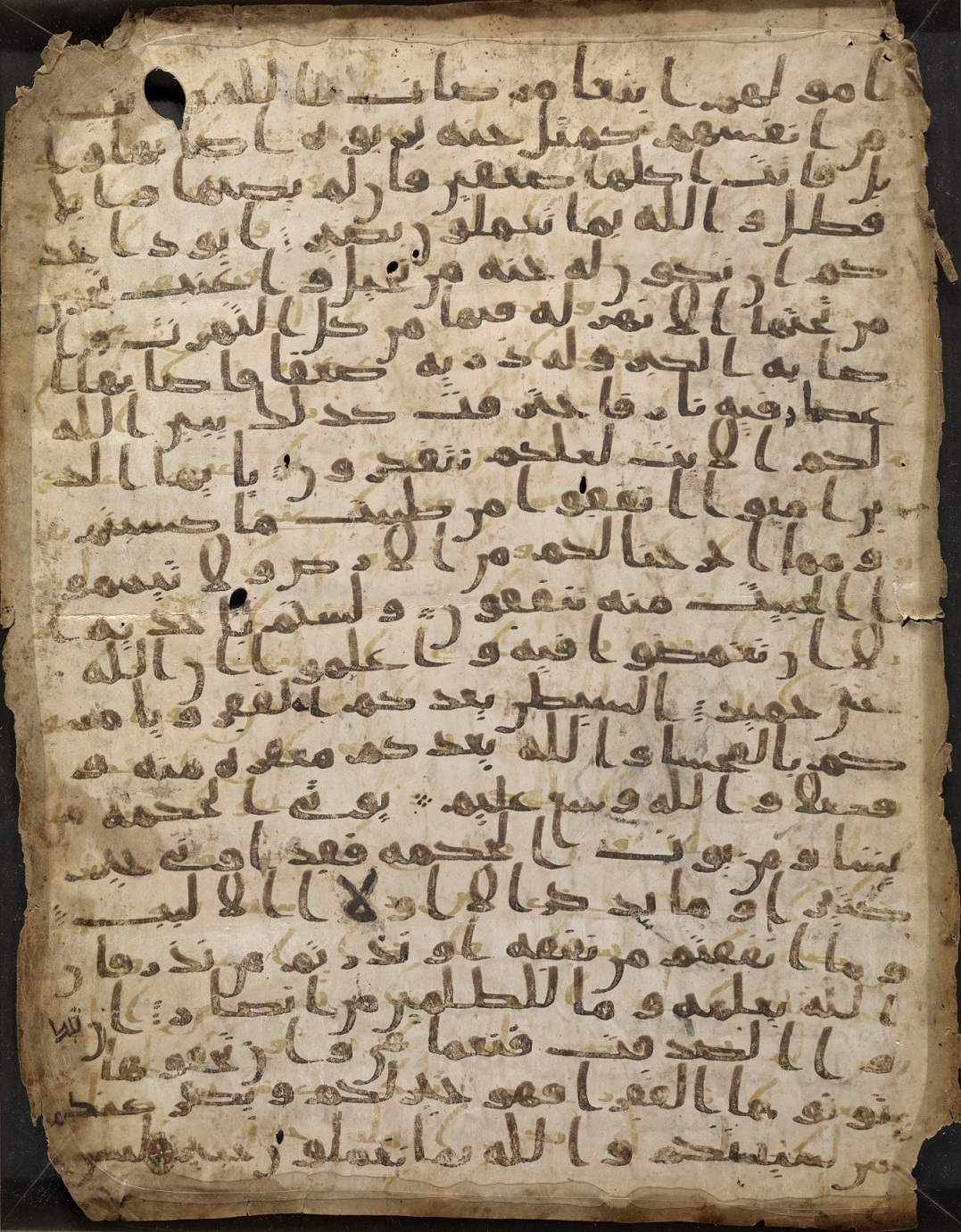
La page de droite du manuscrit binaire de Stanford '07. La couche supérieure est constituée des versets 265-271 de la sourate Al-Baqara. La double couche révèle les ajouts effectués sur le premier texte du Coran et les différences avec le Coran d'aujourd'hui.

En 2001, Harald Motzki (en) défendait un enseignement formel des hadiths dès le Ier siècle de l'Hégire se basant sur le fait que "les déclarations substantiellement incorrectes sur le Coran n'auraient pas pu résister à un examen public aussi précoce",. En 2019, Shoemaker rappelle qu’une durée courte ne peut servir à exclure, par principe, des changements au cours une transmission orale de traditions. Pour Amir-Moezzi, la plupart des traditions liées à la collecte du Coran naissent à l'époque omeyyade, quelques dizaines d'années après les faits « quelques dizaines d'années qui comptent pour plusieurs siècles tant entre les deux époques, les énormes conséquences des guerres civiles et des grandes et fulgurantes conquêtes ont bouleversé l'histoire et la mentalité des premiers musulmans ».
A.-L. de Prémare s'appuie sur trois genres littéraires : les livres historiques écrits au VIIIe siècle et suivants par des musulmans, sur les akhbars (récits ou informations selon un style propre à l'Antiquité) et sur les hadiths pour étayer l'hypothèse de l'existence de versions différentes du Coran. Citons un seul des arguments développés par l'auteur : `Uthmân « ordonne que l'on brûle toute autre collection écrite ou codex ». C'est par cette phrase que nous sommes informés, comme incidemment, de l'existence d'autres écrits,.
Pour Prémare, « la version de Boukhari [de la collecte coranique] est débordée de toutes parts » puisqu'elle est contraire aux études paléographiques mais aussi aux autres récits anciens de la collecte coranique. Ainsi, pour Malik ben Anass (706-796), l'envoi des premiers Corans officiels date du gouverneur omeyyade Hajjaj ben Youssouf sous le califat d'Abd el-Malik. Cette version s'appuie sur d'autres textes contemporains. Ibn Saad associe une « collecte de feuille » au calife Omar et évoque l'existence de plusieurs corpus sous Abd el-Malik. Sayf et Ibn Chabba évoquent un travail de compilation à Médine sous le règne d'Othman mais des destructions de documents sont attestées jusqu'à la fin du VIIe siècle. Selon Moezzi, le récit sunnite, devenue par la suite « orthodoxe », est aussi dépassé par la recherche critique, qui a montré comment le Coran et les Hadiths n’ont été séparés que progressivement, que le Coran montre un travail rédactionnel, que la Vulgate mit plusieurs siècles à être acceptée par tous les musulmans
Plusieurs positions ont été défendues par des chercheurs. Les plus sceptiques rejetaient les sources musulmanes postérieures et extérieures. F. Donner, sans nier une construction temporelle, défendait l’existence d’un « noyau » historique dans ces sources narratives. Guillaume Dye rappelle qu’une tradition religieuse créative, la mémoire étant plastique, le choix ne se limite pas à authenticité et forgerie/conspiration.

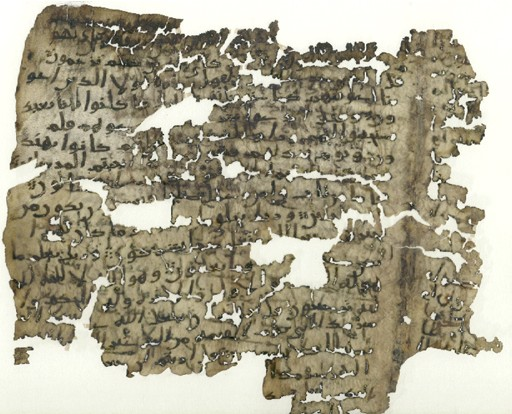
Un Coran datant du VIIe siècle écrit en style mecquois. Versets 61 à 73 de la sourate Al-Qassas.
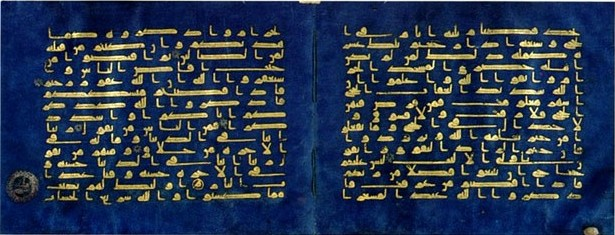
Folio du Coran bleu provenant à l'origine de la bibliothèque de la grande mosquée de Kairouan (en Tunisie) ; écrit en Kufi doré sur du vélin teint à l'indigo, il date du Xe siècle[Note 33].
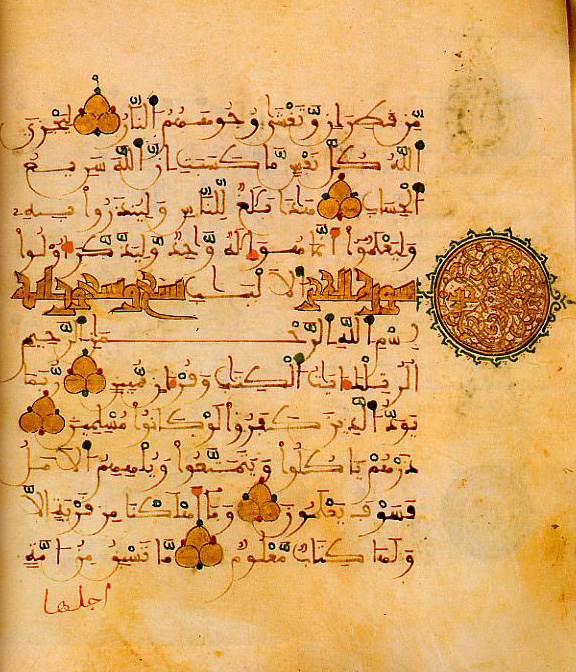
Un manuscrit Andalou datant du XIIe siècle.
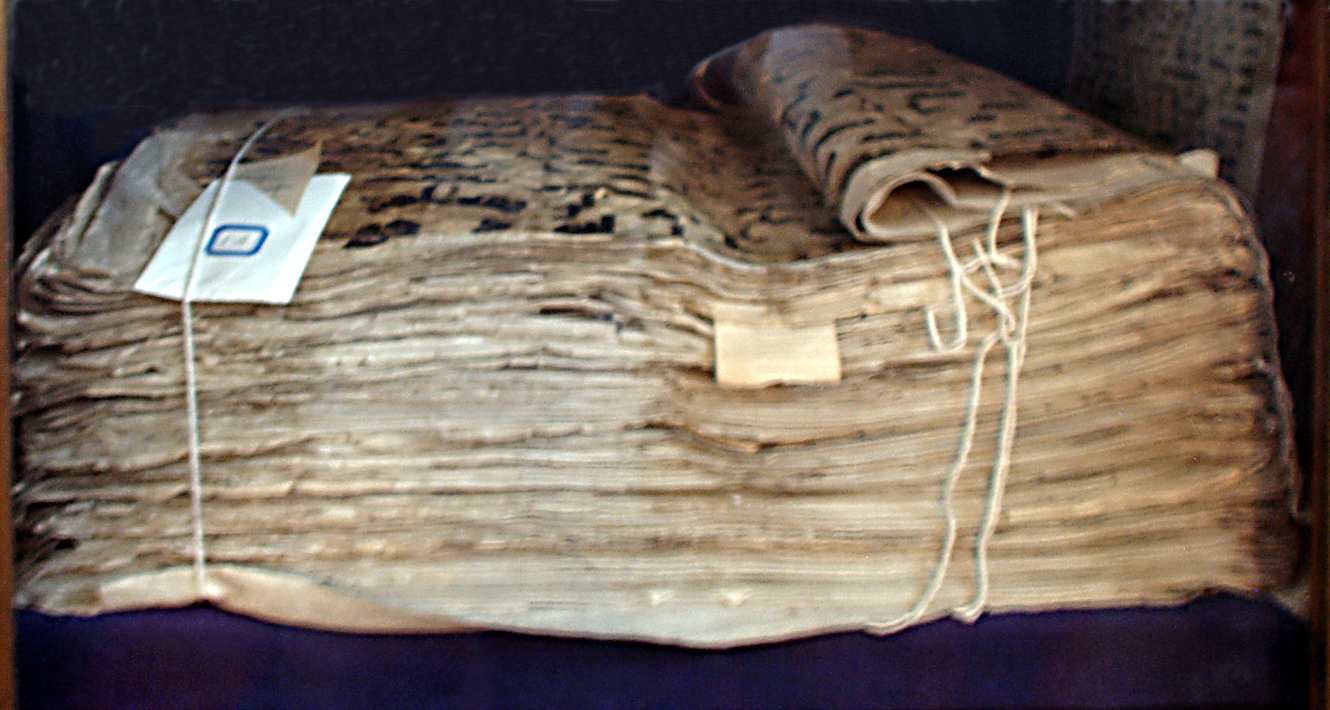
Le Coran dit « d'Othman » à Tachkent (IXe siècle).
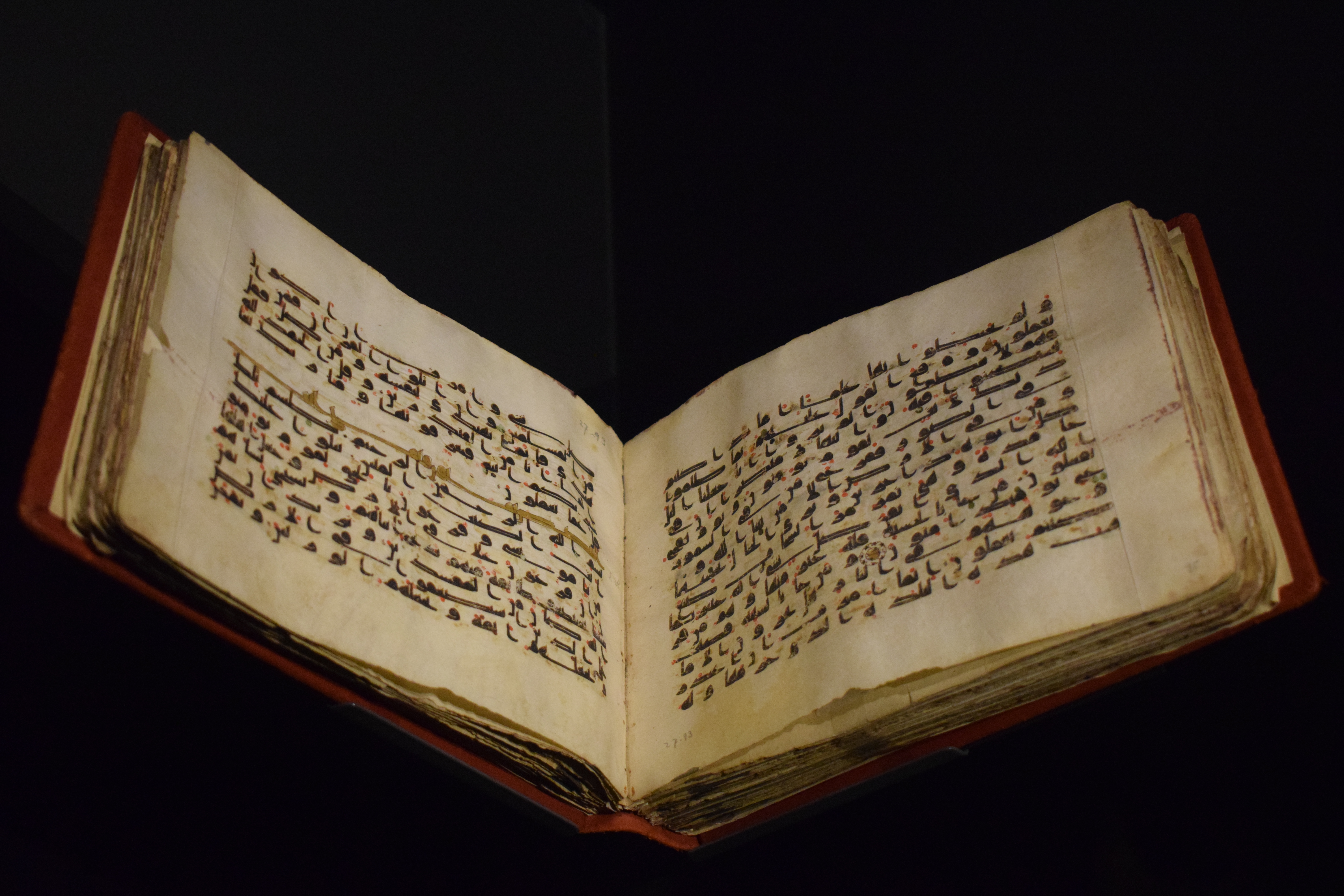
Un Coran en style kufique datant du milieu du IXe siècle.

## Les recherches contemporaines
Depuis le milieu du XIXe siècle, les études coraniques en Occident se développent. Un des premiers spécialistes occidentaux de l'islam est Théodore Nöldeke au XIXe siècle. Elles sont entre autres le résultat d'une lecture historico-critique qui vient des études scientifiques sur la Bible (critique des formes et critiques de la rédaction) et des théories littéraires. Les sciences humaines — notamment, l'anthropologie et l'histoire des religions — jouent aussi un rôle (fonction attribué à « l'imaginaire », le passage de l'oral à l'écrit, etc.).
Le Dictionnaire du Coran fait un point complet sur les apports de la recherche scientifique,. Parmi certains auteurs représentatifs dans le monde francophone, on peut citer M. Cuypers, G. Gobillot, R. Dye, M. Amir-Moezzi…
Or, depuis le XIXe siècle et les travaux de Nöldeke, les chercheurs occidentaux ont accepté la version traditionnelle selon laquelle Uthmân a supervisé la collecte du Coran. Il aurait ainsi fixé une vulgate, « malgré quelques voix qui se sont élevées pour contredire cette thèse ». Cette vision des choses a été remise en cause néanmoins. En 2019, Guillaume Dye considère ainsi que cette vision, correspondant à une laïcisation du récit traditionnel et autrefois dominant, « reste toujours en partie présente » mais est en train d’être rejetée par la recherche,.
On peut distinguer précisément plusieurs courants dans la recherche historique sur le Coran. Il existe au moins deux courants, :
- D'une part, les chercheurs qui acceptent avec plus ou moins de prudence les récits traditionnels, en maintenant l’idée qu'il y a un auteur unique du texte coranique. Ce qui implique que « Mahomet maîtrisait parfaitement les cultures chrétienne et juive, et que la présence chrétienne dans le Hedjaz était plus significative qu’on ne le pensait[114] », approche qui de facto exclut de l’étude du Coran la plupart des méthodes de la critique biblique[205],[Note 38]. Pour Dye, c'est une erreur méthodologique d'étudier un sujet en y présupposant un cadre traditionnel, « les études coraniques devraient donc suivre l'exemple des études néotestamentaires »[206] Les représentants de ce courant sont entre autres Angelika Neuwirth. Certains chercheurs ainsi aussi sur l'unité supposée des sourates du coran. Ainsi par exemple, concernant l'ordre des textes, des études comme celles de Michel Cuypers affirment que les sourates fonctionnent par paires thématiques, par similitude, antithèse ou complémentarité. L'auteur vérifie que les sourates fonctionnent par paires dans certaines parties du Coran qu'il a pu étudier, et que ces paires fonctionnent souvent par groupe de 2, 3 ou 4 paires[207].
- D'autre part, des chercheurs plus critiques jugent « impossible de prendre au sérieux la richesse et la complexité du corpus coranique tout en restant dans le cadre traditionnel. Ils sont conduits à voir le Coran comme un travail collectif (étalé sur plusieurs générations), en partie indépendant de la prédication de Mahomet. Pour eux, il semble très probable que des passages substantiels du Coran ont été rédigés par des lettrés et scribes chrétiens (et, dans une moindre mesure, juifs) ». Ainsi, depuis les 1970, un courant critique, composé d'auteurs comme John Wansbrough, Crone et Cook, Nevo et Koren, Bonnet-Eymard, Hawting, Günter Lüling, Luxenberg et Sawma remet radicalement en cause l'histoire officielle de la genèse du Coran même si leurs récits diffèrent considérablement. La plupart de ces récits se rejoignent dans « leur dépendance à la polémique chrétienne anti-musulmane, qui a longtemps attribué la montée de l'Islam à l'influence des hérétiques chrétiens »[Note 39]. Ainsi, Nevo et Koren citent Jean de Damas « avec une approbation évidente », tandis que Crone et Cook suivent des déclarations d'ouvrages polémiques. « Pris collectivement, ils témoignent d'un mécontentement généralisé à l'égard du récit traditionnel de l'apparition de l'Islam ». Les divergences entre leurs récits n'ont pas permis de faire changer le paradigme[208]. Mais la datation du Coran que Wansbrough propose (fin VIIIe-début IXe) est rejetée par une majorité de chercheurs[209]. Ces chercheurs constatent le caractère composite, contradictoire et souvent allusif du coran. Ils préfèrent voir dans ce texte un recueil de documents, un corpus, et non pas un « texte » totalement achevé venant d'une seule main. Ils s'intéressent ainsi l'histoire du Coran, à sa composition à la « collecte » de ses sources et à sa rédaction. Cette recherche s'appuie sur les sciences humaines et sur une étude critique (notamment des corrélations entre le texte coranique les cultures environnant l'islam à ses débuts[210])[211]. De même et concernant cette fois l'étymologie du mot qurʾān, Anne-Sylvie Boiliveau affirme que « l’analyse de l’emploi du terme qurʾān dans le Coran nous a montré que celui-ci fait aussi référence à la récitation liturgique des juifs et des chrétiens »[10].

Néanmoins, les institutions religieuses en terre d'islam dénient à ce genre d'approche toute légitimité à se saisir de l'enseignement du Coran et rejettent les recherches menées. Mohammed Arkoun évoque des personnes « étranger[e]s aux raisonnements et à l'écriture critiques des historiens,. » Pour Hanne, le refus de la critique historique se retrouve parmi les« groupes extrémistes » et, pour Amir-Moezzi, l’oubli de la possibilité de débats d’idée est, sans doute, dû « à l’émergence récente du fondamentalisme islamique violent ». Pour C. Gilliot, « il existe d’ailleurs toute une littérature musulmane comportant des attaques contre les orientalistes ». Pourtant, une pensée critique se développe chez des penseurs musulmans (Khalafallâh, Azaiez, Arkoun…). Pour Mohyddin Yahia, cette relecture du Coran présente « plusieurs traits communs qui permettent de la qualifier de moderniste » […] Il est encore trop tôt pour juger si les résultats d'une pareille réinterprétation sont à la hauteur des ambitions affichées — relever victorieusement les défis et les dénis de la modernité à l'endroit d'une Écriture révélée ». Certains de ces penseurs ont connu agressions ou condamnations. Ainsi, Mohyddin Yahia note que cette approche critique « n'a toutefois nullement évincé l'enseignement du tafsîr traditionnel et le prestige qui auréole encore, pour un large public, les grands commentaires classiques ». Ces centres traditionnels sont, pour Cuypers, en « stagnation » et, pour les nouveaux penseurs, cette exégèse néo-traditionnelle s’est enfermée « dans une érudition stérile », ignore les autres disciplines scientifiques et est à but apologétique.

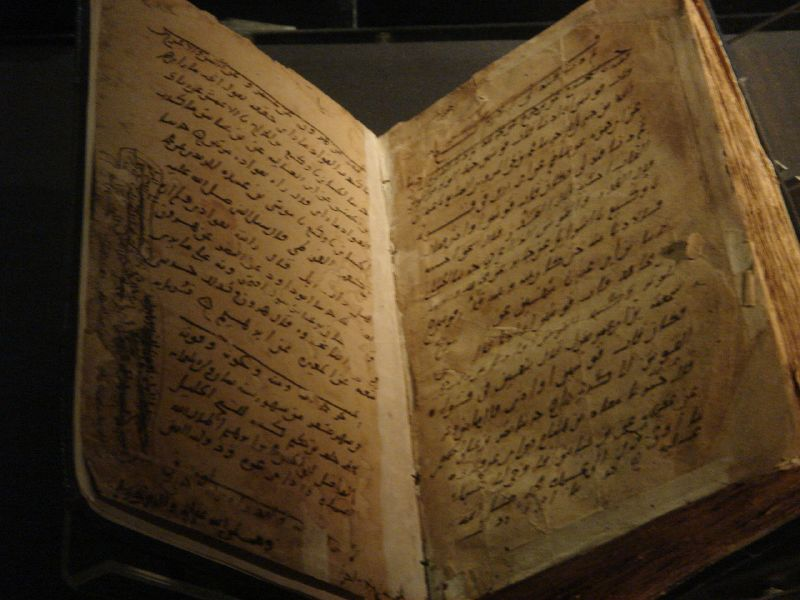
Ancien manuscrit coranique exposé à la bibliothèque d'Alexandrie en Égypte.

### Place dans la langue et littérature arabe ancienne
Le Coran est considéré comme étant le premier véritable monument de la prose en langue arabe,,,,. Pour Langhlade, « le premier et le plus ancien document littéraire authentique connu en arabe reste, jusqu'à ce jour, le Coran ». Muhammad al-Sharkawi soutient dans son ouvrage Histoire et développement de la langue arabe que le Coran est « le texte le plus important dans l'histoire de la langue arabe », voire « un texte fondateur ». Pour Kouloughli, le Coran a fait « exploser » les cadres mentaux traditionnels de la pensée arabe en intégrant des thématiques métaphysiques, juridiques et idéologiques radicalement neuves. Il ajoute que la variété stylistique du texte servira de modèle à tous les développements littéraires ultérieurs de cette langue.
La poésie préislamique constitue la forme la plus élaborée de textes écrits en arabe avant le coran. Certaines caractéristiques linguistiques rapprochent la langue du Coran de celle de la poésie préislamique (rime, syntaxe, formules...). Cela se retrouve dans le coran lui-même qui expose des controverses entre Mahomet et ses critiques. Cette proximité entre la prédication de Mahomet et la poésie arabe était utilisée par « les adversaires du Prophète musulman pour dévaloriser son message ». Néanmoins, s’il est clair que le texte coranique « rappelle, par de nombreux traits les textes attribués par la tradition à la période antérieure, il est cependant incontestable qu’il a introduit dans la fusha (langue arabe) des éléments nouveaux qui joueront un rôle fondamental dans le développement ultérieur de la langue arabe ».
L'étude des fragments de prose remontant à la période préislamique a permis de relever de nombreuses formes linguistiques et stylistiques similaires à celles retrouvées dans le texte coranique. Mais on sait peu de choses sur l'histoire de l'élaboration de la poésie préislamique qui n’est connue qu’à travers des recensions écrites à partir du IXe siècle, soit au moins 3 siècles après leur apparition. Les tout premiers textes poétiques écrits en arabe ne sont plus que des fragments existant sous la forme d'inscriptions ou de graffiti. Cela vaut pour l’hymne de Qaniya, une composition littéraire de 27 vers découverte au Yémen et remontant au Ier siècle de notre ère qui « semble être le plus ancien poème monorime de la littérature universelle » selon Christian Robin. Il y relève d’étroites parentés avec la qasida (forme la plus élaborée du poème arabe préislamique), mais ils conclut que « l'hymne de Qâniya n'est pas à proprement parler l'ancêtre de la qasïda ».
De plus, les analystes modernes ont été surpris par « la grande homogénéité linguistique de l’ensemble du corpus ». C’est ce même fait remarquable qui avait suscité des doutes chez certains spécialistes du début du XXe siècle concernant son authenticité. Mais des spécialistes comme Régis Blachère affirment qu’il « est impossible de mettre en doute la représentativité de l’ensemble du corpus ».Il est à noter aussi que la poésie préislamique serait, à la base, une littérature de tradition orale, transmise par la mémoire d’un « transmetteur ». C’est ainsi surtout avec le développement des recherches sur les littératures de tradition orale que l’on a pu mieux comprendre les caractéristiques du corpus poétique préislamique et reconnaître son authenticité au moins relative ».
Le texte coranique, de plus, provient possiblement selon des chercheurs,, de l'existence de traductions écrites de textes liturgiques chrétiens ou d'extraits bibliques en arabe remontant à l'époque préislamique. D’autres,, contestent cette hypothèse vu qu’elle repose sur des extrapolations, et ne repose sur aucun manuscrit. Le consensus actuel au sein de la recherche est plutôt que des textes littéraires et liturgiques circulaient probablement à cette époque en arabe sous forme de traditions orales,,.

### Place dans la littérature de l'Antiquité tardive
Cette approche du Coran au sein de la littérature arabe préislamique est aujourd'hui complétée par une vision plus large de celui-ci au sein de la littérature de l'Antiquité tardive,. Par Antiquité tardive, il faut entendre l'ensemble des cultures, civilisations et idées qui ont circulé dans le monde méditerranéen et l'Iran actuel. Cela renvoie ainsi à des phénomènes d'échanges économiques, de circulation des hommes, des croyances, mais aussi à des conflits militaires et/ou religieux. L'Antiquité tardive est caractérisée par les influences byzantine et romaine, chrétienne, juive et zoroastrienne avec des phénomènes éventuels de syncrétisme religieux, ou de débats théologiques intenses voire d'intolérance.
Or, l'Arabie préislamique était en contact étroit avec les régions voisines. La connaissance des textes religieux proche et moyen-orientaux de l'Antiquité tardive constitue donc un repère méthodologique « définitivement » établi pour les sciences coraniques,, même si le rôle des contextes nécessite des approfondissements. Hoyland insiste sur le lien entre connaissance du monde pré-islamique et étude de l'Antiquité tardive dans son ensemble : « Si nous approuvons la validité de ces contributions arabes à la formation de l’islam, est-ce que cela signifie que la théorie « [islam comme religion] sortant d’Arabie » l'emporte sur la théorie « né de l'Antiquité tardive » ? Il semble pour moi qu'il existe un moyen de sortir de cette dichotomie, à savoir d'accepter que l'Arabie au moment de Mahomet faisait déjà partie du monde antique. »
Ces travaux ont créé depuis les années 1980 un « profond bouleversement » pour la recherche sur le Coran et « examinent les conditions de son émergence dans un contexte qui est celui de l'Antiquité tardive » grâce aux outils de la linguistique. « La démonstration de l'appartenance du Coran aux traditions textuelles bibliques datant de ce que l'on appelle maintenant l'Antiquité tardive » est pourtant ancienne. Angelika Neuwirth voit dans ce contexte une rupture avec les études précédentes. À  l'inverse, Claude Gilliot inscrit ces études dans la continuité,.
Ces études sont fondées aussi bien sur le contexte historique d'émergence du texte coranique que sur différents aspects linguistiques. Ainsi, par exemple, pour M. Cuypers, « l’usage, par le Coran, d’une rhétorique sémitique en usage chez les scribes de l’Antiquité du Moyen-Orient, et les nombreuses relations intertextuelles du Coran avec le monde des écrits religieux qui circulaient à l’époque de son avènement, situent clairement le Livre dans le contexte littéraire de l’Antiquité tardive. » D'autres traits de la rhétorique coranique rapprochent ce texte des autres textes de l'Antiquité tardive. « Ainsi, le discours autoréférentiel du Coran [étudié par Boisliveau], caractérisé par une « auto-canonisation » qui argumente en cercle fermé, est globalement différent des Écritures bibliques mais n’en est pas moins proche de certains autres textes sacrés de l’antiquité tardive. » De même, Azaiez reconnaît des formes et des thèmes similaires entre le « contre-discours coranique » et ceux provenant de textes religieux de l'Antiquité tardive, en particulier des textes bibliques et parabibliques. Hormis les formes rhétoriques, ce lien se retrouve dans l'étude de l'intertextualité, « qui confronte le texte coranique avec la littérature sacrée circulant dans l’Antiquité tardive ». Ainsi, Reynolds, travaillant en partie sur celle-ci et menant des études sur les langues et les littératures de l'Antiquité tardive, évoque « sa conviction que le Coran a une relation privilégiée avec la littérature chrétienne écrite en syriaque ». C. Gilliot a ainsi étudié  la question de la contamination linguistique autour du terme hanif. Mais, pour H. Motzki, une partie importante de ces termes semblent avoir intégré la langue arabe avant la rédaction du Coran.
Pour Déroche, le Coran est le plus ancien livre en arabe. L’étude des manuscrits permet de mieux connaître ces livres anciens, les traditions de copies et leur cheminement vers un modèle standardisé, « réellement reconnu qu’à partir du IXe siècle ». Les premiers manuscrits sont de formes variées, ce qui pourrait illustrer « l’hétérogénéité des pratiques scripturaires de cette époque ». L’observation du codex parisino-petropolitanus l’inscrit ainsi dans une technique de composition grecque, copte et christo-palestinienne. C’est aussi le cas des manuscrits en style A dont la manière d’organiser les feuillets disparaît dans la première moitié du VIIIe siècle. Pour Déroche, il est formellement « héritier de la tradition de l’Antiquité tardive ». Cela s'observe, pour l'auteur, dans la reprise de la tradition de la scriptio continua. À propos du style B1.a, l’auteur précise qu’« [a]u niveau de la composition des cahiers, on s’oriente déjà vers une structure standard : celle employée majoritairement par la tradition syriaque ». Ces styles seront bouleversés au cours du VIIIe siècle, probablement à la fin de la période omeyyade.
Pour Claude Gilliot, l'insistance du texte coranique sur son arabité s'inscrit dans une volonté de se distinguer de ses matériaux constitutifs non-arabe,. Le Coran s'inscrit dans le cadre de la littérature antique, certains passages pouvant être rapprochés des lectionnaires syriaques, d'autre de la littérature homilétique, d'hymnes d'Ephrem, la Didascalie des apôtres. Pour Gilliot, il peut être observé, dans le Coran, une volonté d'interprétation et de traduction de récits des autres livres sacrés dans l'esprit, bien vivant durant l'Antiquité tardive, du targum,. A. Neuwirth parle de « texte exégétique »,. Si le Coran est une réponse aux questions chrétiennes et juives de l'Antiquité tardive, il peut être perçu, « plus qu'en termes d’influences ou d'emprunts », comme le reflet des idées, concepts et formes de son époque,. Cette approche permet de ne pas voir le Coran comme un « pâle reflet » de source dont il dériverait sans reconnaître son originalité dans l'emploi des figures, récits et concepts bibliques et orientaux,,. Pour Hoyland, « [l]e Coran est à bien des égards le dernier document de l’Antiquité tardive et nous fournit un moyen de relier l’Arabie, les origines de l’islam et Antiquité tardive ».

### Contexte historique du Coran
Le Coran, ne possédant que peu de mentions d'événements, de personnages, est un texte avare sur son propre contexte. Les traditions islamiques ont donc formé un récit et un contexte,. Néanmoins, les recherches permettent d'inclure l'Arabie préislamique dans le contexte de l'Antiquité tardive,. L'Arabie préislamique ne peut donc être séparée de cette antiquité tardive. Il est donc nécessaire pour étudier le contexte d'apparition du Coran de prendre en compte le double contexte des productions méditerranéennes de l'Antiquité tardive et celui d'une Arabie possédant des particularités. Dans certains cas, le Coran lui-même peut transmettre des informations sur son contexte d'origine.
Si la manière par laquelle les influences ont été transmises peuvent encore faire débat, il est possible d'affirmer qu'il existe « plusieurs contextes différents pour le Coran. Le premier contexte est sans aucun doute l'arabe, car il était écrit dans cette langue. Deuxièmement, l'élément biblique fort montre qu'il y avait aussi un contexte chrétien ou juif. [...] Il est également assez clair qu'il y avait un troisième contexte, celui de la religion arabe traditionnelle. » Pour Dye, « cette insistance sur la culture biblique du Coran ne nie pas le substrat arabe préislamique, mais le situe dans une perspective différente de celle qui est impliquée par les récits de la tradition islamique ». Si l'influence chrétienne sur le Coran est, pour Stewart « irrefutable », Jaakko Hämeen-Anttila rejette les théories qui donnent une place encore plus importante à celui-ci en faisant naître le Coran dans un milieu exclusivement chrétien. L'auteur cite comme exemple la thèse de Wansbrough ou de Lülling,...
Les études cherchant à extraire des données sur le contexte à partir du texte coranique ne sont plus populaires, ce que regrette Munt « car bien qu'il ne s'agisse certainement pas d'une histoire locale arabe (laissons seul le Hijaz), le Coran est une source extrêmement rare dont une grande partie est de plus en plus acceptée par les savants modernes comme ayant au moins ses origines dans le Ḥijāz de la première moitié du septième siècle ». Munt se base, entre autres, sur la "Constitution de Médine", texte plaçant un "Prophète" et "Messager de Dieu"  appelé Muḥammad dans un endroit appelé Yathrib bien que ce ne soit pas nécessairement la Mecque et Médine telles que décrites dans les sources arabes à partir du VIIIe. Reconnaître une origine hijazienne au Coran ne contredit néanmoins pas l’existence de problèmes sur les dates et les lieux de la collection, de la codification et de la canonisation du Coran, serait erroné de voir la naissance de l'islam sous l'influ.

#### Le Coran et les débuts de l'islam: contexte historique et géographique
La recherche moderne s'est orientée vers l'étude du milieu d'émergence de l'islam et du texte coranique dans un contexte plus large : celui de l'Arabie appartenant à l'Antiquité tardive. Grâce, entre autres, aux découvertes épigraphiques et archéologiques, elles ont permis de remettre en question les récits traditionnels, que ces textes qui, s'ils pouvaient fournir des informations sur une ou deux générations avant Mahomet, ne pouvaient pas remonter au-delà. Aussi, les chercheurs soutiennent que ces récits ont été « triés et réinterprétés, dans un processus de reconstruction de la mémoire ». Largement postérieures, de transmission orale, écrites par des auteurs extérieurs au contexte arabe, elles ont connu des manipulations et des inventions à des fins religieuses et politiques. Ainsi, pour Robin, contrairement à une surévaluation du rôle des nomades,« il n'est guère douteux qu'au début du VIIe siècle, les sédentaires sont beaucoup plus nombreux que les nomades ». Certaines zones, dotées d'oasis, étaient parcourues par des nomades, l'Arabie étant sur la voie commerciale entre la Méditerranée et l'Inde. De même, les savants musulmans rapportent que l'Arabie préislamique était polythéiste. Or le contexte du Coran est celui des débats des monothéismes. Pour lui, « l'image d'une Arabie à la veille de l'islam dominée par le paganisme n'a pas de véritable fondement historique »,. L'Arabie préislamique est composée de royaumes puissants, de sociétés urbaines et lettrées. Les tribus y jouent un rôle primordial,. Religieusement, elle est intégrée au monde méditerranéen. L'islam naît dans une Arabie qui voit le déclin du royaume d'Himyar et d'une prise de contrôle de l'ensemble de la péninsule par les Perses sassanides. Ce contact explique les influences zoroastriennes sur certains aspects de la doctrine islamique. L'Arabie préislamique était en contact étroit avec les régions voisines et « à la fin du vie siècle, l’Arabie n’est pas un espace coupé du monde environnant ». Stroumsa évoque l'Arabie de la fin du VIe siècle comme une « plaque tournante du Proche-Orient, entre l’empire des Sassanides et celui des Byzantins, sans oublier le royaume chrétien d’Axoum ».
Ces influences s'observent dans les inscriptions préislamiques et dans le texte coranique. C'est ainsi le cas du nom divin ar-Rahman, d'origine araméenne. Les voies d'arrivées de ces influences sont encore énigmatiques : Yémen ? Syrie-Mésopotamie ? milieu chrétien ? juif, ? De même, de nombreux antécédents doctrinaux, comme les noms divins, ou institutionnels sont connus grâce aux inscriptions préislamiques. Au-delà d'emprunts au christianisme, au judaïsme et aux productions intellectuelles du monde méditerranéen, les racines du Coran sont aussi à rechercher dans la Péninsule arabique, d'Himyar et d'al-Hira, qui étaient intégrés dans celui de la Méditerranée. « Le Coran est sans doute un texte de l'Antiquité tardive, mais c'est plus encore un texte composé en Arabie, vers la fin de l'Antiquité tardive ».
La question du contexte du Coran s'inscrit aussi dans celle de l'historicité de Mahomet. Si de nombreux éléments biographiques sont fournis par les traditions, « nous n'avons, en réalité que très peu de connaissances certaines sur le personnage historique ». Les biographes musulmanes de Mahomet ont ainsi créé des récits et s'appuient sur des autorités de sources ou des « chaines de transmission », arguments considérés comme « notoirement douteux ». Les isnads et les hadiths qu'ils veulent légitimer sont considérés comme des éléments « massivement forgés dans l'islam des premiers temps ainsi que dans l'islam médiéval ». Ainsi, les « traditions biographiques et autres hadiths ne sont donc pas des sources d'informations fiables sur les débuts de l'islam ». Elles sont davantage le reflet d'une vision de Mahomet tel qu'il est perçu au VIIIe siècle qu'une image historique et le Coran est limité pour reconstruire une vie de Mahomet. Pour déterrer une strate ancienne dans le développement de la foi musulmane, il faut chercher « à lire le Coran à contre-courant des récits traditionnels sur les origines de l'islam ». Ainsi, les traditions fournissent plusieurs récits divergents autour de la collecte du Coran.
Enfin, le Coran apparaît dans un contexte marqué par d'importants changements socio-politiques : expansion territoriale, construction politique d'un empire, construction d'un « paysage culturel islamique », constitution d'un corpus littéraire... La plupart des sources musulmanes sur cette période datent du IXe siècle et proviennent de l’extérieur de l’Arabie.« Ce passé primordial arabo-musulman se donne, en effet, à lire comme un récit composé a posteriori et visant à légitimer un pouvoir musulman confronté à ses propres divisions et à la splendeur des empires passés ». Cette histoire est une construction des IXe et Xe siècles. La période de mise en place du Coran est, d'après des sources musulmanes, une période de guerres civiles et de grandes violences.

#### Influences des religions de l'Antiquité tardive
Le Coran est un ouvrage écrit au carrefour de plusieurs traditions religieuses et est, en cela, « le point de rencontre de plusieurs religions de l'Antiquité tardive » et l'Arabie est marquée religieusement par ses voisins,. Il est erroné de voir la naissance de l'islam sous l'influence d'une seule communauté. La recherche a prouvé l'existence d'influences variées d'horizons divers, juives, chrétiennes syriaques, éthiopiennes, manichéistes,... Différents traits de l'islam peuvent aussi s'inscrire dans la continuité du paganisme autochtone, en particulier des éléments cultuels comme les pèlerinages,.

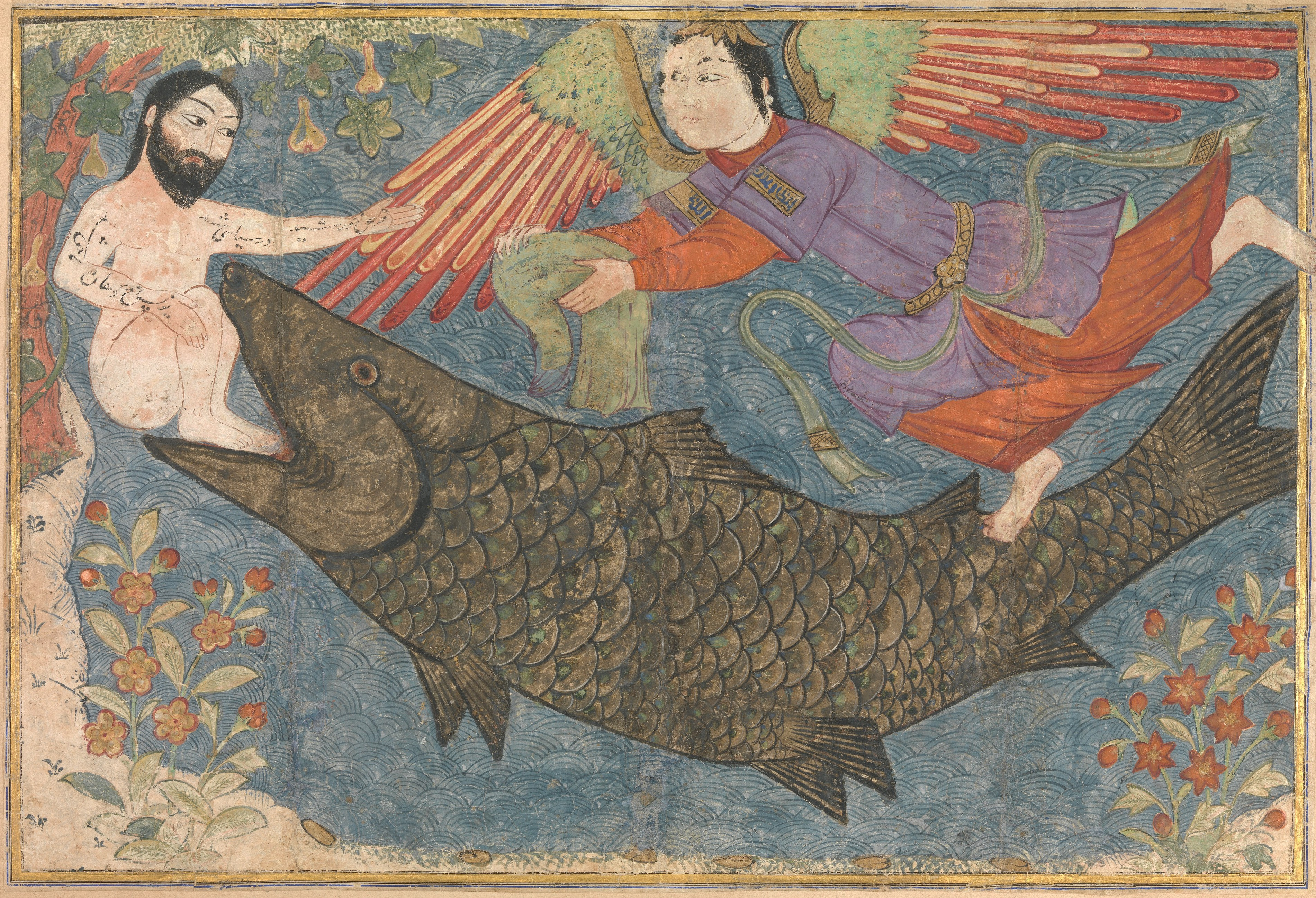
Jonas et le poisson, miniature du Jami al-Tavarikh, vers 1400. Le Livre de Jonas raconte que celui-ci a été jeté du bateau dans la mer puis avalé par un poisson. L'histoire de Jonas est aussi présente dans le Coran.

Pour Guillaume Dye, une des difficultés des recherches sur les contextes coraniques n'est pas de déterminer si une influence de l'Antiquité tardive existe mais comment ces idées ont été transmises. Pour Munt, le Coran nous apprend qu'un nombre considérable d'idées, de philosophies et de légendes bibliques et extra-bibliques de l'Antiquité tardive, et bien plus, étaient accessibles sous une forme ou une autre à certains résidents de l'Arabie occidentale sans que l'on puisse dire comment,. Mais « comme l'observe François de Blois, « c'est une chose de remarquer les similitudes entre les enseignements de deux traditions religieuses, et une autre de construire un modèle historique plausible pour rendre compte de l'influence de l'une sur l'autre » (de Blois 2002) »; Ainsi, la question de la place occupée par des populations juives et chrétiennes en Arabie, et plus particulièrement dans le Hedjaz est discutée par les chercheurs,. Certains auteurs ont prouvé l'existence d'un monothéisme bien plus présent en Arabie que ce qui est transmis par les traditions musulmanes. À l'inverse, certains chercheurs s'appuient sur l'absence de source dans le Hedjaz pour défendre la non-implantation de communautés chrétiennes dans cette région, ou une implantation en cours. Néanmoins, une distinction doit être faite entre l'absence d'implantation d'une communauté et l'absence d'exposition à des idées. Plusieurs « options » non-exclusives existent pour expliquer la présence de ces influences mais la question reste ouverte,.
Le judaïsme et les juifs sont très souvent cités dans le Coran. Ainsi, de nombreux passages coraniques proviennent d'épisodes bibliques. Néanmoins, les récits sont souvent davantage liés aux récits post-bibliques (midrash...) qu'à la Bible elle-même. « La foi, la loi et le droit public et privé sont extrêmement présents et tirés de l'Ancien Testament, comme d'autres sources juives. ». Les préceptes légaux musulmans se sont forgés dans un contexte marqué par le judaïsme et illustrent parfois l'attitude changeante de l'islam naissant vis-à-vis du judaïsme. De plus, le Coran utilise aussi une terminologie religieuse étrangère à la langue arabe. Pour M. Bar-Asher, cela prouve une proximité des rédacteurs du Coran avec des érudits juifs. La présence de juifs en Arabie et, en particulier dans le Hijaz, est attestée plusieurs siècles avant l'avènement de l'islam. Une incertitude demeure sur la catégorisation des juifs présents au Hijaz. Certains y ont vu des courants minoritaires du judaïsme ou même du judéo-christianisme, ce qui expliquerait les liens avec la Didascalie des apôtres. Bar-Asher considère que les arguments qui appuient cette thèse sont trop spéculatifs et que la question n'est pas encore élucidée.
De plus en plus d'études mettent en avant le rôle joué par les textes syriaques dans le contexte de l'islam naissant et de leurs possibles influences sur le Coran. Si au-delà des influences ou des emprunts, le Coran peut se comprendre dans le cadre du contexte de l'Antiquité Tardive comme reflétant ses attentes et ses concepts, le christianisme syriaque a pour M. Debié certainement joué un rôle majeur dans la transmission de motifs au monde arabe. L'islam est indéniablement né dans un monde marqué par le christianisme syriaque, ses débats, ses idées... Ainsi, des écrits des Pères de l'Église syriaque ont pu servir de sources aux épisodes bibliques du Coran. Pour Van Reeth, l'influence du christianisme sur l'islam n'est pas uniforme, on trouve des éléments nestoriens, monophysites, manichéens... Il ne faut donc pas chercher une communauté particulière dont serait extrait l'islam mais des influences du contexte culturel et religieux. Griffith souligne que ces communautés appartenaient aux courants dominants au Moyen-Orient de cette Antiquité tardive (melkites, jacobites et nestoriens...). Il rejette la vision de nombreux chercheurs qui fait naître le Coran dans des milieux dissidents, comme les « Nazaréens », les Elkasaites ou les Ebionites, non attestés en Arabie au VIIe siècle, Ainsi, la tribu de Quraish entretenait des liens étroits avec Byzance. De même, le chef de la confédération de tribus à laquelle appartenait Mahomet était vraisemblablement chrétien. Hoyland souligne l'importance du travail missionnaire chrétien envers les tribus arabes et que « les autorités de l'Église chrétienne syriaque ont été impliquées dans un degré croissant avec un christianisme arabe émergent ».
L'influence du christianisme éthiopien sur le Coran a aussi été reconnue mais reste peu étudiée. Néanmoins, il n'est toujours pas possible de savoir s'il s'agit d'une influence directe sur le Coran ou si cela s'est d'abord diffusé dans le contexte arabe préislamique. Le vocabulaire du Coran atteste d'un passage de termes grec ou araméen via l'éthiopien et certaines formulations comme celle de la basmala illustreraient une telle influence. « Cela prouve l'influence des chrétiens éthiopiens dans l'environnement des débuts de l'islam ».
Enfin, il est aujourd'hui possible de mieux comprendre l'environnement légal du Coran. Selon le récit musulman des origines du Coran, celui-ci est né dans un contexte hijazien, ce qui a fait reconnaître comme du droit coutumier arabe plusieurs principes présents dans le Coran. Or, cette interprétation ne repose que sur les textes musulmans postérieurs aux événements qu'ils décrivent. Ces informations ne sont donc pas obligatoirement fiables. Des éléments indiquent, par des parallèles thématiques et linguistiques, avec la didascalie des apôtres, avec le talmud et la loi byzantine. D. Powers conclut que seules deux solutions peuvent expliquer ces coïncidences : la Providence divine ou le fait « que l'auditoire originel du Coran habitait dans un environnement légal qui était étroitement lié à l'environnement légal de l'Arène de montagnes [terme désignant une région qui inclut l'Anatolie, la Mésopotamie, l'Arabie]en général ».

### Études sur la chronologie de l'élaboration du texte

#### Rédaction durasm
Les manuscrits anciens montrent que le rasm, squelette consonantique, du Coran a été rédigé avant l'ajout des signes diacritiques. Concernant la rédaction du rasm, les chercheurs proposent différentes alternatives allant d’une durée de mise à l'écrit courte à partir de l'œuvre d'un seul auteur jusqu’à un travail rédactionnel collectif et tardif. L'approche hypercritique est plus extrême encore. Pour Dye, deux principaux modèles se dégagent : celui d’une « collecte » précoce du texte coranique sous le calife Othmân ibn Affân, à côté de celui d’une « rédaction » collective et progressive tout au long du VIIe siècle ayant abouti à une forme quasi définitive sous le califat d'Abd Al-Malik (646-705). Pour Amir-Moezzi, l'approche critique neutre est aujourd’hui médiane entre les deux extrêmes que sont la date précoce et l'hypercriticisme.
Alors que les études coraniques avaient connu un arrêt depuis les années 1930, J. Wansbrough, de l'école hypercritique fait partie des auteurs qui, dans les années 1970, relancent les recherches sur les origines du Coran  S’appuyant entre autres sur le fait que le Coran n’est pas à la source du droit musulman jusqu’au IXe siècle, il rejette l’existence d’une vulgate othmanienne et fait du Coran une création d’une communauté musulmane déjà existante. Cette datation de la fin du VIIIe siècle, voire au début du IXe siècle est rejetée par la plupart chercheurs, "dont certains ont appelé cette orientation le courant « révisionniste »".
Certains auteurs défendent une datation othmanienne de la mise par écrit du Coran, selon le principe du "paradigme Nöldekien". Ces auteurs, comme Neuwirth, ont été fortement critiqués pour trop grande confiance dans le récit traditionnel. Autrefois dominant dans les études islamologiques, le paradigme nöldekien n'est plus qu' « en partie présent ». Cette datation est défendue par Marijn van Putten. Remarquant des orthographes communes parmi 14 manuscrits anciens du Coran, il conclut sur l'existence d'un archétype écrit et qu'il semble « improbable que cet archétype écrit ait été normalisé beaucoup plus tard que l'époque du règne de Uthmān (24–34 H.). » Au lieu d'une transmission orale du texte, cet archétype aurait été recopié depuis un manuscrit.

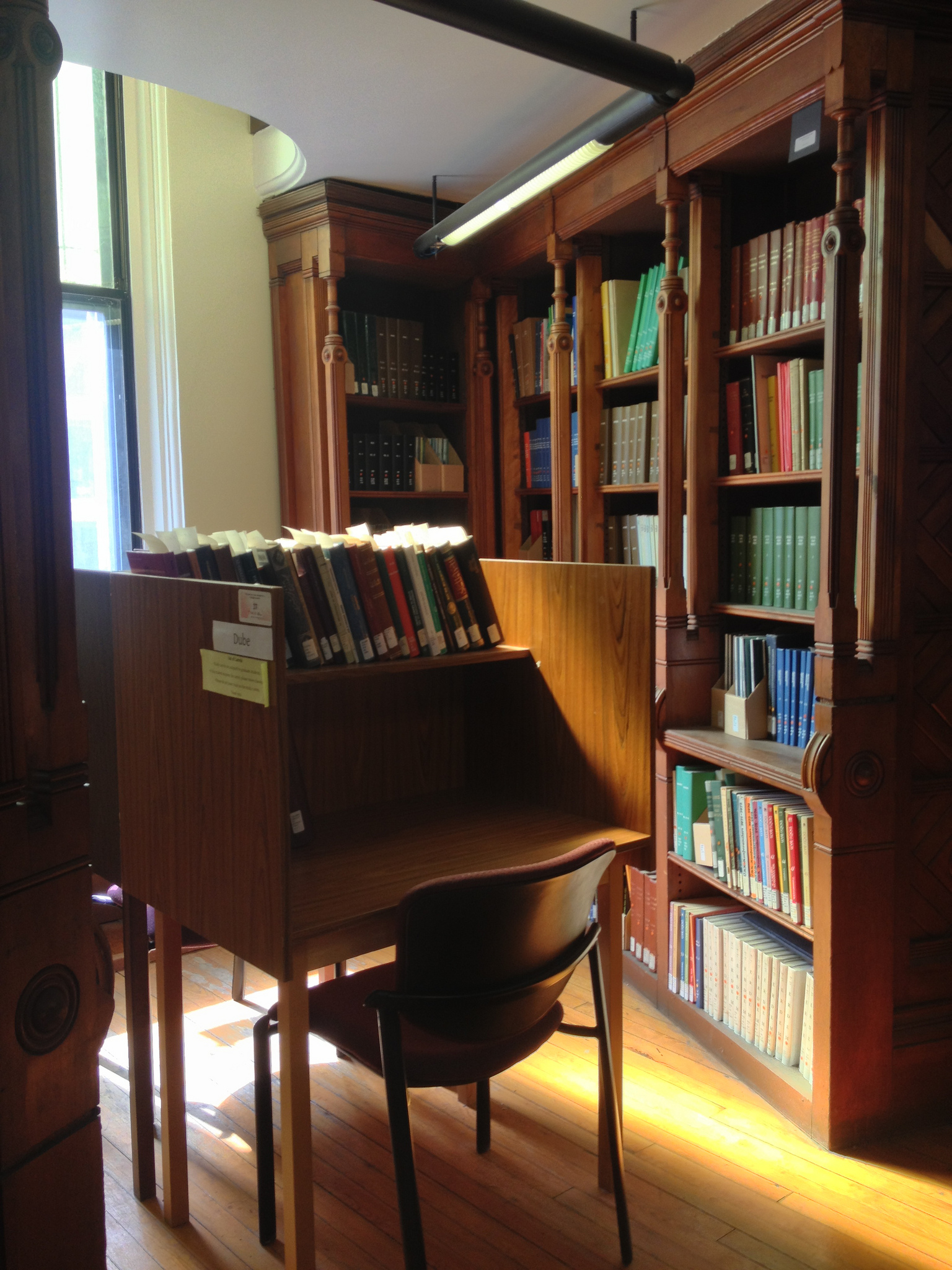
Bibliothèque d'études islamiques - Université de Mcgill.

Pour dater la rédaction du Coran, les chercheurs se sont penchés sur les manuscrits anciens. Michael Marx (de) qui codirige avec François Déroche et Christian Robin le projet Coranica révèle en 2014 qu'il existe entre 1 500 et 2 000 feuillets coraniques datant du Ier siècle de l'hégire dont un codex « quasi complet », ce qui confirme pour lui la version traditionnelle des 22 ans (610 à 632) de révélation coranique. Pour François Déroche, ces manuscrits anciens « montrent un texte qui, si nous nous en tenons au rasm nu, correspond pour l’essentiel à la vulgate utmānienne. Les éléments constitutifs de cette dernière sont donc déjà présents, mais un certain nombre de points mineurs ne sont pas encore stabilisés,. » Pour l'auteur, « l’histoire de la vulgate coranique est donc à reconsidérer sur une plus longue durée. Si les bases en ont été jetées assez tôt, avant l’intervention du calife ʿUthmān, le rasm n’était pas encore stabilisé à l’époque où a été copié le Parisino-petropolitanus et ne le sera sans doute pas avant le IIe /VIIIe siècle ». En effet, ce manuscrit contient encore des variantes au niveau du rasm « qui ne sont ni conformes à celles que reconnaît la tradition, ni réductibles à des particularités orthographiques ». De même, pour Mohammad Ali Amir-Moezzi, à propos des manuscrits de Sanaa, « En sus de quelques variantes orthographiques et lexicographiques mineures, 22 % des 926 groupes de fragments étudiés présentent un ordre de succession de sourates complètement différent de l'ordre connu ».
En l'état actuel de la recherche, « si l’existence de témoins manuscrits pré-marwanides [avant 684] ne peut être exclue […], elle n’est en tout cas […] absolument pas prouvée, contrairement à ce qui reste trop souvent affirmé »,. Mais la recherche peut chercher à dater la création du texte par la méthode historico-critique, incluant l'étude interne du texte de son style, de son contexte et les sources externes sur le Coran.
La première approche peut être la critique interne du texte. Dans une approche synchronique et sans aller jusqu'à affirmer que le Coran a un seul auteur, Anne-Sylvie Boisliveau dans son étude souligne que l'aspect unifié du style du texte et de l’argumentation nous démontrerait qu'il y a un « auteur », campant sur ses positions plutôt qu'un ensemble d’« auteurs » débattant entre eux (ce qui aurait créé un style « plat »), en ce qui concerne la part quantitativement la plus importante du Coran qu'elle appelle « le discours sur le statut du texte coranique », et que le Coran aurait été composé à l'époque de Mahomet. À l'inverse, « la critique textuelle peut révéler des strates de composition qui ont été partiellement effacées par l'auteur de la version finale ». Pour F. Déroche, « Telle qu’elle se présente dans l’édition du Caire, l’orthographe coranique est donc le résultat d’un long travail dont les différentes strates sont encore insuffisamment connues ». Une étude menée par M. Lamsiah et E.-M. Gallez  porte sur 46 versets « suspectés d’avoir subi une manipulation ». Ces ajouts seraient liés à la rupture entre les judéo-nazaréens et les Arabes, ce qui aurait permis de modifier le sens de ce terme en « chrétien » et d’ainsi occulter le lien étroit entre le proto-islam et les judéo-nazaréens. D’autres sont liées au terme « Esprit-Saint » qui sera alors associé à l’ange Gabriel ou à la mise en place du dogme de l’origine divine du Coran,.
L’étude des contextes du texte permet de donner des informations complémentaires. Se basant sur l'absence d'évocation des guerres civiles du début de l'islam (Fitna), Sinai (de) défend que le texte coranique correspond au contexte d'avant 650. Pour Dye, « Shoemaker a pourtant répondu de manière très convaincante » à cette thèse. À l'inverse, pour l'auteur, certains éléments du texte coranique comme « la finalité de la prophétie (Q 33:40) » ou certains autres versets paraissent inexplicables à cette période mais appartiennent au contexte de la seconde moitié du VIIe siècle. De même, les contradictions dans le rapport aux chrétiens ne s'expliquent pas le dans le seul contexte pré-othmanien. L'auteur cite aussi un passage (Q 18:83-102) qui s'inspire d'un texte syriaque, La légende d'Alexandre, datant au plus tôt de 629-630 mais connu vraisemblablement du monde musulman qu'après les conquêtes. Dye en tire la conclusion suivante « le Coran n’a pas un contexte, mais plusieurs. » qui vont jusqu'à l'époque marwanide.
Il est aussi possible de se baser sur les sources externes. Celles-ci montrent que le Coran ne possède pas la place primordiale que lui attribuent les traditions pour les musulmans du Ier siècle. Les traités et documents officiels du VIIe siècle possèdent ainsi parfois la basmalah mais pas de citations coraniques à la différence de ceux du VIIIe siècle qui en sont parsemés. Les premiers textes qui parlent du Coran, en plus d'en citer des versets, datent de l'époque marwanide tardive. C'est le cas de ‘Abd al-Ḥamīd al-Kātib, secrétaire des califes omeyyades Hišām b. ‘Abd al-Malik (r. 724-743) et Marwān II (r. 744-750). Ces éléments prouvent, si ce n'est une rédaction récente, une canonisation tardive d'un corpus de texte par une autorité qui l'impose. Elle prend place pleinement à l'époque de ‘Abd al-Malik et al-Ḥaǧǧāǧ qui veulent le diffuser et lui donner un rôle important dans les rites et la pensée musulmanes.
Ainsi, de nombreux auteurs soutiennent une « rédaction » longue jusqu'à la canonisation du texte lors de la réforme d'Ibn Mujâhid. A.-L. de Prémare parle de « révélation partagée » et Claude Gilliot interroge l'idée d'un Coran comme « fruit d'un travail collectif ». Pour Van Reeth, si la rédaction du Coran commença du temps de Mahomet, « Le Coran est ainsi le produit d’un processus rédactionnel long et complexe ; il est le fruit d’un travail scribal, à partir d’un grand nombre de bribes de textes oraculaires, rassemblés et transmis par les premières générations de musulmans et que la tradition attribuait à Muḥammad ». Ainsi, pour ces auteurs, plusieurs versets coraniques ont été (en accords avec certains récits traditionnels) retirés du Coran pour être rajoutés au corpus des hadiths,. Dye conclut que « Si certains écrits coraniques datent de l’époque du Prophète, il ne convient pas pour autant de se limiter au Ḥiǧāz du premier tiers du VIIe siècle pour comprendre l’histoire du Coran. Il y a eu une activité compositionnelle et rédactionnelle après la mort de Muḥammad. Les rédacteurs du Coran sont des auteurs (et non de simples compilateurs) qui ont pu réorganiser, réinterpréter et réécrire des textes préexistants, voire ajouter des nouvelles péricopes […] ». Amir-Moezzi remarque que les premières inscriptions coraniques et l'invention des récits traditionnels renvoient vers la période des Marwanides. « Bien que ce soit une date assez précoce, il reste encore plusieurs décennies plus tard que l'époque du troisième calife. Ces décennies ont été témoins des changements rapides des guerres civiles et des grandes et brillantes conquêtes qui ont transformé le visage de l'histoire et profondément ancré la mentalité des premiers musulmans. »

#### Du rasm au texte actuel
Depuis la découverte de très anciens fragments de Coran comme les manuscrits de Sana'a, François Déroche, directeur d'études à l'EPHE, section des sciences historiques et philologiques, écrit : « Au cours de la période qui va jusqu'à la réforme d'Ibn Mujâhid (IVe  /  Xe siècle), la rédaction à proprement parler est achevée, mais le texte reçoit le complément de ces différents signes qui le précisent progressivement et le fixent de mieux en mieux. L'introduction systématique de la vocalisation et des signes orthoépiques marque véritablement la fin de cette « rédaction », donc près de trois siècles après les fragments de Sana'a.
La lecture du texte coranique sans diacritique ni vocalisation implique une connaissance préalable du texte,. Pour Déroche, « Le rasm conserve une part d’ambiguïté… » Pour C. Gilliot, « Dans les plus anciens fragments du Coran, estime-t-on, les lettres ambiguës constituent plus de la moitié du texte, et ce n’est qu’occasionnellement qu’elles sont pourvues de points diacritiques » et le système consonnantique peut « donner lieu à des confusions dans la lecture de certains mots » et Orcel cite une anecdote satirique, provenant d'une source du VIIIe siècle, où tous les chanteurs de Médine auraient été châtrés, à la suite d'une confusion née de l'absence de diacritique permettant de différencier les termes « recenser » et « châtrer ». Déroche cite plusieurs exemples de confusion, comme entre des formes verbales telle que « il écrit, tu écris, nous écrivons » ou dans la lecture de versets,.
Selon l’historienne Silvia Naef qui enseigne l’histoire de la civilisation arabo-musulmane à l'Université de Genève, les premiers corans furent rédigés dans une écriture arabe sommaire (le hijâzî) et des divergences de lectures se sont manifestées,. Les voyelles brèves et les signes diacritiques furent ajoutés au VIIIe siècle, fixant ainsi une lecture canonique. Il n’y a pas différentes couches rédactionnelles mais différentes lectures. Un certain nombre de termes et d’expressions peuvent s’expliquer de différentes manières. Pour Kouloughli, les premiers essais de normalisation de l'écriture par l'ajout de signes date du califat d'Abd-al-Malik selon un modèle « sans doute inspiré du syriaque ». D'un point de vue historique, les ajouts graphiques apportés à l'époque omeyyade dans les manuscrits coraniques sont : introduction des séparateurs de groupe de versets, modifications de l'orthographe, ou encore introduction de références graphiques définies. Déroche conclut : « La période omeyyade a été témoin d'un véritable bouleversement en matière de transmission manuscrite du texte coranique ». Au VIIIe siècle apparaissent aussi les premières grammaires et les premiers dictionnaires arabes.
Les réformes d'Abd al-Malik ne sont pourtant pas appliquées généralement. Les manuscrits anciens conservés prouvent une mise en place progressive. « C’est seulement à partir du milieu du IXe siècle que la scriptio plena s’impose définitivement dans la notation du Coran. » Pour Déroche, le système de vocalisation actuel « se répand progressivement à partir de la fin du IXe siècle ». Sept lectures canoniques du Coran (Qira'at) sont fixées au Xe siècle sous l'impulsion de l'imâm des lecteurs à Bagdad, Ibn Mujâhid, même si cette réforme n'était pas consensuelle. Ainsi, Tabari refuse certaines lectures d'Ibn Mujâhid et inversement. Cette question des signes diacritiques est encore discutée par les théologiens musulmans vers l'an 1000. Pour Guillaume Dye, « la nature même de l’immense majorité des variantes de lecture prouve que nous avons affaire, non au produit d’une tradition orale (ininterrompue), mais aux efforts de philologues pour comprendre un rasm ambigu, sans le secours d’une tradition orale ». ENtre ces lectures canoniques, il n'existe néanmoins pas de différence majeure de sens. Il existe de nombreuses autres lectures non canoniques (shādhdh) mais pour Bergsträsser, historiquement le terme pour les désigner (shādhdh) ne signifiait pas lectures "non canoniques". Pour l'auteur, « Au-delà de ces sept ou dix lectures, les sources font largement référence à d'autres variantes, appelées shādhdh ("irrégulières", "non standard"), qui, outre les possibilités susmentionnées, impliquent également des variations dans les mots individuels, ou dans l'ordre des mots, ou dans l'inclusion ou l'omission de mots ou de phrases individuels, ou, parfois, dans des quantités de texte plus importantes. » Pour lui, s'il est indéniable que « le schéma consonantique du Coran (rasm) semble avoir été préservé avec une certitude quasi totale depuis le premier/septième siècle », les signes diacritiques et (les valeurs vocales) qui « accompagnent ce schéma doivent quelque chose à la raison et à l'ingéniosité humaines », en ce sens que les lecteurs ne reproduisaient pas « exactement ce que différents Compagnons récitaient au septième siècle ».
Ces points diacritiques et vocalisations permettent au monde de la recherche de réinterroger la compréhension classique de certains termes. Pour Dye, la critique textuelle doit parfois se séparer de ces points diacritiques et des voyelles : « Même si elle est correcte la plupart du temps, elle ne remonte pas aux plus anciens témoins matériels du texte, et il n’existe pas de tradition orale, fiable et ininterrompue, qui nous assurerait de sa nécessaire justesse. Idéalement, il faut donc partir du rasm seul ». L'auteur part de ce principe pour réinterroger la compréhension de la sourate 30. De même, certaines relectures des termes coraniques, comme celles de Luxenberg, « se fondent sur l’absence de vocalisation et de signes diacritiques des versions primitives du Coran »,. C'est ainsi, que pour Luxenberg, la relecture des mots ambigus (pour les chercheurs et les penseurs musulmans) mène à réinterpréter la sourate al-Kawtar comme une « réminiscence de la première épître de saint Pierre 5, 8-9 ». Toutefois, s'il peut aussi y avoir des endroits où la vocalisation du Coran a été modifiée pour des raisons dogmatiques et des termes mal interprétés, les propositions ne peuvent qu'être considérée comme des conjectures, en l'absence de confirmation matérielle.

### Le «Coran des pierres»
Une autre piste suivie par les historiens-philologues est l'étude du « Coran des pierres », que sont les textes gravés dans la pierre (nommés ici : graffitis) dès les premiers temps de l'islam, antérieurs à l'an 150 de l'hégire. Ces graffitis se trouvent principalement dans l'axe Syrie-Jordanie et dans l'axe Nord-Sud de l'Arabie Saoudite (selon le tracé des anciennes routes commerciales). Leur étude permet d'étudier la naissance de l'islam à partir de sources antérieures à la mise en place de la Tradition musulmane (ensemble de texte mis par écrit entre la fin du VIIe siècle et le XIe) mais ces études sont encore partielles, en raison de la faiblesse du corpus. En 2019, sur les 112 extraits coraniques actuellement connus, seuls 32 sont datés et seulement la moitié de ceux-ci appartiennent au Ier siècle. Un des plus anciens extraits coranique date de 684 et se trouve en Iraq.
En 2013, sur les 85 extraits ou bribes du Coran qui ont été étudiés par Frédéric Imbert, 36 % sont conformes à la lettre à la version de la vulgate, tandis que 64 % ne sont pas identiques. Pour ceux qui sont conformes à la lettre, mais moins à l'esprit, Imbert explique : « Ces derniers formulent parfois des péricopes qui sont fort proches de versets mais totalement décontextualisés et sans rapport avec ce qu'ils sont dans le texte coranique ». Par ailleurs, « [Le nombre assez bas de versets coraniques sur les graffitis reflète] sans aucun doute la place de ce texte dans la toute première société arabo-musulmane : un Coran en cours d'élaboration, non encore arrêté dans sa forme définitive et relativement mal diffusé ». Le fait que la majorité des inscriptions anciennes sont des prières d'invocations illustrerait le fait que le Coran n'avait pas « dans le cœur et la mémoire des croyants » encore la place qu'il occupe actuellement.
Les différences entre le Coran des pierres et la Vulgate sont principalement catégorisées comme suit :
- les amalgames coraniques ou raboutages : Il s'agit d'invocations originales où l'on retrouve un mélange de plusieurs bribes de versets de la vulgate, parfois suivies de formules de malédiction contre celui qui aura effacé ou changé l'inscription coranique tronqué, ce qui permet à l'historien d'affirmer : « La présence de ces formules très spécifiques à la suite de mentions coraniques nous rappelle qu'à la fin de l'époque omeyyade l'unanimité n'était sans doute pas encore faite autour d'une version unifiée et standardisée du texte. Les amalgames apparaissent alors plus que de simples reconstructions composites comme des versions potentielles non retenues de la version écrite du Coran »[344] ;
- variantes évoquant Dieu : par exemple, un graffiti daté du IIe siècle de l'hégire est identique à la Sourate 26, 88-89, sauf que la vulgate donne Allah (Dieu) au lieu de Rahman (Miséricordieux). Rahman jouit d'une « prééminence toute particulière en islam » ; premier des 99 noms de Dieu après Allah, il est le premier nom cité dans la formule de la basmala. L'auteur fait remarquer cette différence récurrente, tout comme la rareté ou l'absence en certaines régions de la basmala[345]. Il relève qu'« avant l'avènement de l'islam, le nom al-Rahman était employé dans diverses régions d'Arabie pour désigner la divinité unique. » « En résumé, tout un réseau d'indices nous porte à croire que l'épigraphie pourrait révéler des traces de dénominations divines anciennes qui furent employées à côté ou en concurrence du nom Allah. La basmala, qui porte en elle cette singulière répétition de la racine rhm, serait une ancienne formule fossilisée et rappellerait qu'Allah et al-Rahman sont une seule et même divinité »[346] ;
- les adaptations grammaticales : Ce sont des formulations très légèrement différentes du Coran afin de les adapter dans une succession d'invocations. Un exemple : en 112 de l'hégire, un long graffiti débute par « Ô Dieu ! Pardonne à… [le lapicide] ses péchés passés et à venir et comble-le de ta grâce ! Dirige-le sur une voie droite ! » alors que le Coran porte (48;2) : « Afin que Dieu te pardonne tes péchés, passés et à venir, et te comble de Sa grâce et te dirige sur une voie droite ».

L'auteur précise pour la clarté que « [c]es variations n'entrent résolument pas dans le cadre des fameuses qirâ'ât, divergences de lecture ou de récitation dont on sait qu'elles furent fixées vers le milieu du Xe siècle ». Pour autant, « il ne faut pas mêler tous ces extraits du Coran comme étant l'expression de divergences et différences notables du Coran ».
« Le changement de locuteur dans un verset […] pourrait être l'indice d'anciens raboutages datant de l'époque où le texte fut composé […]. Sur la pierre, […] l'allusion au succès du Prophète est totalement gommée […] ». L'auteur conclut ses recherches : « Autant d'éléments qui imposent de nous interroger sur la stabilité du texte avant le début de l'époque abbasside. Son élasticité est flagrante. [Le Coran des pierres] se voudrait plutôt le reflet d'un texte coranique en devenir, souple et non encore fixé, malléable […] ». Imbert souligne le changement de perspective qu'induisent ses recherches : on a longtemps pensé que le Coran aurait été à la source de champs textuels variés. « Aujourd'hui, dans le cas des graffiti, le contraire peut être envisageable : des formules et péricopes diffusément utilisées sur le Proche-Orient auraient fini par intégrer un texte coranique en cours de constitution ». Selon Déroche, « il a été suggéré que les auteurs de ces textes travaillaient de mémoire, d'où les divergences, mais les changements semblent dans de nombreux cas répondre à des exigences personnelles ».

### Les plus anciens manuscrits attestés
La recherche considère, de nos jours, grâce à l'étude des manuscrits anciens que la mise à l'écrit du Coran date du Ier siècle de l'hégire (VIIe siècle). Ainsi, il est possible de dire que l'école hypercritique est aujourd'hui "dépassé[e]", à l'image de John Wansbrough ou Patricia Crone et Michael Cook qui avaient suggéré qu’il « n’existait aucune indication de l’existence de corans avant la fin du Ier/VIIe siècle. Il semblerait aujourd’hui qu’une meilleure datation serait plus proche du milieu du Ier/VIIe siècle, voire avant cette date ». Pour Van Reeth, à propos des corans de la fin du VIIe et du début du VIIIe siècle, « il est vrai que ce Coran fragmentaire présente des variantes considérables, mais il reste somme toute assez proche du texte reçu que nous connaissons aujourd’hui ».
Au sujet des manuscrits coraniques, Déroche précise que « la possibilité que certains des fragments remontent à la décennie qui s'est écoulée entre le meurtre de ʿUthmān ou même avant - et le début de la domination omeyyade ne peut en aucun cas être exclue, mais nous n'avons pas d'arguments solides - qu'ils soient matériels ou textuels - pour attribuer précisément à cette période l'un des manuscrits ou fragments qui nous sont actuellement connus ». En effet, « d'un point de vue paléographique et codicologique, cette possibilité ne peut être écartée, bien que les méthodes de datation des premiers exemplaires du Coran n'atteignent pas - du moins pour l'instant - un niveau de précision qui permettrait de situer un fragment ou une copie à cette période précise ».

#### Le codex Parisino-petropolitanus

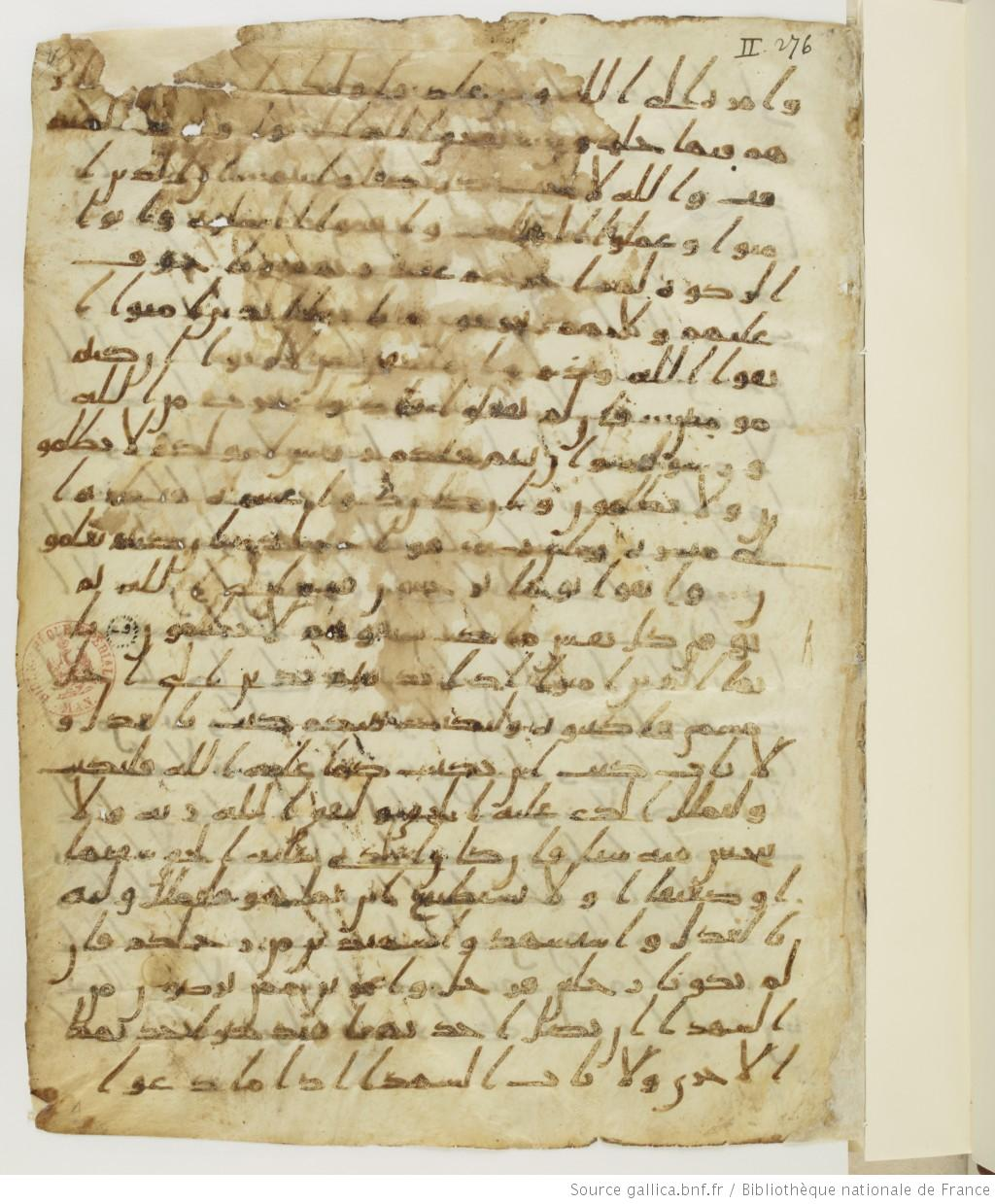
Codex Parisino-petropolitanus, première feuille, recto.

Le codex Parisino-petropolitanus est un manuscrit qui comportait 98 feuillets (sur un total de 210-220 feuillets, soit environ 45 %) lorsqu'il fut découvert au Caire, dans un dépôt de la mosquée ʿAmr b. al-ʿĀs de Fustāt au début du XIXe siècle. Il fut dispersé dans quatre bibliothèques, Londres, Vatican (avec un feuillet chacun), la Bibliothèque de Saint-Pétersbourg (vingt-six feuillets) et la bibliothèque nationale de France à Paris qui possède à elle seule soixante-dix feuillets.
Si aucune mesure au carbone 14 n’a été effectuée, ces feuillets coraniques sont néanmoins considérés parmi les plus vieux aujourd'hui connus : François Déroche les fait remonter à la fin du septième siècle, entre 670 et 700,grâce à une étude paléographique et par postulat d’après une analyse de l’orthographe qui montre en outre que ce codex est la copie d’un exemplar qui lui est forcément antérieur. Critiquant la datation de Déroche, Dye préfère le dater du début du VIIIe siècle. Tillier propose, lui, l'hypothèse que ces feuillets appartiennent à un ouvrage connu par la littérature sous le nom de Coran d’Asmā’. Selon cette hypothèse, il daterait de 695-696. En tout état de cause, ces feuillets sont postérieurs à Othmân ibn Affân, décédé en 656,.

Notice de la BnF concernant cet écrit :

« [...] Encre sur parchemin, 29,1 × 24,5 cm, BnF, Manuscrits orientaux, arabe 328, f. 10 à 14.
Copiées sur parchemin dans un format vertical, ces pages de Coran appartiennent à un ensemble d'une soixantaine de feuillets considéré comme le plus ancien exemplaire actuellement conservé. En l’absence de manuscrits datés avant le IXe siècle, c’est sur la base de critères paléographiques et orthographiques que l’on fait remonter ces fragments à la seconde moitié du Ier siècle de l’hégire (VIIe siècle). Ils sont écrits dans un style nommé au XXe siècle hijâzî en référence à Ibn al-Nadîm, célèbre auteur arabe du Xe siècle, qui décrivait dans son Fihrist (Catalogue) les premières écritures employées à La Mecque et Médine, villes du Hedjaz. L'arabe utilise un alphabet consonantique où seules consonnes et voyelles longues sont notées. Des signes diacritiques, placés au-dessus ou en dessous de certaines lettres, permettent de différencier les lettres de forme semblable et de préciser la nature des voyelles brèves. Dans les graphies anciennes, ces signes ainsi que la vocalisation sont absents ou partiellement présents, rendant la lecture du texte sacré plus incertaine. »

— « Les plus anciens feuillets coraniques conservés », sur BnF.
Des études comparatives du codex avec le Coran actuel ont été réalisées en 1983 et 2009. Le texte des feuillets disponibles à la BnF n’a pas de différences majeures avec celui-ci. L'absence de diacritique fait dire à François Déroche que si « son rasm non ponctué est effectivement très proche de celui de la vulgate, l’absence des diacritiques, de la vocalisation et des signes orthoépiques laisse planer une part d’ombre substantielle sur ce que les copistes entendaient mettre par écrit. »
Pour François Déroche, les différents copistes ont travaillé chacun suivant leurs habitudes ou traditions quant à l'orthographe de certains mots ou à la présence de la basmalla dans le texte. Le texte présente aussi des divisions (découpage de chaque sourate en versets) absentes de la version actuelle. François Déroche mentionne aussi des différences au niveau de la sourate 5, des variantes et des particularités, des grattages et des corrections postérieures, etc.,. « Il comporte aussi des variantes par rapport au rasm qui ne sont ni conformes à celles que reconnaît la tradition, ni réductibles à des particularités orthographiques. ». Mathieu Tillier confirme la conclusion de Déroche : « En fin de compte, il apparaît que le codex étudié correspond, avec quelques variantes, à la vulgate Uthmanienne », « mais dans une forme où tous ses aspects ne sont pas encore complètement stabilisés ». Néanmoins, pour l'auteur, « on aurait aimé savoir, de manière plus générale, dans quelle mesure les « erreurs », les divergences, les variantes orthographiques, les grattages et les « corrections » purent modifier la signification du texte coranique. Signalons à ce sujet le travail de David S. Powers qui, dans son ouvrage Muḥammad is Not the Father of Any of Your Men, analyse dans le détail un grattage de ce même codex parisino-petropolitanus, et formule l’hypothèse d’une réécriture (avec des changements importants) de versets relatifs aux [droits des] successions dans le courant de l’époque umayyade » « Déroche relève également de nombreux grattages qui entendirent faire disparaître la plupart des fautes ou des divergences par rapport à la norme qui finit par s’imposer ».
À propos de l'étude du codex Parisino-petropolitanus (codex P.P.) par François Déroche, Mehdi Azaiez écrit : « Ce travail tend à démontrer la faiblesse des positions défendant l'idée d'une élaboration tardive du Coran. A contrario, l'auteur plaide pour une mise par écrit très rapide du corpus après la mort de Muhammad et souligne le rôle décisif de la transmission orale ». Ceci ne signifie pas qu'il croit en l'existence d'un corpus unique. En effet, un peu plus loin, il pose la question des variations textuelles : « Comment traiter la complexité des plus anciens manuscrits du Coran dont les variations textuelles sont nombreuses, loin de l'édition coranique du Caire ? » Il reconnaît une rédaction à « une date fort ancienne mais tout de même plusieurs décennies après le temps du troisième calife. Quelques dizaines d’années qui comptent pour plusieurs siècles ».
Après avoir étudié ce codex, Alba Fedeli aboutit à une conclusion similaire : « L'analyse qui met en évidence la complexité et l'originalité du codex du Coran et du travail des copistes qui ont transcrit le texte, nous semble une captivante et piquante réplique au lieu commun erroné selon lequel les manuscrits coraniques sont identiques ». Plus loin, il conclut que l'hypothèse qu'il y avait un exemplaire initial imposé par le pouvoir central était renforcé mais « la tradition manuscrite est encore insuffisamment codifiée à cette époque ». « C’est l’histoire même de l’édition du calife `Uṯmān qui « demande à être reconsidérée à la lumière de ces témoins primitifs », en dépassant l’approche contraire, à savoir la lecture des manuscrits à la lumière de l’histoire de l’édition du calife `Uṯmān ». Déroche explique que ce Coran illustre « l’incapacité où se trouvaient les copistes d’une période pourtant un peu plus récente que le règne de ʿUtmān à satisfaire aux exigences du projet califien. »

#### Autres manuscrits anciens
Connus depuis les années 1930, deux feuillets manuscrits coraniques des archives de la bibliothèque de l'Université de Birmingham sont réétudiés en 2015. Ces fragments contiennent des versets des sourates 18 à 20 écrits à l'encre en hijazi, un style calligraphique arabique ancien. Selon la datation au carbone 14, le support du manuscrit aurait été fabriqué entre 568 et 645 de notre ère, soit du temps de Mahomet, qui selon la tradition islamique, a vécu entre 570 et 632. À l'heure actuelle, il n'existe aucune méthode d’analyse physico-chimique qui permette de dater la mise à l'écrit ou l'encre utilisée de manière concluante. Selon David Thomas, spécialiste dans cette université de l'islam et de christianisme, « la personne qui a écrit ces fragments pourrait bien avoir connu le Prophète »,. D'autres auteurs soutiennent une différenciation entre la date de fabrication du support et celle de la rédaction de ce Coran, plus tardive au cours du VIIesiècle »,. Déroche rattache le manuscrit de Birmingham à celui Parisino-petropolitanus qu'il date entre 650 et 675. Alba Fedeli note également le style hijazi du texte et le situe au courant du VIIe siècle. Pour Dye, ce manuscrit pourrait être daté du dernier quart du VIIe siècle, « et même plus plausiblement du premier quart du VIIIe siècle »
Il existe également un manuscrit M a VI 165 qui se trouve à l'université de Tübingen en Allemagne depuis 1864. L'utilisation récente du carbone 14 a permis de dater le parchemin du manuscrit entre 649 et 675 apr. J.-C. avec une probabilité de 95,4 %, soit 20 à 40 ans après la mort de Mahomet et 2 à 27 ans après l'imposition de la vulgate d'Othmân (en 647 selon la tradition). On note toutefois une discordance avec la datation paléographique qui donne vers le milieu du VIIIe siècle. Quelques ratures témoignent que des altérations ont été opérées. Ce manuscrit contient 77 feuillets, du Coran 17;37 jusqu'au 36;57, ce qui constitue 26,2 % de la totalité du Coran actuel. La taille du manuscrit qui est écrit sur un parchemin est de 19,5 cm x 15,3 cm, contenant 18-21 lignes par pages,,.

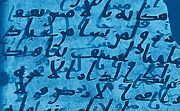
Coran éclairé en lumière ultraviolette révélant un palimpseste, datant du Ier siècle de l'hégire exposé à Sanaa, au Yémen.

Certains palimpsestes seraient des versions plus anciennes. L'analyse des manuscrits de Sana'a par ultraviolets a mis au jour un texte sous le texte actuel sur le manuscrit 01-27.1. Ce texte effacé, mis au jour par les techniques scientifiques, révèle de nombreuses différences avec le Coran actuel. Asma Hilali émet l'hypothèse que ce manuscrit était un manuel de lecture et d’apprentissage du Coran,,. L'auteur suppose « la présence d'un texte du Coran écrit ou oral antérieur au texte inférieur et qui fait autorité » Néanmoins, pour E. Cellard, « force est de reconnaître que le palimpseste adhère fortement [au concept du Livre Coran tel qu'il est attesté à la fin du VIIe siècle] et que le caractère irrégulier de son écriture ou de sa mise en page, fait en réalité partie de l’identité du muṣḥaf à la fin du VIIe siècle ». Cette hypothèse est critiquée par Fr. Déroche qui considère qu'elle est contredite par les indices matériels. La couche inférieure date du VIIe siècle tandis que la couche supérieure est datée du VIIIe siècle. Les publications ont permis de mettre en lumière les variantes : « l’édition d[e Hilali] comporte onze variantes, alors que l’édition de Sadeghi en donne trente-quatre pour le même feuillet ». Celles-ci concernent des transpositions, synonymes de divers types, formes verbales, omissions et ajouts, ce qui a fait dire à Elizabeth Puin, Behnam Sadeghi et Mohsen Goudarzi qu'il s'agissait d'un « autre Coran ». François Déroche précise que « la distinction entre ce qui peut être une véritable variante et une erreur est particulièrement difficile dans le Codex Ṣanʿāʾ I (Sadeghi et Goudarzi 2010 : 49, 51, 64 , etc.) car il n'existe aucun autre témoignage de cette tradition textuelle permettant de faire une comparaison ». Pour Sadeghi et Goudarzi ce manuscrit est plus proche de ceux des codices de Ibn Masʿūd et Ubayy, que du texte d'ʿUthmāni et pour Amir-Moezzi, il se rapproche davantage des recensions alides (futurs chiites) que de la vulgate uthmanienn.
Un autre palimpseste étudié entre autres par Mingana a été daté entre le milieu du VIIe siècle et le début du VIIIe siècle. La différence avec la version officielle n'est pas encore totalement tranchée. Alain George évoque une « altération du rasm, quoique sans incidence sur le sens ».
Des chercheurs invitent à la prudence concernant l'interprétation des résultats de la datation carbone des manuscrits anciens. Pour François Déroche, « Bien que les publications récentes semblent trop confiantes dans leur dépendance à la méthode C14, le dernier mot devrait rester chez le philologue, l'historien ou le paléographe ». L'auteur cite ainsi des exemples de datations de manuscrits qu'il considère comme impossibles et pose l'hypothèse que des résultats peuvent être faussés (datation trop ancienne) par l'effet du climat sur les peaux puis rajoute que « Les résultats de l'analyse C14 sont très utiles en tant que première indication de l'âge des copies, mais leur précision est insuffisante quand il s'agit d'organiser les choses dans une période qui a duré moins d'un siècle ».

### Études philologiques
Les études philologiques s’intéressent à la littérature arabe ou non précédant, contemporaine ou postérieure à l'élaboration du Coran, du contexte historique de l'époque où le Coran est apparu, des éléments que découvre l'analyse littéraire dans le texte actuel du Coran. Ces rapports au passé se traduisent dans le texte du Coran par des citations claires, ou allusives aux textes qui le précédent, mais aussi par une reprise et une arabisation de vocabulaire étranger.
En 1710, John Tolland développa le concept de judéo-christianité et sa proximité avec l’islam. Il remarquait les similarités entre le Coran et le christianisme primitif, en particulier les courants nazaréens et ébionites, et s’en servit pour rappeler aux chrétiens de son époque les origines juives du christianisme et appeler à la tolérance. Plus récemment, c’est d’abord Patricia Crone qui a su rénover l’approche de l’intertextualité et du contexte historique. On notera aussi les travaux de Gabriel Said Reynolds. Emran Al Badawe, regrette que ces études hyper critiques « ont une tendance polémique à retirer à l'Islam sa force créative et le réduire à des débuts hérétiques, c'est-à-dire illégitimes ».
De nombreux savants musulmans ont noté l'existence de ces citations, que ce soit Tabari qui avait des origines chrétiennes, ou l’Andalou Ibn Hazm qui étudie les liens de manière très critique. À l’opposé Al Biqai (m.1480) écrit un volumineux commentaire du Coran s’appuyant sur les correspondances avec le texte biblique. Il a une grande révérence pour le texte biblique, et l’utilise souvent pour défendre le point de vue musulman contre des doctrines chrétiennes,,.
Pour Rippin, l'accent mis sur les méthodes traditionnelles d'analyse historique-philologique du Coran ne pouvait donner que des valeurs approximatives et spéculatives de la signification originale du texte. Pour cet auteur, l'étude de la perception du texte au cours de l'histoire est importante.

#### Arabe préislamique, coranique et classique
Les inscriptions permettent de mieux connaître les langues pré-islamiques. Se basant sur deux critères (forme de l’article et forme dérivée du verbe), Ch. Robin date les premières inscriptions en arabe aux alentours de 200 av. J.-C. Au Ier siècle av. J.-C. est attesté le plus ancien texte en langue arabe, une stèle funéraire de ‘Ijl. Elle n’est, en revanche, pas inscrite en écriture dite « arabe ». Les langues assimilées aux « parlers arabes » ou « très comparable à l’arabe », peuvent être appelées « nordarabiques »,. La première inscription en arabe et en écriture arabe provient du wadi Ramm et semble dater de 300 ap. J.-C..
Pierre Larcher fait la distinction entre trois états de langue, l’arabe préislamique, l’arabe coranique et l’arabe classique (qu’il ne définit pas comme une étape historique mais comme une « variété de prestige et […] norme scolaire »). Il fait ainsi la remarque que « l'arabe coranique présente, dans tous les domaines (phonologie, morphologie, syntaxe, lexique, orthographe), un certain nombre de traits qui, ou bien ne sont pas ceux de l’arabe classique, ou bien ne seront pas retenus par ce dernier ». Hicham Djaït fait remarquer que les règles de la linguistique et de la grammaire arabe ont été fixées au IIe siècle, après la révélation coranique, aussi, la plus grande partie du Coran est conforme à ces règles mais y échappe de temps en temps. Il en conclut que ces différences (que certains qualifient de fautes de grammaire) attestent de l'ancienneté du Coran qui aurait conservé ses traits grammaticaux anciens,.
À partir de l'époque Ommeyade, un courant de standardisation et de grammatisation de la langue arabe s’observe dans un contexte politique de tentative de consolidation du pouvoir en place. Ainsi, si l’arabe coranique est central dans les premières analyses linguistiques, le Coran par rapport au « parler arabe » (en particulier des bédouins) et ensuite à la poésie préislamique n'a que peu influencé la grammaire arabe dans la rédaction de la première grammaire, le Kitāb de Sībawayh (vers 760- vers 796) contrairement à la grammaire ultérieure où au fil du temps, Coran et hadith finiront par l’emporter sur la poésie. Cette mise en avant de l’arabe bédouin s’explique pour Kouloughli autant pour des raisons politiques (celles de promouvoir une langue peu accessible aux non-arabes et de maintenir une caste de « conquérants ») que religieuses, liées aux traditions de la révélation coranique.

#### La langue du Coran, un arabe «clair»?
Selon le verset 195 (S.26), le Coran est écrit en « langue arabe claire ». La tradition comprend et traduit ce terme mubīn par « clair » ou encore « pur ». À propos du premier terme, « clair », la racine byn du mot mubīn « renvoie au sens d'expliquer, de clarifier. Que signifie le fait d'accoler ce qualificatif à la langue arabe ? Sommes-nous en droit d'en conclure que la langue arabe pouvait ne pas être mubīn, claire ou explicite ? Dans ce cas, une première hypothèse consisterait à dire que la langue arabe était multiforme et que certaines de ses formes étaient plus accessibles à la compréhension commune que d'autres. Une autre hypothèse consisterait à dire que l'usage même de la langue arabe pouvait prêter à des variations suffisamment importantes pour en rendre la compréhension plus ou moins difficile aux auditeurs. Quoi qu'il en soit, la question est posée. » Le deuxième terme « n'a aucun sens linguistiquement et historiquement » car « il n'y a aucune raison de penser que l'environnement dans lequel naît le Coran n'était pas, d'une façon ou d'une autre, multilingue (l'ensemble du Proche-Orient l'était) — autrement dit, il convient de reconnaître la présence de nombreuses traces de bilinguisme/multilinguisme dans la langue même du Coran ». S'appuyant sur une recherche de Luxenberg, Claude Gilliot traduit ce terme par « élucidé »/ « rendu clair ». Pour l'auteur, ce terme est lié au Coran qui « explique/interprète/commente des passages d’un lectionnaire en langue étrangère ». Cette présence d'éléments non-arabe dans le Coran a fait l'objet d'un refoulement par les commentateurs du Coran qui ont eu tendance à les cacher ou à les minimiser. Ainsi, par exemple, les éléments d'influences grecques ont été cachés. Aujourd'hui encore, l'intérêt pour ces influences rencontre "de fortes résistances auprès des apologètes traditionnels".
Au-delà de la présence même de termes non-arabes dans le Coran, la langue coranique elle-même est constituée d'influences linguistiques diverses. Ainsi, certaines tournures coraniques montrent probablement que le ou les auteurs du Coran maitrisaient plusieurs langues. C'est en particulier le cas dans le cadre d'utilisation de "calques formulaires" ou de formules syntaxiques non-arabes qui s'expliqueraient par la maitrise de ces différentes langues par les scribes ayant participé à la rédaction du Coran. Pour M. Sartori, "l’arabe, [...], n’est ni une île ni un isolat, pas plus que la Péninsule dont il est issu et qui porte bien son nom" mais est une langue qui subit, comme toutes les langues, des évolutions "par contacts, emprunts, calques, etc". Cela rejoint l'idée d'un monde arabe multilingue, comme cela est aujourd'hui attesté. Les influences du bilinguisme/multilinguisme des scribes sur la langue coranique ont été étudiées, en particulier, par Guillaume Dye pour ce qui concerne le syriaque. Certains formes syntaxiques de l'arabe coranique trouvent ainsi leur origine dans la connaissance de ces textes et de cette langue par le "milieu scribal responsable d'au moins une par de la composition du Coran".
En effet, l'étude de la langue coranique et de ses emprunts permet de mieux connaître le contexte scribal de rédaction du Coran qui, pour Dye, ne peut se limiter à la simple transcription des mots de Mahomet ou de son seul cercles de scribes. L'étude du Coran doit inclure le rôle des scribes et clerc ayant participé à la composition du Coran après la mort même de Mahomet, des scribes maitrisant parfaitement l'arabe et l'araméen. L'auteur rappelle, par exemple, que la sourate 18 a pour source un texte syriaque écrit et non oral. Cette sourate, comme le problème synoptique, permettent de mettre en lumière le travail scribal dans la rédaction du Coran incluant une oralité mais aussi un travail sur l'écrit.

#### Emprunts lexicaux à des langues non arabes
L’origine des emprunts coraniques s'étend grandement dans le temps et l'espace, depuis l’empire assyrien jusqu’à la période byzantine. Parmi ceux-ci se trouvent les langues des pays jouxtant l'Arabie et appartenant à la même famille linguistique comme l’araméen, l’hébreu, le syriaque, l’éthiopien... et, plus largement, les langues non sémitiques des Empires grec, romain et perse, comme le grec... Amir-Moezzi fait remarquer que certains mots du Coran étaient déjà considérés comme obscurs au VIIe siècle. Cette recherche sur le vocabulaire du Coran qui, pour Mustafa Shah, restera à « l'avant garde » des recherches sur le Coran et ses narrations, s'ouvre à de nouvelles perspectives,.
De plus, les plus anciens théologiens ont été les premiers à avoir trouvé que certains mots ont une origine étrangère, comme Al Safii (m. 820) qui insista sur la langue arabe du Coran, stipulée par le texte lui-même. Al-Suyūtī qui dénombre 138 mots non-arabes dans le Coran, « est le premier à adopter une classification des emprunts par langues d’origines », avec des emprunts à l'hébreu, au syriaque ou au nabatéen. La position d'Al-Suyūtī concilie deux points de vue : d'une part le Coran contient des mots à racine d'origine étrangère, mais d'autre part, ces mots ayant été intégrés à la langue arabe, ils sont arabes.Selon Catherine Pennachio, la reprise des termes n’est pas un simple transfert, ni forcément une influence subie. Ainsi l’auteur explique que « certains emprunts anciens ont acquis un sens technique nouveau sous l’influence de l’islam et des autres religions, d’autres ont eu le temps de générer des formes dérivées. » Certains termes d’origine hébraïques, ou encore d’origine akkadienne peuvent ainsi avoir transité, et parfois pris un sens nouveau, via l’araméen et / ou le syriaque, avant d’être repris dans le Coran.

Arthur Jeffery, en 1938, effectue en une synthèse des travaux des savants musulmans (principalement Al-Ǧawālīqī, m1145 et Al Suyuti) et des islamologues (en particulier A. Geiger, Rudolf Dvorak, T. Nöldeke) et établit une liste de 275 mots d’origine étrangère dans le Coran. Plus récemment, Catherine Penacchio fait une recension critique de l’ouvrage, qu’elle appelle à actualiser : 

« Les découvertes linguistiques du XXe siècle, notamment l’ougaritique en 1928 et l’épigraphie nordarabique et sudarabique, qui révèlent des milliers d’inscriptions, nous invitent à un nouvel examen des emprunts lexicaux coraniques. L'objectif est de repositionner ces emprunts dans leur contexte politique et socioculturel, à la lumière de tous les matériaux disponibles : les textes, l'épigraphie, l'archéologie, la linguistique et l'histoire même de ces termes qui ont été très peu étudiés pour eux-mêmes. L'enjeu est majeur, puisque les couches successives d'emprunts dans la langue arabe constituent des traces historiques des contacts des populations arabes avec leur environnement. »

— Les emprunts lexicaux dans le Coran. Les problèmes de la liste d'Arthur Jeffery. Catherine Pennacchio. Bulletin du centre de recherche français à Jérusalem, 2011.

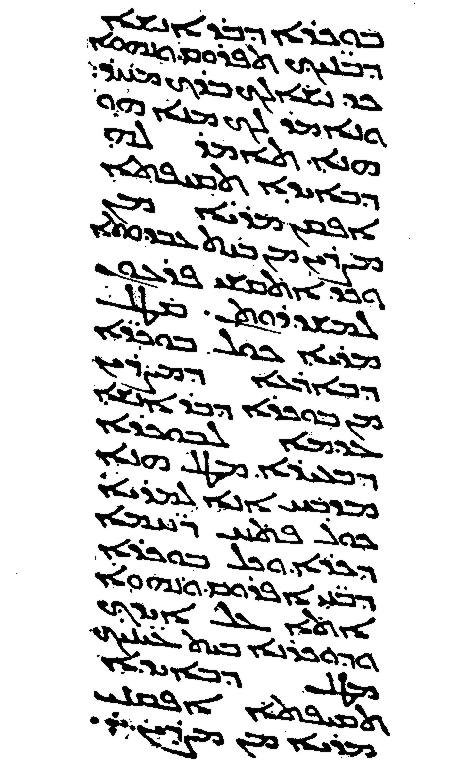
Manuscrit de la British Library Add. MS. 14,425, extrait de la Peshitta, Bible en syriaque, Ve siècle.

Tor Andrae fut un des premiers à noter l’importance du syriaque comme lien entre le Coran et la littérature chrétienne. Il note la proximité du thème des houris avec l’allégorie de la chambre nuptiale des textes d’Ephrem le syriaque. Après lui, Alphonse Mingana, pose que 70 % des termes d’origine étrangère dans le Coran proviendraient de cette langue. Le philologue Christoph Luxenberg, renouvelle en 2000 l’intérêt du syriaque pour l’étude du vocabulaire coranique. À l'aide de sa méthode, Luxenberg affirme que certains passages coraniques seraient mal interprétés : ainsi, le mot houri signifierait-il raisins blancs, et non pas vierges aux grands yeux.. Sa thèse générale voudrait que le Coran soit une simple adaptation de lectionnaires utilisés dans les Églises chrétiennes de Syrie, un travail de plusieurs générations pour donner le Coran que nous connaissons aujourd'hui. Si certains chercheurs ont critiqué la méthode ou l'approche de Luxenberg, comme C. Pennachio, qui juge son approche « extrême », d'autres l'ont accueillie avec enthousiasme,. Si ses propositions « apportent parfois de bonnes intuitions ou des solutions à des passages difficiles » d’après Emran El Badawi, son travail apporte de nombreux problèmes, notamment par son approche uniquement philologique, qui oublie l’aspect littéraire du Coran et ne fournit pas de corpus syriaque précis qui pourraient être à l’origine des emprunts. À l'inverse, pour C. Gilliot, à propos d'une référence aux textes d'Ephrem le Syrien, « c'est surtout la nouvelle compréhension et l’arrière-plan syriaque que Luxenberg donne […] qui frappera les esprits »
En réponse à Luxenberg qui considère que le Coran tout entier est la reformulation d'un sous-texte syriaque, Saleh « affirme par ailleurs que la préoccupation obstinée pour la question de l'extranéité du vocabulaire coranique a incontestablement entravé le développement d'une approche de l'analyse du Coran dans laquelle son caractère littéraire est pleinement apprécié ». Walid Saleh considère que c'est une erreur de postuler sur les origines étrangères probables des éléments lexicaux du Coran en utilisant les réflexions des exégètes classiques comme base pour lancer de telles enquêtes. Andrzej Zaborski, quant à lui, interroge la priorité donnée à l'étymologie dans ces études face au contexte. Néanmoins, Saleh met en garde contre les exégètes qui, sans conserver une indépendance, ont contourné l'étymologie à des fins idéologiques et religieuses. Au-delà de l'aspect essentialiste de cette thèse, « Les tentatives d'atténuer la signification de l'érudition philologique islamique classique privent l'étude des premières stratégies exégétiques d'un contexte important ». L'étude du vocabulaire coranique continue à susciter un grand intérêt. Pour Shah, la recherche en philologie biblique a fortement influencé celles sur le vocabulaire coranique, ce qui a permis d'étudier l'histoire des mots et leur étymologie. Bien que ces méthodes demeurent pertinentes, un élargissement des méthodes a pu être observé.

#### L’intertextualité

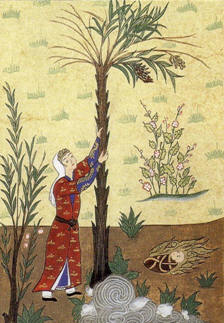
Parmi les versets mis en avant comme preuve du miracle du Coran, Maryam secoue l'arbre pour recueillir les dattes fraîches. Le thème est tiré de l'Évangile du Pseudo-Matthieu.

Le texte du Coran fait référence à — et cite implicitement ou explicitement — un large éventail de textes antérieurs. Outre la reprise de nombreux thèmes de la Bible (Ancien et Nouveau Testament), le Coran renvoie à tout le corpus monothéiste comme des textes rabbiniques (la Mishna), le Talmud (Chabbat 88), des apocryphes chrétiens (l’enfance de Jésus par exemple) et juifs (Testament de Moïse). Pour ce qui est des moins connus, on retrouve pour l'Ancien Testament, le Deutéronome, certains psaumes (Zabûr) et pour le Nouveau Testament, le chapitre 6 de l’évangile selon saint Jean, des passages de saint Matthieu ou de l'épître aux Hébreux. « On entend par intertextualité toutes les relations ou réminiscences, conscientes ou inconscientes, d’un texte littéraire qui renvoient à d’autres textes littéraires ou extra-littéraires (traditions orales, artistiques, etc.), et ce, par des citations, des allusions, des thèmes, des gloses ou commentaires, voire par l’ironie, la parodie, le plagiat, le genre, le style, etc., ». François de Blois différencie la possibilité de reconnaître des similarités entre deux traditions religieuse et la construction d'un modèle historique expliquant ces influences. Quoi qu'il en soit, pour Marianna Klar, de telles évaluations restent par nature très subjectives.
Les spécialistes ont tenté de retrouver au moyen des méthodes de la critique interne les liens qui se cacheraient entre les sourates et les textes antérieurs. Un exemple, parmi d'autres, est la sourate al-Qadr. Jusqu'à récemment, la majorité des chercheurs interprétaient ce verset comme l'évocation de la descente du Coran en une nuit, selon l'interprétation traditionnelle. Toutefois, depuis peu la tendance s'est inversée, et plusieurs auteurs défendent que la principale source de ce passage coranique pourrait être l'hymne sur la Nativité d'Ephrem de Nisibe,,. L'étude du vocabulaire utilisé dans cette sourate parlant de la Nuit du Destin associerait cette dernière au domaine de la liturgie de Noël. Elle évoquerait originellement la descente de Jésus sur terre la nuit de Noël et non celle du Coran. Cette thèse est soutenue par Lüling et Shoemaker, quant à Moezzi, il l'estime plausible. Le texte aurait alors été modifié et réinterprété par « une communauté de lecteurs postérieure ». Ses interprétations peuvent être divergentes. M. Cuypers, quant à lui, rapproche cette sourate avec les deux textes juifs, le Livre de la Sagesse ou le Testaments des douze patriarches. L'auteur pense que s'il y a une référence à Noël, elle serait indirecte. C. Gilliot, lui, « [a été] convaincu [par Christoph Luxenberg] sur l’influence syriaque dans plusieurs passages du Coran, notamment dans la sourate 100 dans laquelle il voit une réécriture de la première épître de saint Pierre (5,8-9). ».
Plusieurs approches, non exclusives, ont permis de comprendre les raisons et implications de tels éléments intertextuels. Bien que « les Écritures mentionnées par le Coran n’étaient ni consignées ni transmises en arabe, sauf peut-être de manière fragmentaire, avant son surgissement au tout début du VIIe siècle », Geneviève Gobillot qui s'est spécialisée dans le domaine de l'intertextualité dans le Coran est arrivée à la conclusion que l’une des fonctions essentielles du Coran est de guider la lecture afin parfois de confirmer et parfois de faire ressortir la vérité des Écritures antérieures. Ce constat semble être devenu un consensus depuis quelques années parmi les spécialistes,. Par exemple, le Testament d'Abraham est confirmé comme authentique avec le feuillet d'Abraham du Coran (87, 16-19 et 53, 32-41) alors que les passages violents de la conquête de Madian par les Hébreux dans la Torah (Nombres 31, 1-20) sont corrigés par le Coran (2, 58-60) où il n'est pas question de conquête mais d'installation pacifique. D'autre part, M. Cuypers « propose de comprendre ces références implicites, non comme des emprunts, des imitations ou des plagiats, comme l’a trop souvent fait à tort une critique occidentale polémique, mais comme des relectures de textes-sources, réorientées dans le sens d’une théologie nouvelle, proprement coranique,. »
Reuven Firestone explique de son côté que les nouvelles Écritures montrent une recherche de légitimité face aux autres Écritures. Elles cherchent alors à rejeter certains aspects ou à s'en approprier d'autres. Cela est autant vrai pour la relation entre le Nouveau Testament et l'Ancien Testament que pour le Coran et ces deux autres révélations qui l'ont précédé. Ainsi, en reaction à des éléments de ces Écritures, le Coran cherche à en corriger des aspects qui ne correspondent pas à sa théologie. Ainsi, la mention du fait que Dieu ne se fatigue pas répond à l'idée du repos divin le septième jour, dans la Bible hébraïque.
« Ne comptons pas notre vigile comme une vigile ordinaire.

C’est une fête dont le salaire dépasse cent pour un »,

« les anges et les archanges, ce jour-là,

sont descendus entonner sur terre un nouveau Gloria »

(Ephrem de Nisibe, Hymnes sur la Nativité,

XXI:2.1–2 et XXI:3.1–2)

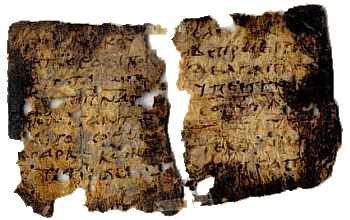
La Didachè est un document du christianisme primitif, écrit vers la fin du Ier siècle ou au début du II.

Quant à lui, Holger Zellentein étudie des textes proches du point de vue coranique, en particulier la didachè et les homélies clémentines et note une très forte proximité des thèmes étudiés. En revanche, les points de vue sur ces thématiques diffèrent régulièrement et il pose l’autonomie des différents textes. Il préfère parler d’une « culture légale partagée », judéo-chrétienne, qui peut être restituée par l’étude synchronique des différents contextes. L'étude comparative du Coran avec la didache et les homélies clémentines lui permet de dégager une culture commune aux différents groupes, et axée autour de différents thèmes (les interdits alimentaires, les ablutions rituelles…) dont chacun a une approche particulière. Dans différents articles, il montre que l’auteur du Coran a une profonde connaissance de sa littérature contemporaine, et que les différents emprunts ou références ne sont pas la preuve d’une méconnaissance comme on l’a parfois dit. Au contraire ils sont utilisés habilement de façon rhétorique, « polemically corrective ». Les références selon lui peuvent être doubles et commencer une double discussion, engageant à la fois le judaïsme rabbinique et le christianisme oriental. Les références littéraires du Coran ainsi dégagées permettraient de révéler l’audience du Coran, et donner une meilleure visibilité des courants religieux présents à la Mecque puis à Médine. Par exemple Holger Zellentein propose de voir les Juifs médinois comme suivant principalement les traditions palestiniennes plutôt que le rabbinisme babylonien,.
Une troisième approche est de considérer, vu le nombre de citations et de réécritures, le Coran comme un lectionnaire réinterprété. Pour Claude Gilliot, « Serait-il un lectionnaire, ou contiendrait-il les éléments d’un lectionnaire ? Je suis enclin à le penser. Sans l’influence syriaque comment comprendre que le Coran ait pu reprendre le thème des sept dormants d’Éphèse qui sont d’origine chrétienne ? » « Utilisant ces sources, y compris aussi des passages des évangiles dits apocryphes, Mahomet et ceux qui l’ont aidé auraient ainsi constitué leur propre lectionnaire (qurʾân, mot qui n’est pas arabe, mais qui vient du syriaque qeryânâ, i.e. lectionnaire), pour leurs propres besoins. » Pour l'aa « [l]es passages auto-référentiels du lectionnaire (mecquois) semblent indiquer que ce Coran-là est une sorte de commentaire ou d’exégèse en arabe d’un livre non arabe ou de collections de « textes », ou de traditions, des logia, ou des parties d’un lectionnaire non arabe. » Pour M. Cuypers et Gobillot, « La meilleure manière d'envisager le Coran, pour y ajuster sa lecture, est sans doute de le considérer pour ce qu'il est en réalité : un lectionnaire liturgique, recueil de textes destinés à être lus au cours de la prière communautaire publique. C'est ce qu'exprime son nom lui-même, puisque le mot Qur 'ân, d'origine syriaque (qeryânâ), désigne, dans cette Église, le texte destiné à la lecture liturgique ». « Que le Coran, surtout celui de La Mecque, est un livre liturgique, est une chose reçue par les chercheurs ; cela a notamment été mis en valeur par plusieurs études récentes de A. Neuwirth ». J. Van Reeth va plus loin en disant que « Le livre révélé que l’on faisait réciter dans la communauté de Muḥammad n’était donc rien d’autre que la Bible syriaque, la Peshiṭṭâ ».

#### Paléographie coranique
Avant l'invention de l'alphabet arabe, la langue arabe a pu être écrite avec des alphabets d'autres langues, « notamment les écritures sud-arabique et nabatéenne, mais aussi lihyanite, voire grecque »,. Une table ronde a été organisée à l'Institut du Monde Arabe le 20 mai 2016 avec pour titre « Aux origines de l'écriture arabe : nouvelles données » où Christian Robin et Laïla Nehmé ont mis en évidence que l'écriture arabe n'est pas née en Syrie comme on le pensait jusqu'à récemment mais au nord-ouest de l'actuelle Arabie Saoudite puisqu'y furent découvertes des inscriptions plus anciennes à la région qui s'étend entre Al-'Ula et la frontière jordanienne, et à l'est jusqu'à la région de Sakaka. Certaines de ces inscriptions sont datées du IVe , Ve siècle de notre ère et sont caractérisées par une proximité avec l'aire culturelle romaine. Certains auteurs ont défendu une influence syriaque (tout en reconnaissant des influences formelles nabatéennes) comme l'alignement des lettres par le bas ou la largeur de celles-ci. Des inscriptions retrouvées à Najran (sud de l'Arabie) dans un contexte chrétien en écriture arabe archaïque et datant de la fin du Ve siècle montrent une certaine diffusion de cet alphabet. Pourtant, « aucune inscription en écriture arabe du VIe siècle [et jusqu'à 644 ap. J.-C.] n’a été découverte jusqu’à présent en Arabie ».
Lors de la table ronde, Christian Robin affirme que vers la fin du Ve siècle, l'écriture arabe était déjà probablement bien enracinée dans le sud de la péninsule et qu'au IIIe/IVe siècle, l'écriture sudarabique disparaît du Hijaz. Le projet Digital Archive for the Study of pre-Islamic Arabian Inscriptions dirigé par Alessandra Avanzini (Université de Pise) recense tout de même plus de 150 inscriptions en écriture sudarabique entre le IVe et le VIe siècle. Deux graffiti « certainement d'époque islamique » en alphabet sudarabique sont attestés au Yémen. Néanmoins, pour Robin, « Les systèmes graphiques utilisés dans la péninsule Arabique avant l'Islam étaient trop défectifs pour autoriser la lecture de textes dont le contenu n’était pas connu "à l'avance" ». Cette imprécision a été à l'origine des évolutions de l'alphabet et sa structuration avec les besoins de l'islam.
Les études du linguiste Robert Kerr proposent une nouvelle approche de l'histoire coranique. L'étude, aussi bien paléographique que philologique, des inscriptions sur pierre, des premières traces de l'écriture arabe et des premiers corans lui permet d'affirmer que les premiers corans ne sont pas écrits en alphabet sud-arabique qu'il pense être utilisé dans le Hedjaz à l'époque de Mahomet mais en arabe d'Arabie Pétrée (Syrie, Jordanie, Iraq actuelles). Pour lui, en l'état actuel de la recherche, « le Coran n’a [donc] pris naissance ni à La Mecque, ni à Médine ». À l'inverse, pour Hoyland, l'écriture arabe est présente dans le Hedjaz avant l'arrivée de l'islam.

#### Les formes rhétoriques
À partir de la fin du XIXe siècle, les orientalistes se sont penchés, de manière similaire à l'étude de la Formgeschichte pour le texte biblique, sur la question des formes du texte coranique. Ils ont alors mis en évidence la présence de genres littéraires variés : récits, serments... Des recherches récentes (Neuwirth, Azaiez...) ont permis d'étudier ces formes dans leurs dimensions rhétoriques afin de comprendre celles-ci dans le cadre d'un processus de communication à une assemblée, en particulier dans le cas de fonctions liturgiques. Ainsi, certaines sourates possèdent des éléments de type bénédictions ou doxologies, proches du textes bibliques ou de textes juifs.

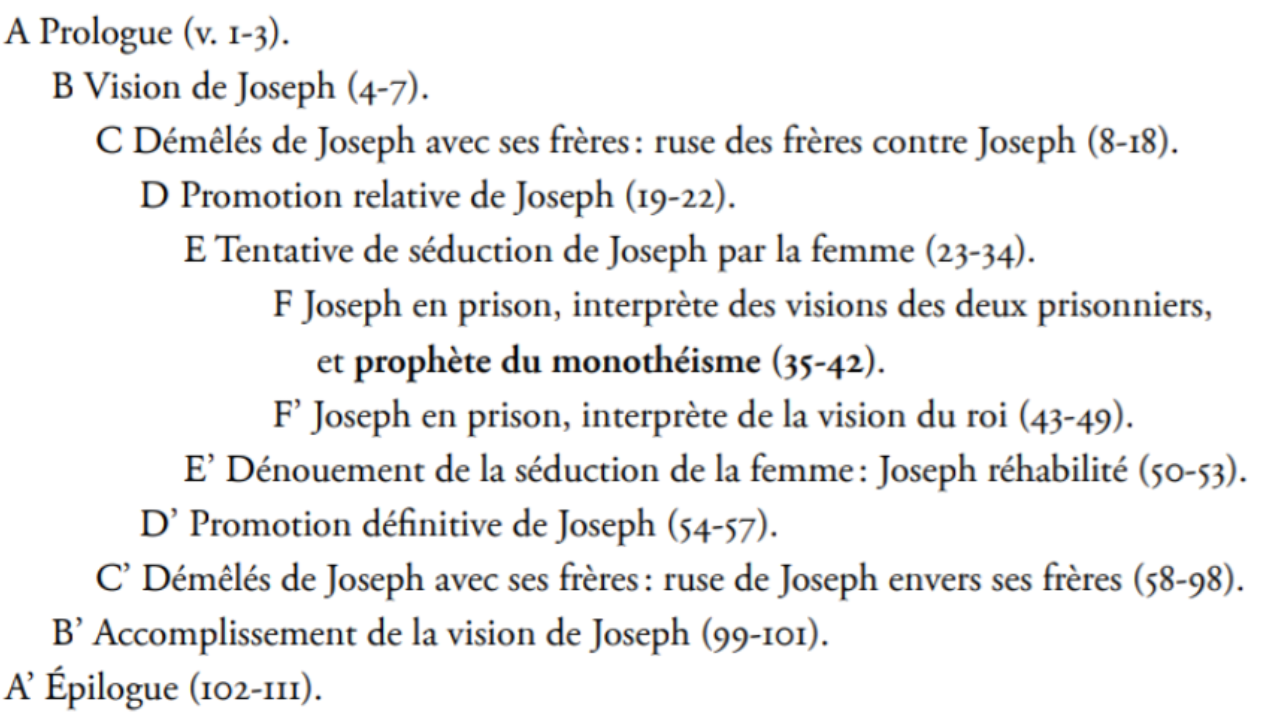
La sourate 12 est composée en construction concentrique, l'une des trois formes de la rhétorique sémitique.

Les travaux de Michel Cuypers permettent une approche originale de la composition des sourates qui diffère de celle connue dans la rhétorique grecque, avec une introduction, un développement et une conclusion. De nombreux chercheurs ne voyaient jusqu'à présent que désordre dans le texte des sourates. Or, la découverte par M. Cuypers de la composition des sourates selon la rhétorique sémitique révèle au contraire dans le texte une « architecture, parfois très élaborée et même sophistiquée, parfois plus sobre et relâchée ». En poursuivant ses recherches, Cuypers a montré que, dans la sourate 5, al-Ma'ida, les énoncés de portée universelle se trouvent au centre des structures concentriques. Et, selon lui, en rhétorique sémitique le centre constitue le plus souvent la clé d'interprétation pour l'ensemble du texte. Or, il constate dans la sourate 5 une opposition entre les versets centraux tolérants et ouverts, et les versets périphériques, plus sévères et polémiques. Michel Cuypers « n’exclu[t] pas pour autant que ces versets centraux puissent être des insertions ultérieures, tant ils témoignent d’une conception théologique différente des versets périphériques ». Une telle interpolation pourrait montrer deux états textuels et doctrinaux différents.
Par ailleurs, pour expliquer pourquoi les premiers commentateurs arabes du Coran à partir du IIe siècle de l'hégire semblaient ignorer la rhétorique sémitique, Michel Cuypers suggère la perte de la connaissance de ce procédé à cette même époque, la rhétorique hellénistique tardive (rhétorique grecque) ayant remplacé la rhétorique sémitique. E. Pisani, commentant les travaux de Michel Cuypers, s'interroge sur une possible influence substantielle d'une « source » sémitique sur l'élaboration du Coran dont la rhétorique sémitique aurait été inconnue des Arabes,. De même, il s'interroge sur l'articulation des résultats de la méthode historico-critique (école hypercritique), qui date précisément la composition du Coran du IIe siècle, avec ceux de l'analyse rhétorique.
D'autres procédés rhétoriques sont attestés dans le Coran comme l'usage des contre-discours. Cette modalité rhétorique est présente dans le Coran par laquelle la citation de divers opposants permet de défendre un point de vue au moins en partie contraire. Cette forme rhétorique expose successivement un discours, appelé « contre-discours », et la réponse qui lui est faite. Elle peut être sous la forme yaqūlūna… fa-qul (ils disent… dis-leur). Créant un antagonisme de discours, ce schéma « s’inscrit dans une question argumentative en vue de rechercher l’assentiment d’une personne que l’on vise à convaincre dans le cadre d’un conflit discursif ». Cette forme rhétorique est présente dans 588 versets du Coran et 37 sourates n'en possèdent aucun. Il s'agit de l'un des genres les plus importants du Coran. D'un point de vue historique, les controverses portées par ce type de discours ont été étudiées par Chabbi, Prémare... Ces auteurs voient principalement celles-ci comme une image de l'islam des origines. Ainsi, la présence de contre-discours sur l'absence d'engendrement divin mais aucun sur le polythéisme appuie la thèse d'une Arabie majoritairement monothéiste à cette époque. Cette forme rhétorique est déjà présente dans la Bible. L'inscrivant dans une perspective historique, Prémare voyait le Coran comme le « fruit d’un processus de rédaction marqué par les conflits idéologiques, théologiques et politiques d’un islam naissant ».
Le discours auto-référentiel du Coran est l'ensemble des formes rhétoriques dans lesquelles le Coran se cite lui-même à des degrés divers. Ces stratégies argumentatives visent à assurer son autorité et à soutenir son origine divine. Ces auto-références s'inscrivent dans des stratégies argumentatives voulues par l'auteur ou les auteurs du Coran pour faire passer son message. La première stratégie est l'insertion du Coran dans le discours sur les phénomènes naturels, sur l'eschatologie et sur l'omnipotence divine. Celui-ci permet de créer un parallèle avec le texte coranique et d'assimiler « dès lors la « descente » du Coran à un bienfait ». La seconde stratégie concerne les Écritures Saintes et rejoint la question du vocabulaire autoréférentiel du Coran qui se désigne par des termes spécifiques qui l'inscrivent dans la continuité de celles-ci. Enfin, la dernière stratégie concerne la figure prophétique. Elle comprend les accusations, d'adversaires réels ou non, portées contre Mahomet et réfutées par la négation ou la mise en accusation des adversaires. Ces contre-discours permettent à celui-ci de se définir, souvent par la négative. Mahomet est présenté selon un type prophétique classique et des parallèles peuvent être repérés avec Noé ou Moïse. Ces stratégies utilisent différents éléments rhétoriques, comme la tautologie, les apartés, les serments... « Ces éléments sont combinés afin de persuader avec force l’auditeur ou le lecteur du Coran de s’y soumettre totalement. » Cela permet au Coran de s'autocanoniser en se conférant à lui-même un statut supérieur d'autorité. Ces études sont principalement synchroniques et n'ont pas toujours pris en compte le développement diachronique et chronologique du texte. Boisliveau a démontré que cette approche pouvait aussi avoir évolué au cours de la période de rédaction du Coran.

## Traductions et impressions du Coran

### Les problèmes posés par la traduction du Coran

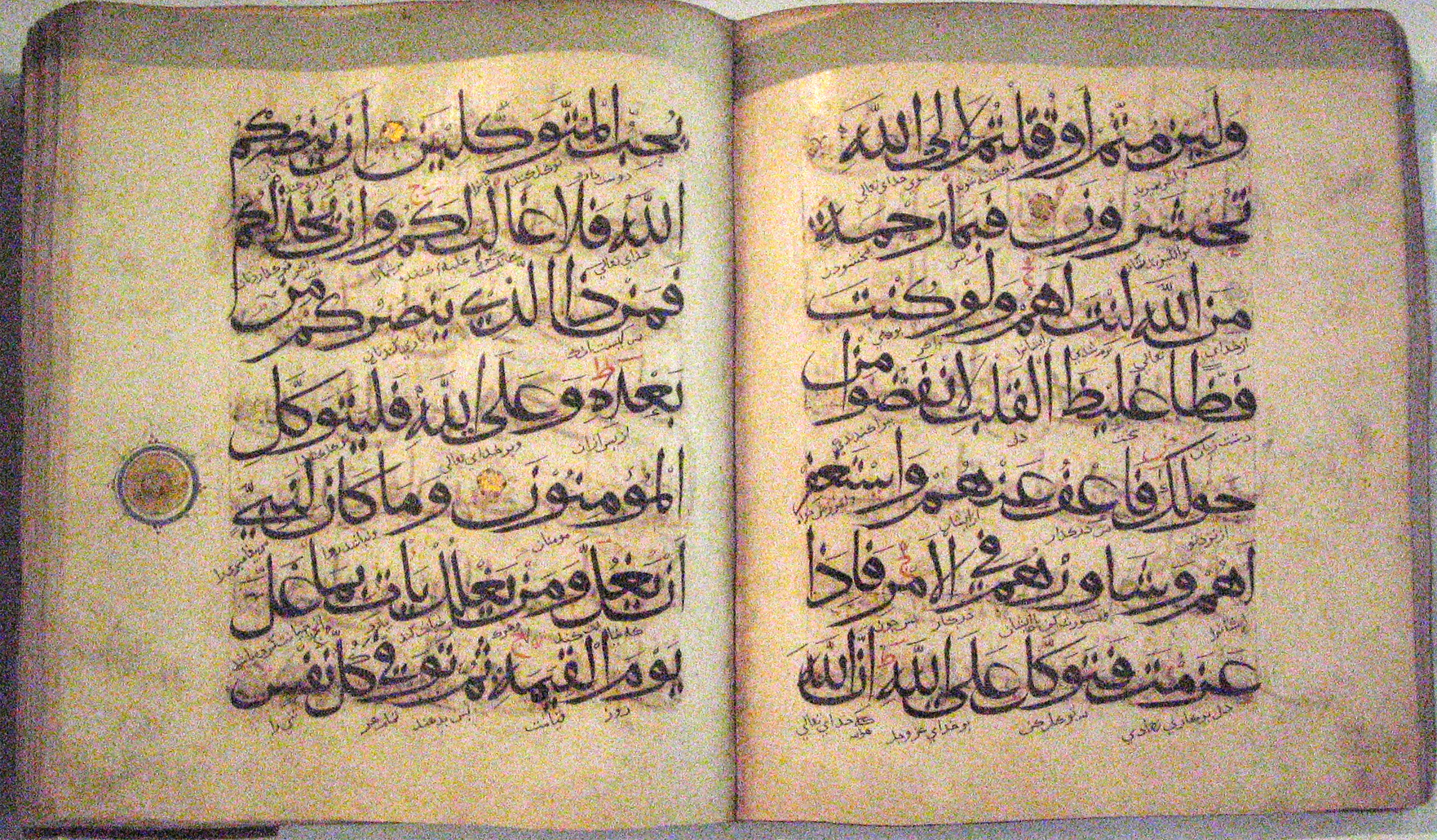
Coran en script Muhaqqaq traduit en Persan, XIIIe siècle, Musée national d'Iran.

Le Coran a originellement été écrit en arabe, langue utilisée dans la péninsule Arabique au temps de Mahomet. Pour autant, des mots et des tournures d'origine non arabe y figurent, de même qu'une arabisation de certains termes.
Certains courants conservateurs de l'islam prétendent que le Coran ne peut exister qu'en arabe et qu'il ne peut pas et ne devrait pas être traduit. L'islam accorde ainsi une importance décisive à la langue (en l'occurrence, l'arabe), comme on le voit par exemple dans la tradition soufie (bien qu'elle soit critiquée par certains courants sunnites, notamment par les salafistes). Certains penseurs musulmans considèrent qu'un Coran traduit n'est plus la parole de Dieu. Le dogme du caractère inimitable du Coran, transcription écrite de la parole divine, et du caractère sacré de la lettre a longtemps servi à s'opposer aux traductions.
La traduction de ce texte ancien peut être problématique par l'absence de « certitude [sur] le sens qu'avaient bien des termes utilisés par le Coran, dans le milieu où il est apparu. » ou par la polysémie de certains termes. « Une des traductions modernes les plus scrupuleuses, celle de l'Allemand Rudi Paret, est parsemée de parenthèses et de points d'interrogation ». Ainsi, Cuypers cite le premier verset de la sourate 96 : « Lis (ou « proclame ») au Nom de ton Seigneur ! », que la tradition associe à la lecture et à la proclamation du Coran.
Selon Boisliveau, le mot rendu par lire est iqra', dérivé du mot qara'a qui signifie « rassembler ce qui est dispersé ou épars ». « Or, plusieurs savants contemporains (U. Rubin, A.-L. de Prémare) estiment que philologiquement, la forme verbale utilisée est le calque d'un verbe hébreu, signifiant : « Appelle », « Invoque le Nom de ton Seigneur ». » et serait davantage un appel à la prière et non un envoi,.

### Histoire des traductions du Coran
Bien que la traduction du Coran pose de nombreux problèmes et qu'elle soit rejetée par certains courants conservateurs « littéralistes », celui-ci fut tout de même traduit très tôt, du moins partiellement. Ainsi, selon une tradition musulmane, la première sourate, la Fatiha est traduite du vivant de Mahomet par Salman le Perse afin d'être récitée lors de la prière par les Perses,, tandis que Ja`far ibn Abî Talib, frère d'`Alî, a traduit quelques versets parlant de Jésus et de Marie en langue guèze (éthiopien classique), lorsqu'il était ambassadeur au nom de Mahomet auprès du souverain chrétien d'Éthiopie, le Négus. Néanmoins, « certaines voix se sont rapidement élevées contre tout effort de traduction coranique ». Parmi d'autres, une traduction complète en persan est, tout de même, établie en 956.

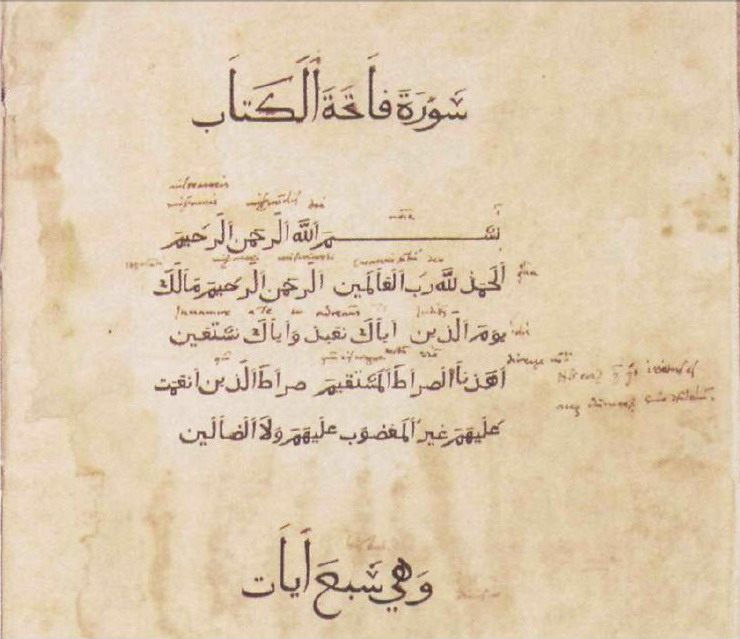
Première page du Alcoranus Arabice longtemps introuvable, Venise, 1537.

L'abbé de Cluny Pierre le Vénérable le fait traduire en latin en 1141, lors d'un séjour à Tolède. Avec l'aide des travaux de Robertus Retenensis (Robert de Ketton) entouré d'une équipe de collaborateurs (notamment Herman le Dalmate, Pierre de Tolède et Pierre de Poitiers), cette traduction incluse dans un ensemble de textes à visée apologétique (Collectio toletana) se termine en 1143 et se révèle par ses paraphrases peu fidèles au texte, son but étant de démontrer que l'islam est une imposture. Pierre le Vénérable, célèbre polémiste, rédige ensuite des traités dans la même optique réfutant les doctrines israélites et musulmanes.
Elle est imprimée, en 1543, à Bâle par le philologue protestant Theodor Bibliander, pour répondre au développement de l'intérêt pour l'islam provoqué par la pression ottomane en Europe et le développement de l'humanisme renaissant. Cette traduction latine servira de base aux traductions italiennes d'Arrivabene (1547), allemande de Salomon Schweigger (1616), et néerlandaise en 1641, traductions qui restent avant tout une réfutation de l'islam ou ont pour objectif de favoriser le commerce avec les pays arabes.
La première traduction en français est L'Alcoran de Mahomet d'André du Ryer en 1647, ouvrage réédité jusqu'en 1775 et qui inspire les traductions en anglais (The Alcoran of Mahomet d'Alexander Ross en 1649), en néerlandais (Glazemaker), en allemand (Lange) et en russe (Postnikov en 1716 et Veryovkin en 1790)). Elle porte les mêmes défauts que celle de Robertus Retenensis. La première traduction considérée comme à peu près fiable du Coran en langue occidentale (Latin) est celle de Louis Marracci à la fin du XVIIe siècle, traduction reprise par Antoine Galland (travail de 1709 à 1712, non publié) et Reiniccius en 1721. La première « relativement fiable » en français est celle de Kazimirski (1840). Cette traduction fera référence jusqu'au milieu du XXe siècle. À partir des années 1950, les traductions scientifiques se multiplient, Blachère en 1950, Masson en 1967, Chouraqui en 1990, Berque en 1991.
Jusqu'au XIXe siècle, les traductions ayant, pour beaucoup, été des œuvres missionnaires, des traductions anglaises faites par des musulmans sont publiées à partir du début du XXe siècle. En 1925, pourtant, les responsables de l'université al-Azhar ordonnent de brûler les traductions du Coran. Dans les années 1930, deux traductions célèbres, celles de Pickthall (1930, Londres) et celle de A. Yusuf ‘Ali (entre 1934 et 1937), sont publiées. Une traduction publiée par l'université al-Azhar en 1936 fait perdre sa force au débat. La version traduite par Muhammad Taqi-ud-Din al-Hilali et Muhammad Muhsin Khant est, grâce aux soutien de l'Arabie saoudite, la plus répandue. En français, les deux traductions par des musulmans les plus utilisées sont celles de Muhammad Hamidullah (1959) et de Hamza Boubakeur (1990).
On recense des traductions complètes ou non dans plus d'une centaine de langues, y compris le kabyle, l'espéranto, le volapük...

### Quelques traductions du Coran

#### Latin
- Theodor Bibliander, Machumetis Saracenorum Principis, eiusque successorum vitæ, ac doctrina, ipseqve Alcoran : quo uelut authentico legum diuinarum codice Agareni & Turcae, alijq[ue] Christo aduersantes populi regu[n]tur, quae ante annos CCCC… D. Petrus Abbas Cluniacensis per uiros eruditos… ex-Arabica lingua in Latinam transferri curauit : his adiunctae sunt confutationes multorum, & quidem probatissimorum authorum, Arabum, Graecorum, & Latinorum, unà cum… Philippi Melanchthonis praemonitione… : adiunctae sunt etiam, Turcaru[m]… res gestae maximè memorabiles, à DCCCC annis ad nostra usuq[ue] tempora : haec omnia in unum uolumen redacta sunt, 1543, I. Oporinus, Basileae.
- 1698, Louis Marracci publie à Padoue une nouvelle traduction en latin du Coran, accompagnée du texte arabe original[499]. Cette traduction est « relativement littérale et fiable ». Celle-ci et les notes et commentaires qui l'accompagnent sera largement utilisée les traductions européennes. Sa réputation est entachée « de la visée apologétique dans laquelle s’inscrivait le travail de l’ecclésiastique ». Cette traduction paraît après une refutation du Coran, publié par le même auteur en 1691. Cette réfutation est republiée avec la traduction du Coran. Le texte est accompagné de nombreuses notes[496].

#### Français

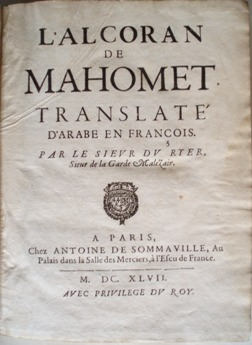
L'Alcoran de Mahomet traduit d’arabe en français par le Sieur du Ryer. Exemplaire datant de 1647.

- L'Alcoran de Mahomet, traduit d’arabe en français par le sieur du Ryer, sieur de la Garde Malezair, 1647, 1649, 1672, 1683, 1719, 1734, 1770, 1775, André du Ryer, consul de France à Alexandrie, Paris[numerisation 1]. À la différence des versions plus anciennes latines, Du Ryer fait œuvre de pionnier en traduisant le Coran, directement depuis l'arabe, en langue commune. Elle n'est publiée qu'avec quelques pages de notes et, malgré quelques mentions très critiques sur l'islam, s'éloigne de la seule dimension apologétique[496]. L'auteur « destine son travail [à] des marchands dans le Levant et sans nul doute, de manière plus générale, des lettrés curieux de l’Orient ainsi que des voyageurs. » Elle suit la division en sourates mais n'est pas découpée selon les versets. « Il semble cependant qu’on ait jugé sévèrement son travail, dont l’examen montre qu’une partie des difficultés auxquelles se heurte le traducteur provient de la méconnaissance de notions parfois techniques »[496] Selon les critères des traductions de l'époque, Du Ryer atténue certains traits locaux et modifie sur certains aspects le texte coranique lié aux dogmes (abrogation…)[496].
- Le Coran, traduit de l'arabe, accompagné de notes et précédé d'un abrégé de la vie de Mahomet, tiré des écrivains orientaux les plus estimés, deux volumes, Claude-Étienne Savary, 1782–1783, 1787 : ancienne orthographe, Paris, Amsterdam ; rééditions posthumes en orthographe modernisée : 1821, Paris, Amsterdam ; 1826, Paris. Réédition : Mahomet, Le Coran, Traduction, précédée d'un abrégé de la Vie de Mahomet, et accompagné de notes, Paris, 1960, Garnier Frères[numerisation 2]. Cette version a été produite après qu'une traduction anglaise réputée ne commence à faire autorité, toutefois l’auteur (qui ne savait pas lire l'anglais) s'appuie sur la version de Marracci, tout en la critiquant. Cette version est un net progrès depuis celle de Du Ryer. Néanmoins, elle possède de nombreuses erreurs liées à la volonté du traducteur de réécrire et d'améliorer le style (rajout de métaphores…) du texte[496]. Cette traduction s'inscrit dans un courant revalorisant la figure de Mahomet. Bien que son aspect prophétique soit dénié, il est alors considéré comme un bon législateur, conformément à la vision déiste des Lumières. Le point de vue du traducteur apparaît principalement dans les notes et l'apparat critique[496].
- Le Koran : traduction nouvelle faite sur le texte arabe, par Albert Kazimirski de Biberstein, 1840, 1841, 1844, Paris ; dernières rééditions 1970, 1981 Garnier Flammarion, relié, 646 pages[numerisation 3]. Cette traduction a été réalisée par un émigré polonais, exilé en France à la fin de l’année 1831 et secrétaire-interprète au Cabinet des Affaires étrangères, pour le compte d'un éditeur intéressé par la question algérienne[496]. Kasimirski évite de repartir de la traduction de Savary basée sur la version latine de Maracci, qui contient à ses yeux de nombreuses erreurs en plus d'un sens trop prononcé là où l'original reste vague. Il préfère donc faire une nouvelle traduction du texte arabe, empruntant au besoin aux traductions et aux notes de Maracci et de Sale[496]. Sa version allie une certaine élégance, et une certaine proximité à l’original. Les ajouts explicatifs étant distingués par un style de caractères italiques[496]. Toutefois, des effets de style et un manque de fidélité au sens et à la structure du texte original lui ont été reprochés[500]. Cette traduction reste cependant d'un accès facile, ce qui lui a permis de contribuer à une certaine diffusion qui a permis de faire connaitre le texte aux intellectuels européens[500].

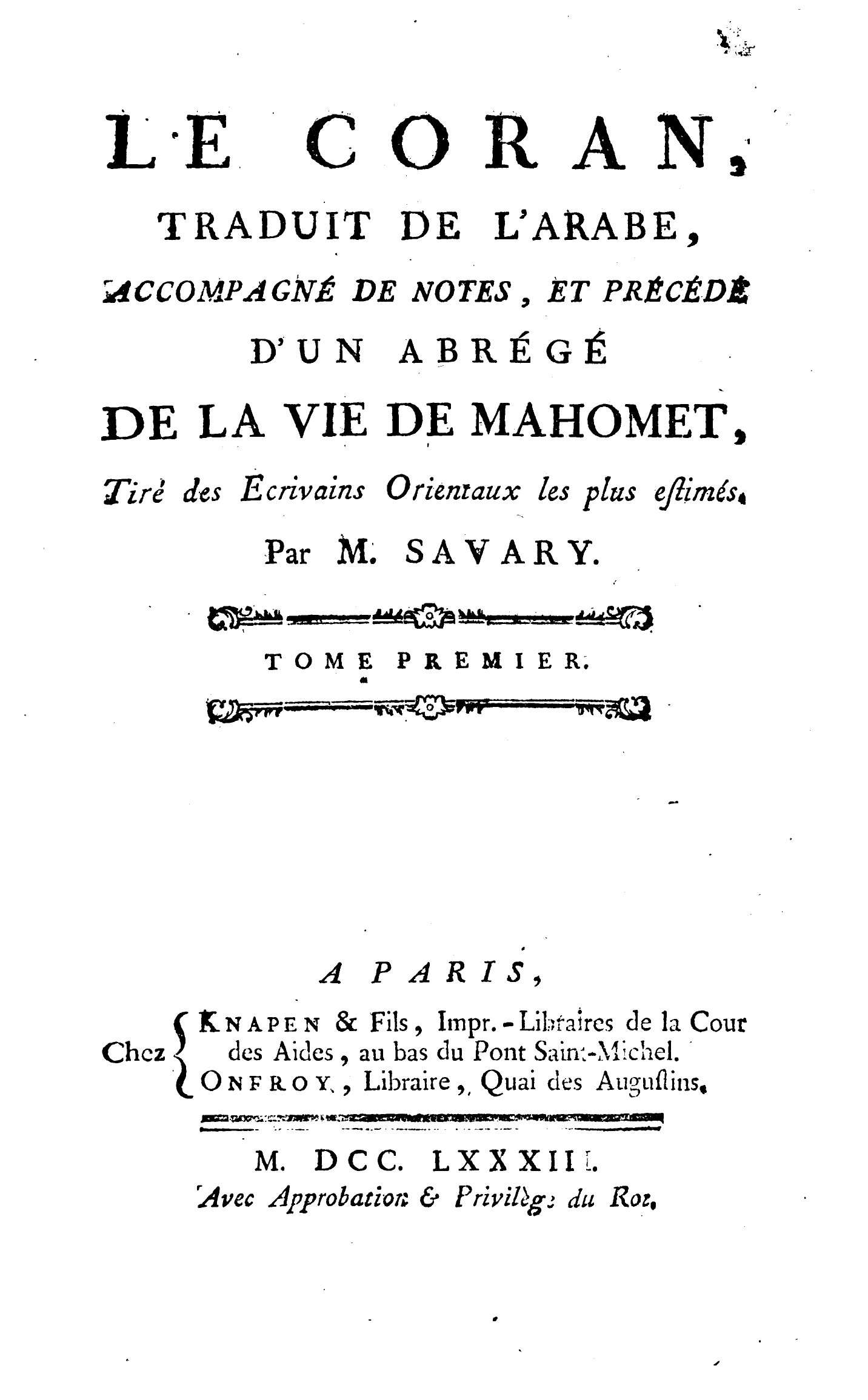
Traduction en français du Coran par Claude-Étienne Savary en 1783.
- Coran traduit en anglais par John Medows Rodwell (en) en 1861.
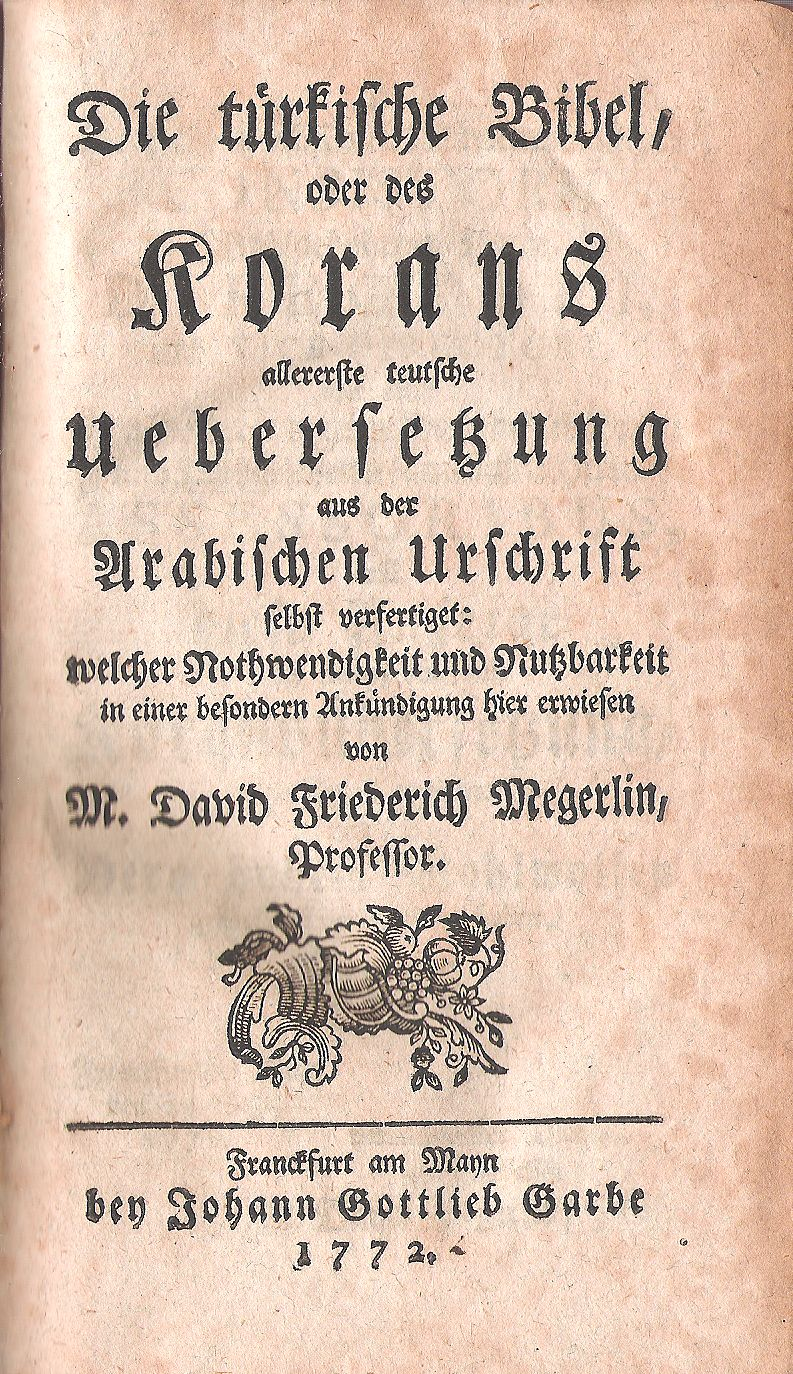
La couverture de la première traduction du Coran en allemand : Die türkische Bibel (La Bible Turque) (1772) par le Professeur David Friederich Megerlin.
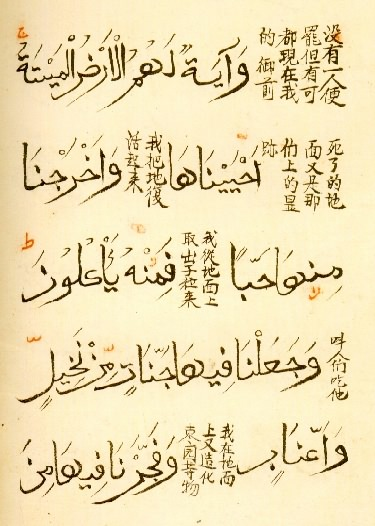
Coran en arabe et chinois. Il s'agit ici des versets 33 et 34 de la sourate Ya Sîn (36).

### Impressions en arabe
Les premiers ouvrages en caractères mobiles arabes sont édités en Europe. Il s'agit d'ouvrages liés au christianisme oriental (Livres de prière, Évangiles...). Le premier Coran a été imprimé à Venise en 1537 ou 1538. Cette édition est connue par un seul exemplaire,.
L'imprimerie à caractères mobiles apparaît au Proche-Orient sous l'impulsion de l’évêque melkite d'Alep qui installe la première imprimerie en langue arabe à Alep en 702-1711 puis à Choueir. Pour des raisons économiques et religieuses, l'impression du texte coranique ne se développe que tardivement. Ainsi, dans l'Empire Ottoman, l'impression est interdite par les sultans Bayazid II et Selim Ier. L'essor de la lithographie, technique permettant d'imiter la copie manuscrite, permet son essor à partir du XIXe siècle. L'édition égyptienne du Caire de 1923 donne moins d'importance à l’aspect esthétique du livre-objet.